# Chronologie de l'automobile
Pour un article plus général, voir Histoire de l'automobile.
L'histoire de l'automobile est très riche et foisonnante : inventions techniques, lancements de produits, création et réorganisation d'entreprises, bouleversements économiques et géographiques, etc. Partie importante de la révolution industrielle, le développement de l'automobile est intimement lié à celui d'autres secteurs, notamment chimie, métallurgie, mécanique, infrastructures routières, industrie pétrolière. L'automobile est aussi au cœur d'importantes évolutions de société : développement des déplacements individuels et du tourisme ; organisation de la production de masse, avec le fordisme et le toyotisme ; mondialisation de l'économie, etc. Elle est également l'un des sujets majeurs de préoccupation dans la lutte contre la pollution et le réchauffement climatique.
La frise chronologique objet de cet article ne peut prétendre rendre compte de façon exhaustive de la richesse et de la complexité de ces évolutions depuis la fin du XIXe siècle. Elle présente une sélection d'évènements qui ont marqué l'histoire de l'automobile, en donnant quelques indications sur leur contexte historique et leurs conséquences.

## Les débuts
- 1668
  - Ferdinand Verbiest fabrique un véhicule automobile, considéré davantage comme un jouet, qui est constitué d'une bouilloire fixée sur un petit four et équipé d’une roue à aubes, d’engrenages et de petites roues.
- 1769
  - Joseph Cugnot présente son « fardier à vapeur », un chariot sur lequel il monte une chaudière à vapeur. Il atteint 4 km/h et a une autonomie de 15 minutes[1].
- 1804 
  - L'inventeur suisse François Isaac de Rivaz fait fonctionner le premier moteur à explosion, qu'il brevète en 1807[2].
- 1805
  - Oliver Evans développe des « Oruktor Amphibolos », véhicules motorisés amphibies pour la ville de Philadelphie.
- 1819-1825
  - L'ingénieur écossais John Loudon McAdam publie plusieurs essais sur les techniques d'entretien et d'empierrement des routes, inventant le macadam.
- 1828
  - Onésiphore Pecqueur, ingénieur et horloger français, brevète le différentiel[3].
- 1844
  - Charles Goodyear, chimiste américain, brevète le procédé de vulcanisation[4].
- 1845
  - Invention du pneu en caoutchouc vulcanisé par l'écossais Robert William Thomson[4].
- 1859
  - L'entrepreneur américain Edwin Darke fore le premier puits de pétrole américain en Pennsylvanie. La production de pétrole américaine commence une très longue période de croissance, accompagnant celle du parc automobile, et représentera plus de 60 % de la production mondiale jusqu'au milieu des années 1940.
- 1860
  - Étienne Lenoir brevète le 1er moteur à combustion interne 2 temps « à air dilaté » et allumage électrique, ancêtre de la bougie d'allumage[5]. Il fabrique 400 moteurs de ce type[1].
- 1862
  - Alphonse Beau de Rochas décrit et publie le cycle thermodynamique des moteurs à 4 temps : admission, compression, explosion, échappement[6].
- 1872
  - Nikolaus Otto, Eugen Langen et Gottlieb Daimler fondent la « Gasmotoren Fabrik Deutz AG », pour fabriquer des moteurs à explosion[6].
- 1873
  - Première automobile de 12 places, dénommée L'Obéissante, qui fonctionne réellement. Conçue par Amédée Bollée père, elle est mue par un moteur à vapeur et atteint une vitesse maxi de 40 km/h[1].
- 1875
  - Amédée Bollée père fait le premier voyage de longue distance en reliant Le Mans à Paris et retour en passant par Orléans
- 1878
  - Amédée Bollée père commercialise la première voiture fabriquée en série nommée La Mancelle, mue par un moteur à vapeur[1].
  - Dugald Clerk améliore significativement le moteur à deux temps.
- 1881
  - Amédée Bollée père commercialise la première voiture à atteindre 60 km/h. Dénommée La Rapide, elle est également mue par un moteur à vapeur.
  - Gustave Trouvé présente une automobile électrique à l'Exposition internationale d'Électricité à Paris.

- 1882
  - De Dion et Bouton fabriquent leurs premières automobiles à vapeur[6].
- 1883 
  - Première automobile mue par un moteur à 4 temps à combustion interne à gaz. Étienne Lenoir réalise le 1er moteur à 4 temps basé sur le principe de Beau de Rochas et l'installe sur une automobile qui parcourt 18 km de Paris à Joinville en trois heures.
  - Première automobile mue par un moteur à combustion interne 4 temps à pétrole brevetée par Édouard Delamare-Deboutteville et Léon Malandin.
  - Carl Benz fonde la Benz & Cie.

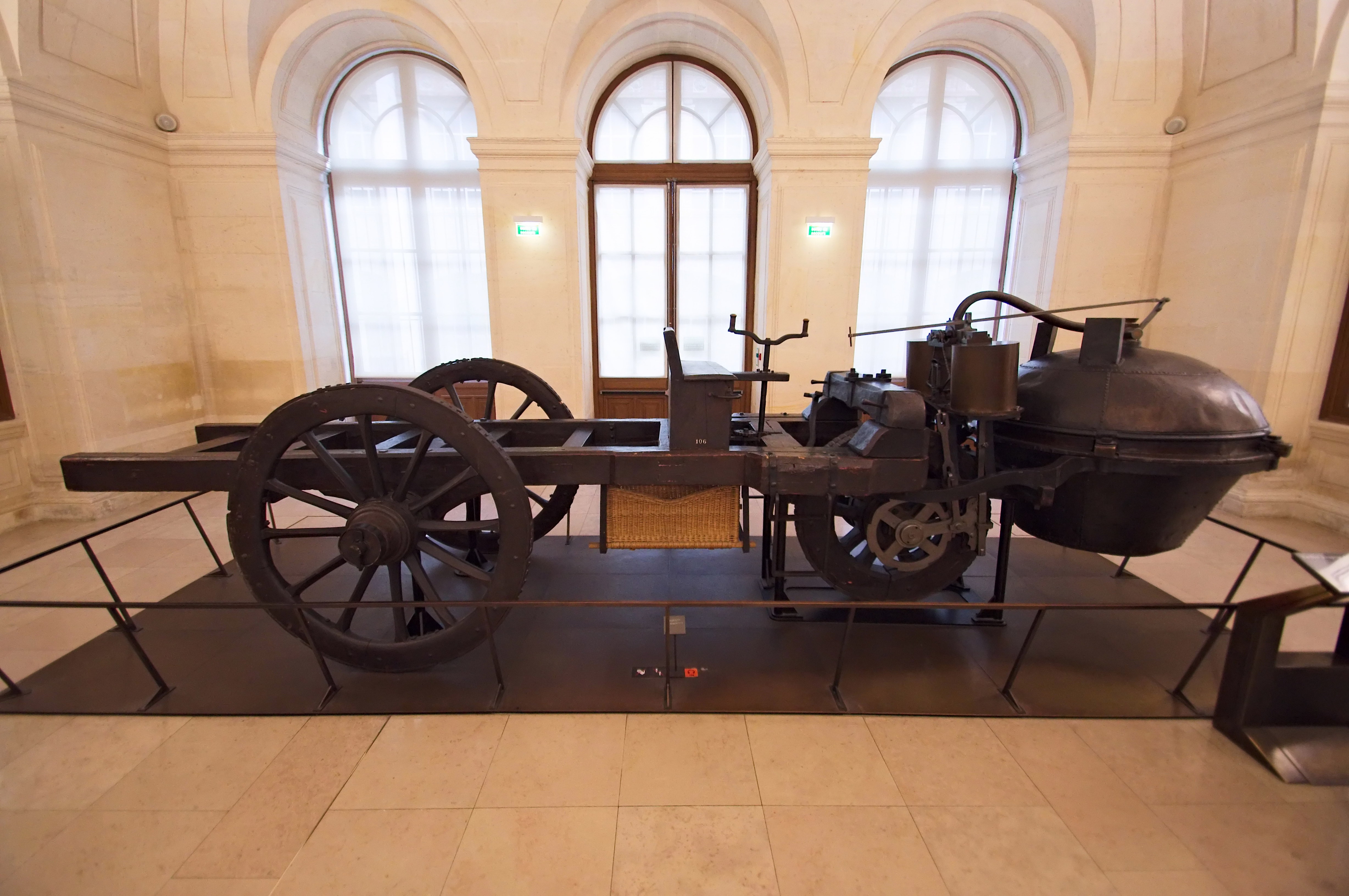
Fardier de Cugnot (1770).
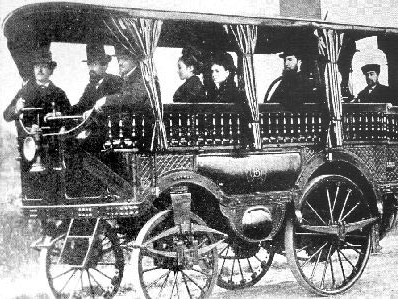
L'Obéissante de Bollée (1875).
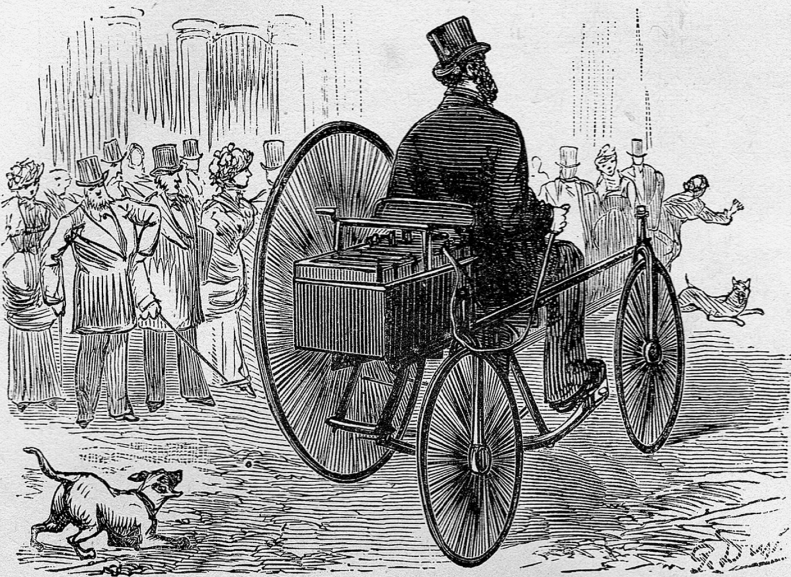
Tricycle électrique de Gustave Trouvé (1881).
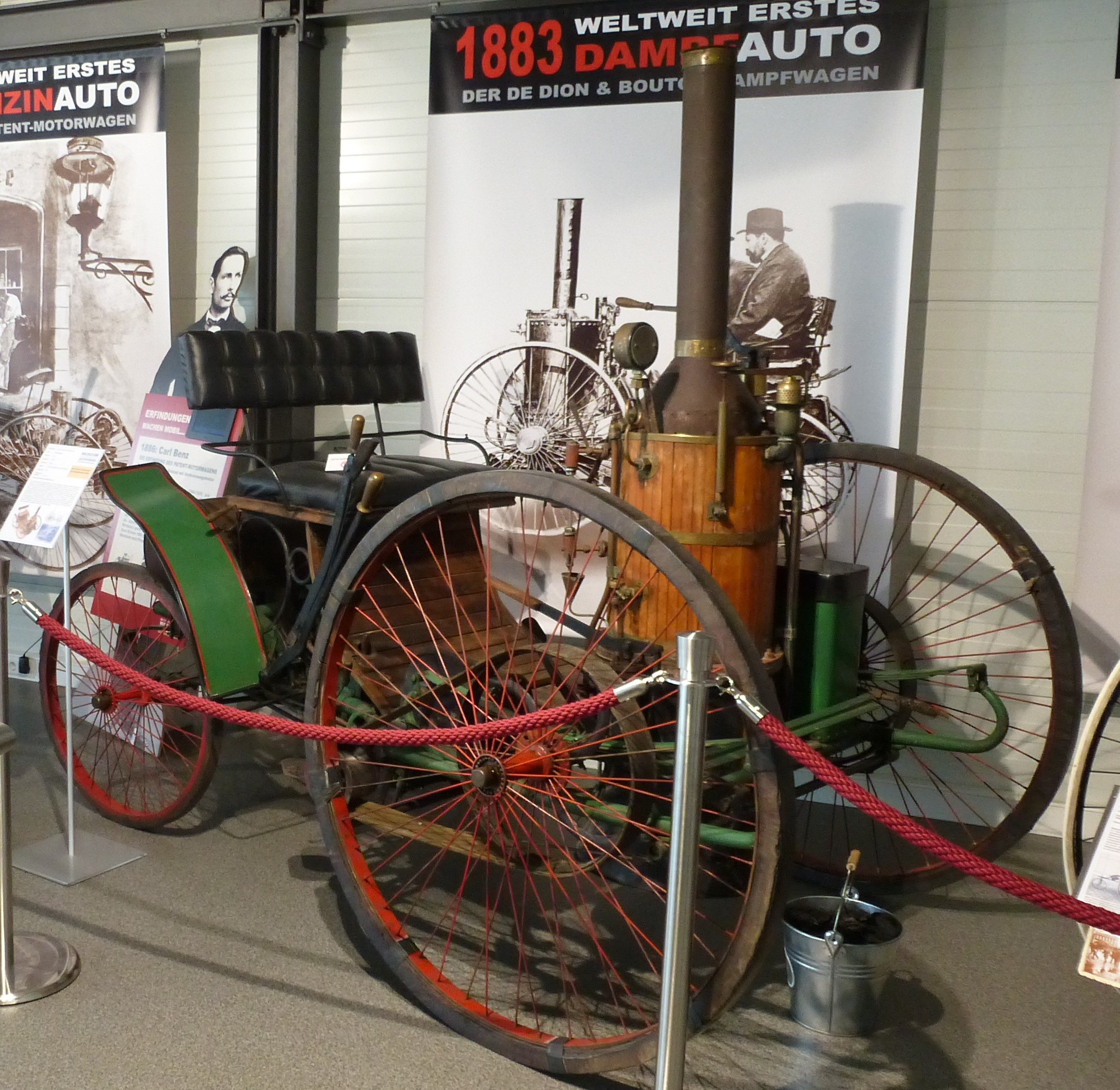
Quadricycle à vapeur De Dion (1883).

## FinXIXesiècle
- 1886
  - La Benz Patent Motorwagen de Carl Benz est le premier prototype d'automobile à 3 roues, à moteur à combustion interne / moteur à essence (1 cylindre) et carburateur[6].
- 1888  
  - Dunlop invente les pneumatiques gonflables modernes[4].
  - Bertha Benz, femme de l'inventeur Carl Benz, est la première femme à conduire une automobile sur une longue distance.
- 1889 
  - Gottlieb Daimler et Wilhelm Maybach mettent au point leur prototype Daimler Stahlradwagen, première automobile à quatre roues avec moteur à essence (deux cylindres en V), qu'ils présentent sur le stand Panhard & Levassor de la galerie des « machines et des progrès techniques » de l'Exposition universelle de Paris de 1889, et fondent en 1890 la Daimler-Motoren-Gesellschaft (DMG).
  - Fondation de Michelin, qui brevète le pneu démontable en 1891[a 1].
- 1890
  - René Panhard, Émile Levassor et Armand Peugeot industrialisent des Panhard & Levassor Type A, et Peugeot Type 3, équipées de moteur à quatre temps V2 Daimler[6].
- 1894
  - Organisation du concours automobile Paris-Rouen.
- 1895 
  - Organisation de la première course automobile Paris-Bordeaux-Paris. Participation du premier véhicule équipé de pneumatiques par les frères Michelin.
  - Fondation de l'Automobile Club de France.
  - Concours du Chicago Times Herald, l'une des premières courses automobiles aux États-Unis.
  - De Dion-Bouton fabrique en série des tricycles à essence.
- 1896
  - Meeting de Spa, première compétition automobile de Belgique.
  - Fondation de "Automobiles Peugeot" et première voiture Peugeot par Armand Peugeot[7].
  - Aux États-Unis, Henri Ford produit un quadricycle motorisé[8].
- 1898 
  - Louis Renault construit sa première voiturette Renault Type A à Boulogne-Billancourt et brevète en 1899 sa boîte de vitesses, alors avec trois rapports avant et marche arrière[9].
  - Premier Salon de l'automobile de Paris 1898, au Parc des Tuileries.

- 1899 
  - Instauration en France du Certificat de capacité valable pour la conduite des véhicules automobiles[10].
  - En Italie, Giovanni Agnelli fonde la Fabbrica Italiana Automobili Torino (FIAT)[8].
  - Le belge Camille Jenatzy est le premier à dépasser les 100 km/h et établit un record de vitesse automobile à 105,9 km/h à bord de La Jamais contente, un véhicule électrique profilé[11].
  - Le parc automobile est de 6 500 véhicules en France, 700 aux États-Unis, 500 en Belgique, et 400 en Allemagne, en Grande-Bretagne et en Autriche[7].

Modèles des années 1880-1890
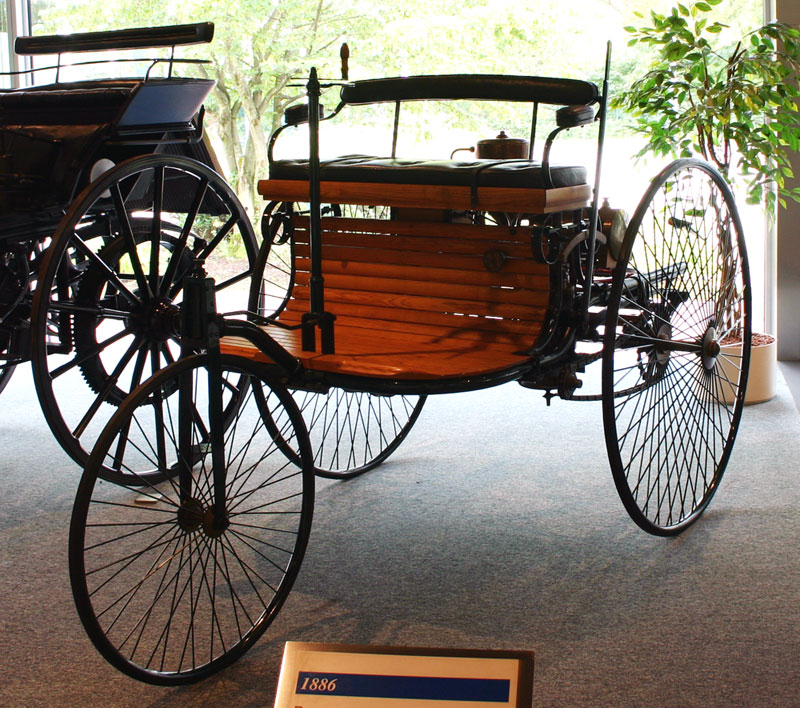
Benz Patentmotorwagen à moteur combustion interne (1886)
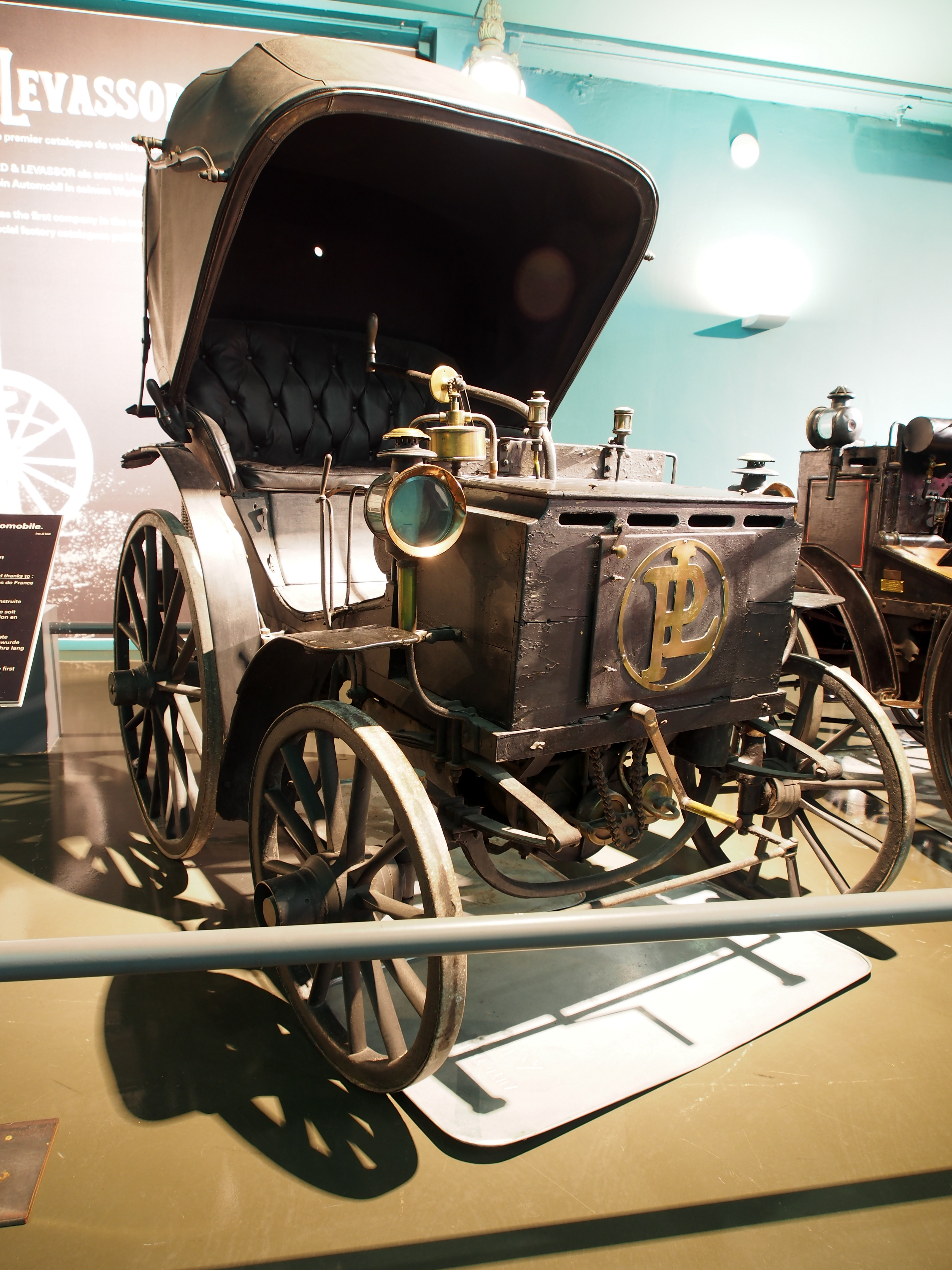
Panhard et Levassor Type A (1891).
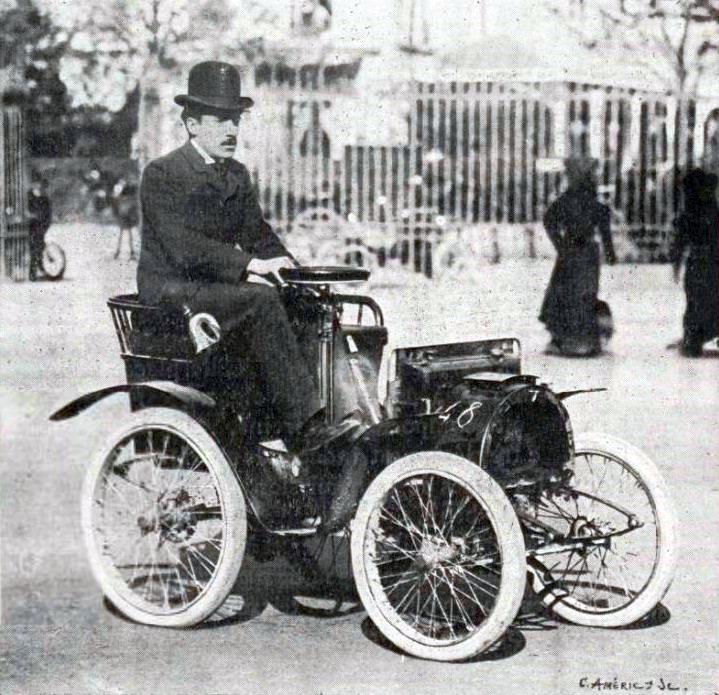
Louis Renault sur sa Type A (1899).
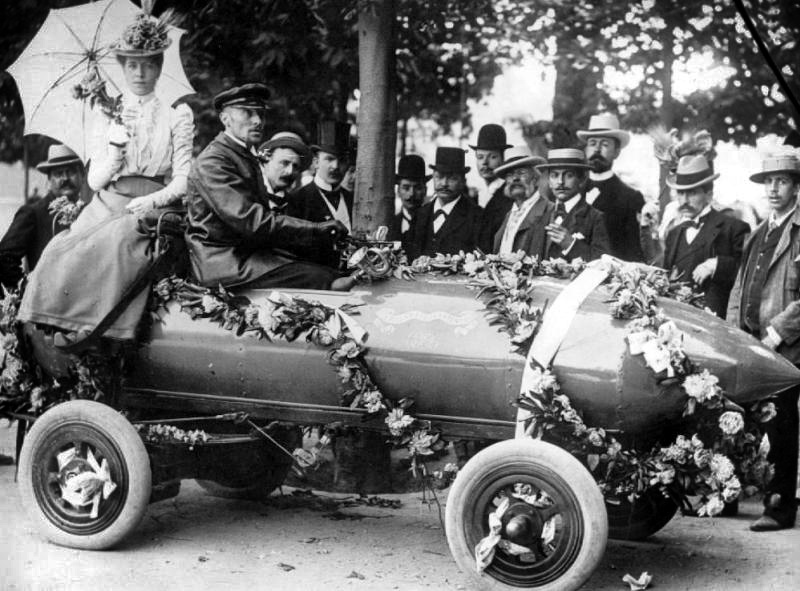
Camille Jenatzy sur la Jamais Contente électrique (1899).

## De 1900 à la fin de la Première Guerre mondiale
- 1900
  - Première édition de la Coupe automobile Gordon Bennett remportée par Panhard et Levassor[12].
  - De Dion-Bouton est le plus important fabricant d'automobiles au monde, avec 400 automobiles et 3 200 moteurs.
  - Premier Congrès international de l'automobile, présidé par Georges Forestier.
  - Fondation de Packard[13].
  - Le parc automobile américain est de 8 000 véhicules, soit un pour 9 500 habitants[14].
- 1901
  - Fondation d'Oldsmobile et première automobile de série américaine : la Oldsmobile Curved Dash[7].
- 1902 
  - Fondation de Cadillac[7].
  - Louis Renault invente le frein à tambour à commande mécanique[15].
  - La marque Mercedes est déposée.
  - Léon Serpollet établit un nouveau record de vitesse à 120,8 km/h à bord d'une automobile à vapeur de sa conception [12].
  - L'inventeur et médecin suisse Ernest Guglielminetti réalise à Monaco la première route goudronnée[16].
  - Robert Bosch livre les premiers systèmes d'allumage avec magnéto à haute tension[17]. La firme allemande Bosch deviendra l'un des plus importants équipementiers automobiles des XXe et XXIe siècles.
- 1903  
  - Premier moteur à soupapes en tête installé sur les Buick.
  - Henry Ford fonde la Ford Motor Company[8].
  - Construction de la Ford A, première voiture à pétrole d'Henry Ford.
- 1904
  - En Espagne, création de Hispano-Suiza[7].
  - Invention de la jante démontable, qui permet de remplacer facilement un pneu endommagé[4].
  - Premiers modèles Rolls-Royce et Rover.
  - Fondation de l'Association internationale des automobile-clubs reconnus (AIACR)  qui deviendra la Fédération internationale de l'automobile (FIA) en 1946.
- 1905
  - André Citroën crée une société de fabrication d'engrenages qui deviendra Citroën après la Première Guerre mondiale[13].
  - Fondation de Austin.
  - Le parc automobile américain a été multiplié par dix en cinq ans : il atteint 77 000 véhicules, soit un pour 1000 habitants[14].
- 1906  
  - Fondation de Lancia[18].
  - Premier Grand Prix automobile organisé près du Mans, remporté par Renault[18].
- 1908 
  - Ford T, première automobile fabriquée à très grande échelle (Fordisme)[18], qui sera fabriquée à plus de 15 000 000 d'exemplaires[19].
  - Création de General Motors (GM) qui reprend Buick et Oldsmobile, puis Cadillac (1909)[20].
- 1909
  - L'américain Charles Kettering, fondateur de Delco, invente le démarreur électrique qui équipe les Cadillac à partir de 1912[21].
  - Une Blitzen-Benz devient la première automobile à dépasser les 200 km/h.

- 1910  
  - Barney Oldfield atteint les 210 km/h sur sa Blitzen-Benz.
  - Fondation de Alfa, qui deviendra Alfa-Romeo après la Première Guerre mondiale[18].
  - Première automobile Audi.
  - Eugène Buisson crée la SAFF qui deviendra l'un des plus importants équipementiers automobiles et se nomme Valeo depuis 1980.
- 1911
  - Fondation de Chevrolet[18].
  - Ford ouvre des usines en Angleterre (1911), puis en France (1916), en Irlande (1917), et en Allemagne (1923)[22].
  - Première édition des 500 miles d'Indianapolis.
  - Première Rolls-Royce avec la statuette mascotte Spirit of Ecstasy.
- 1913
  - Dodge lance la première voiture à carrosserie entièrement en acier[13].
  - Création de la firme japonaise Datsun, qui fera partie du groupe Nissan à partir de 1934.
- 1914 
  - Réquisition de l'ensemble des taxis parisiens pour envoyer des renforts à la bataille de la Marne. Les taxis sont désormais connus sous le nom de « Taxis de la Marne »[13].
  - Le parc automobile français est de l'ordre de 108 000 véhicules : il a été multiplié par huit en dix ans[23].
  - Les premiers embouteillages urbains sont signalés aux États-Unis, suivis de l'installation des premiers feux tricolores et de sens uniques dans certaines grandes villes américaines[14].
- 1915
  - Packard lance la première voiture de série équipée d'un moteur V12 : la Twin Six.
- 1916
  - Renault fabrique le char léger FT (6,5 t)[13].
- 1917 
  - Fondation de la société Lincoln par Henry M. Leland.

Modèles des années 1910
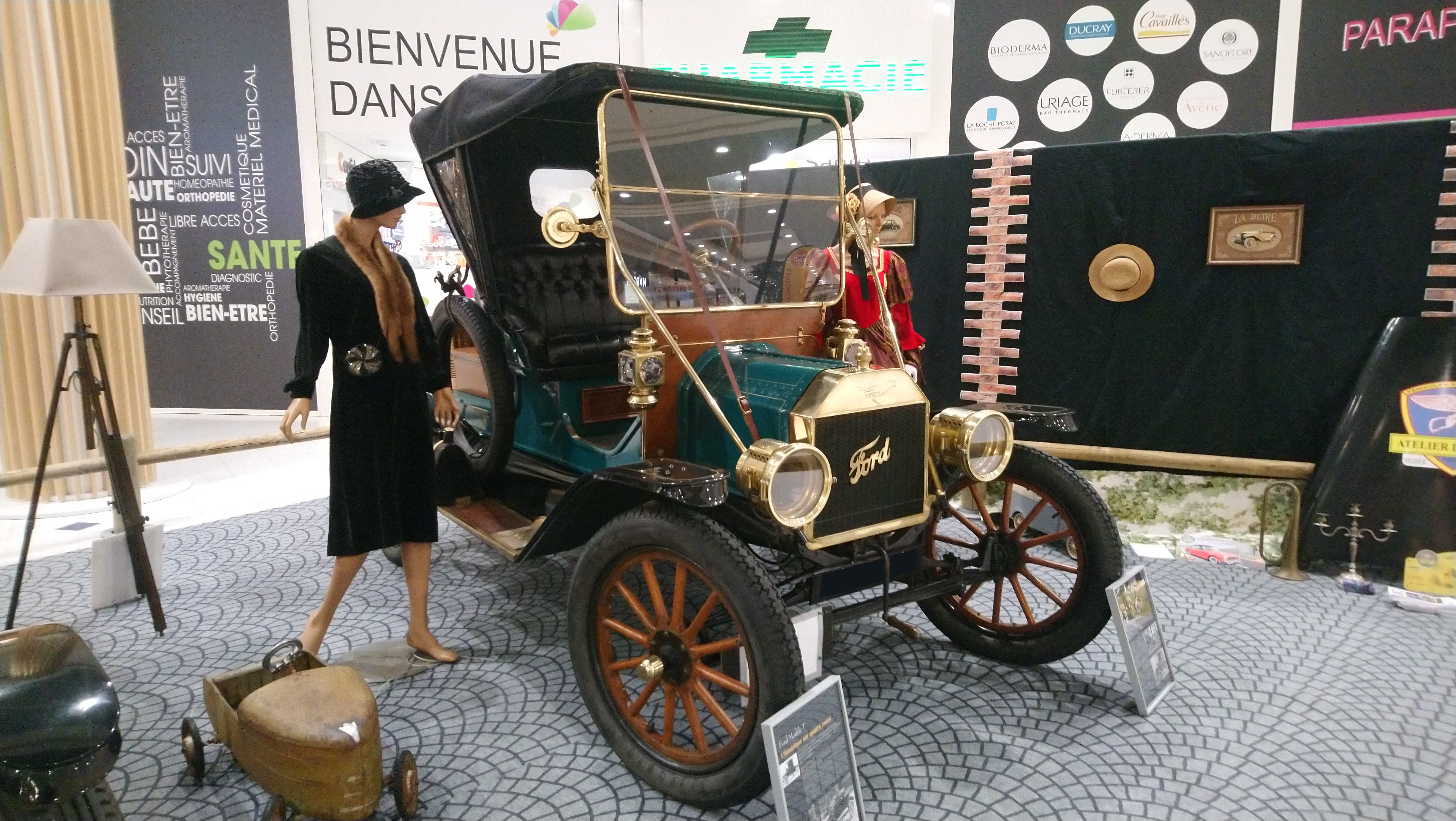
Ford T (1910).
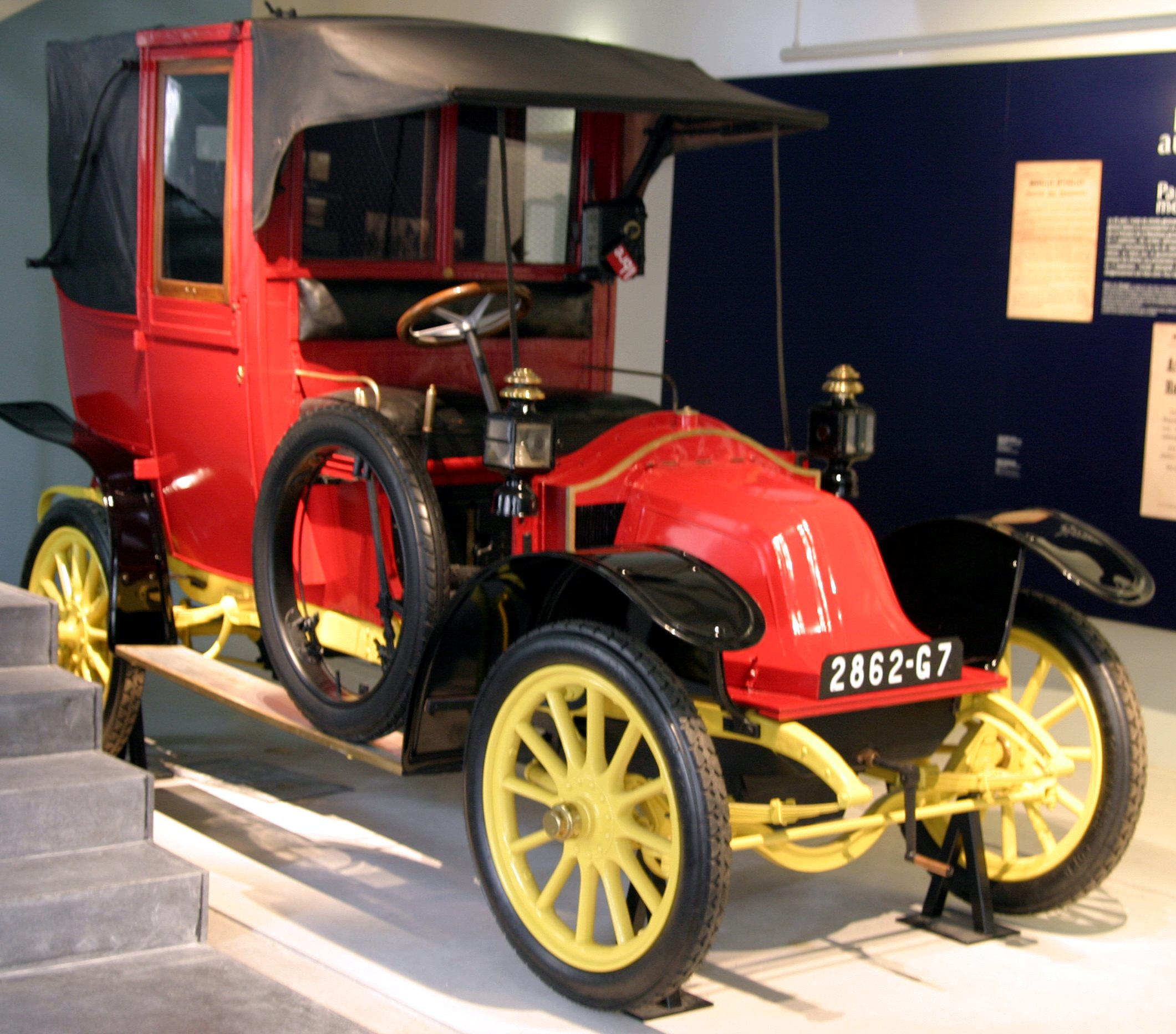
Un Taxi de la Marne Renault AG1 (1914).
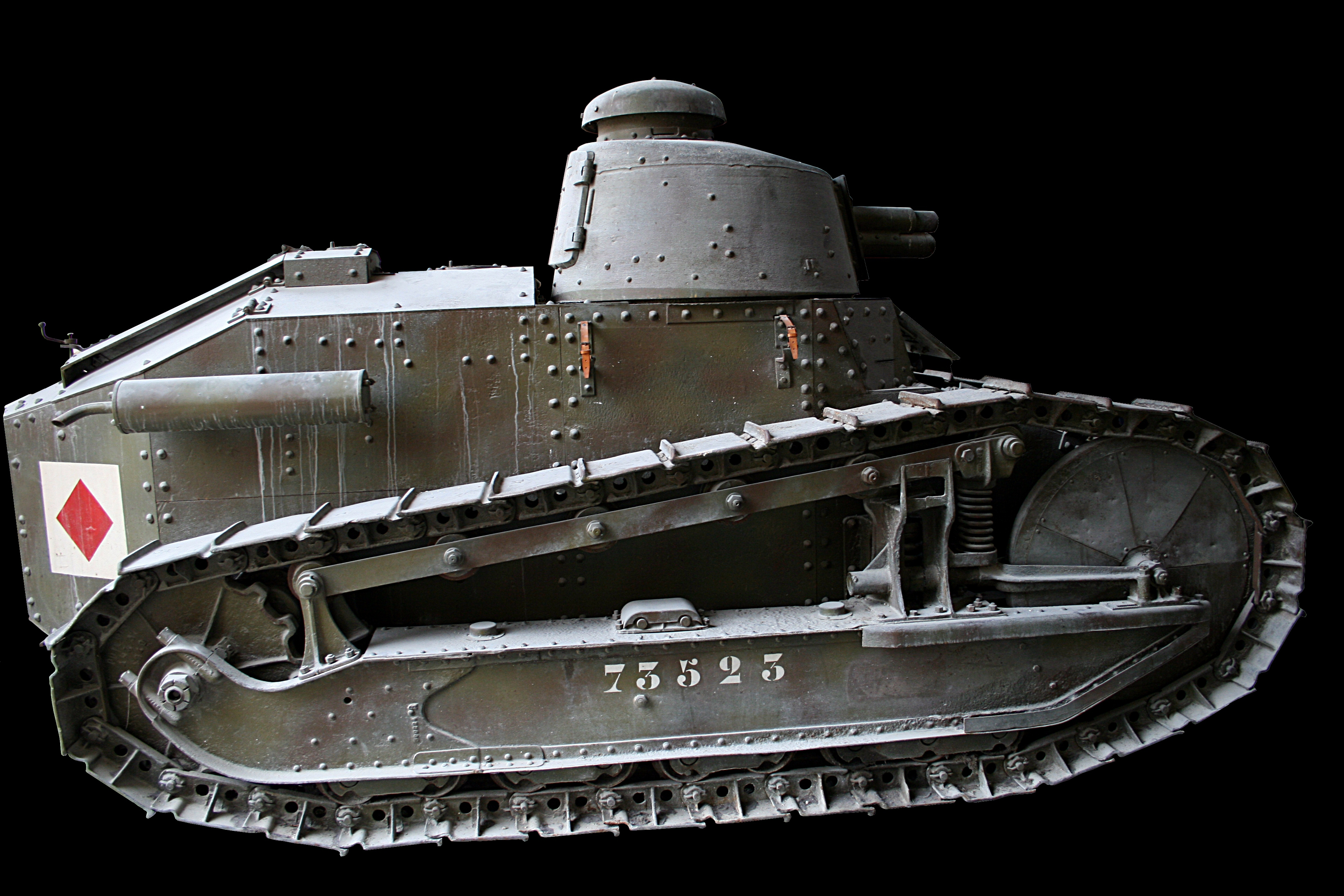
Char Renault FT (1916).
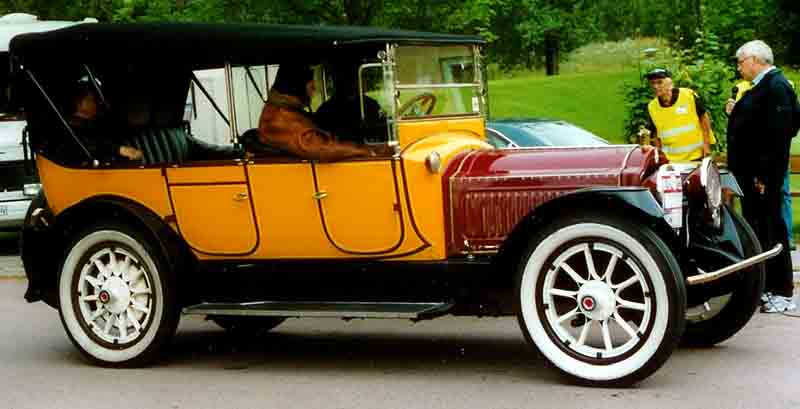
Packard Twin Six (1916).

## Après guerre et années 1920
- 1919
  - André Citroën introduit la production en grande série en France, avec la Citroën Type A, produite à 100 exemplaires/jour[24].
  - Malcolm Lockheed invente la commande de frein hydraulique, plus puissante que la commande mécanique.
  - Fondation de Bentley et Morris.
  - Citroën, pour faciliter la vente de ses produits, crée la Sovac (Société pour la vente à crédit d’automobiles). Renault suivra avec la création de la Diac (Diffusion industrielle automobile par le crédit) en 1924, puis Peugeot avec la DIN (Diffusion industrielle nationale) en 1928[25].
- 1921 
  - En France, publication du premier Code de la route national.
- 1922
  - En France, le permis de conduire remplace le Certificat de capacité valable pour la conduite des véhicules[10].
  - Le constructeur Renault révolutionne le marché de l'automobile en France, avec le lancement de la "5cv".
  - Fondation de Swallow Sidecar par William Lyons, qui deviendra Jaguar en 1933.
- 1923 
  - Arrivée à Tombouctou des autochenilles Citroën Kégresse après la traversée du Sahara[24].
  - Première édition des 24 Heures du Mans.
  - Fondation de Chrysler par Walter Percy Chrysler[20].
  - La construction des premières autoroutes est lancée en Italie[26].
  - Production de la Lambda, modèle novateur.
- 1925 
  - Une Renault à six roues traverse le continent africain du nord, Colomb-Béchar, au sud, Le Cap[24].
  - General Motors rachète Vauxhall puis Opel (1929)[20].
  - Albert Girling invente le frein à disque, qui n'apparaîtra sur une voiture qu'en 1953 (Jaguar en compétition)[27].
- 1926 
  - DMG/Mercedes et Daimler fusionnent, créant la Mercedes-Benz AG[20].
- 1927 
  - Fondation de Volvo[20].
  - Une Sunbeam 1000 HP dépasse les 300 km/h.
- 1928
  - Premières automobiles BMW[20].
- 1929 
  - Le krach boursier, le « Jeudi noir », entraine le monde dans une profonde récession. La production d'automobiles est en chute libre.
  - Le néo-zélandais Edward Brice Killen invente le pneu sans chambre "tubeless".
  - Première édition du Grand Prix automobile de Monaco.

Modèles des années 1920.
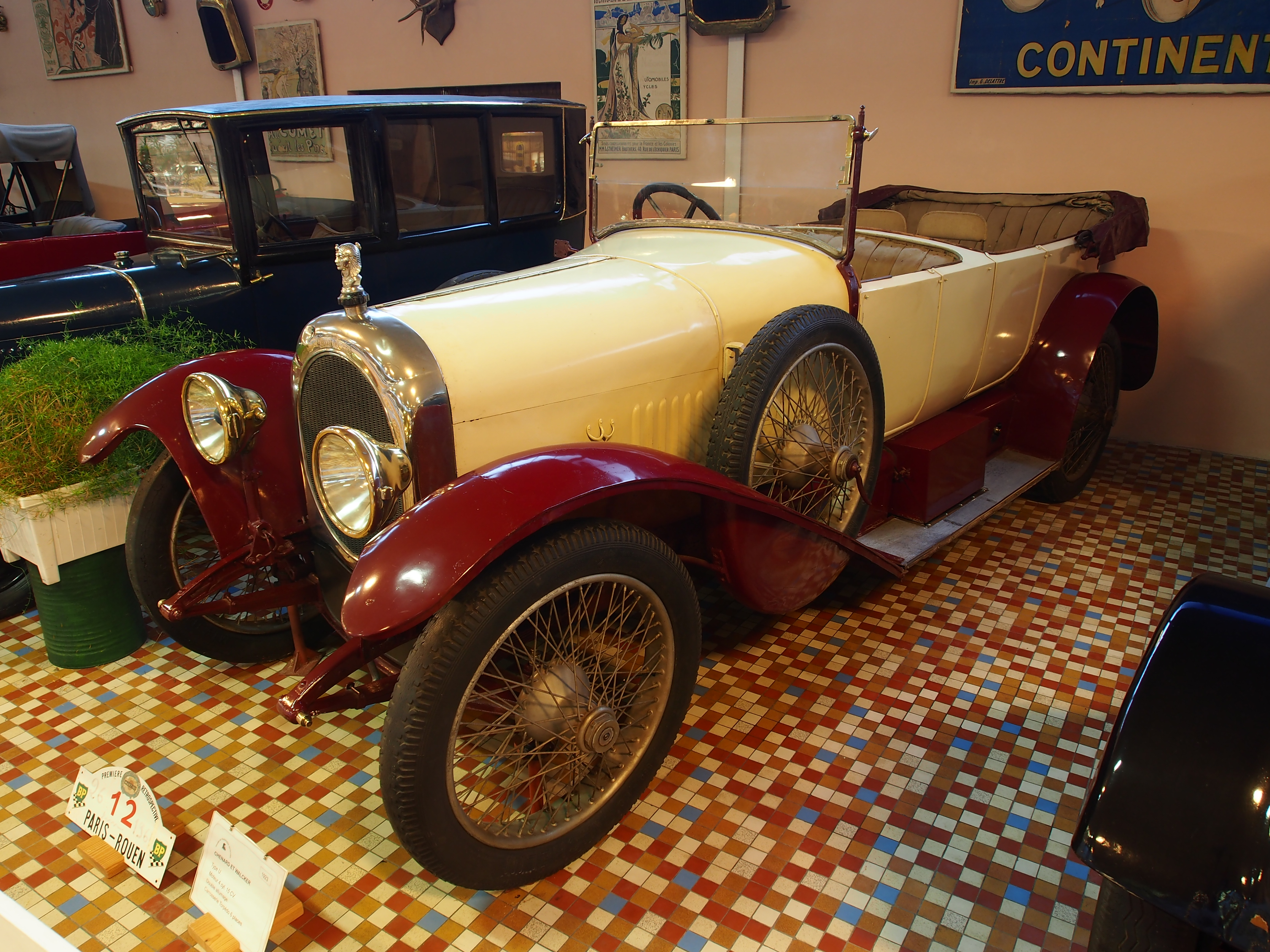
Chenard et Walker Type U (1923).
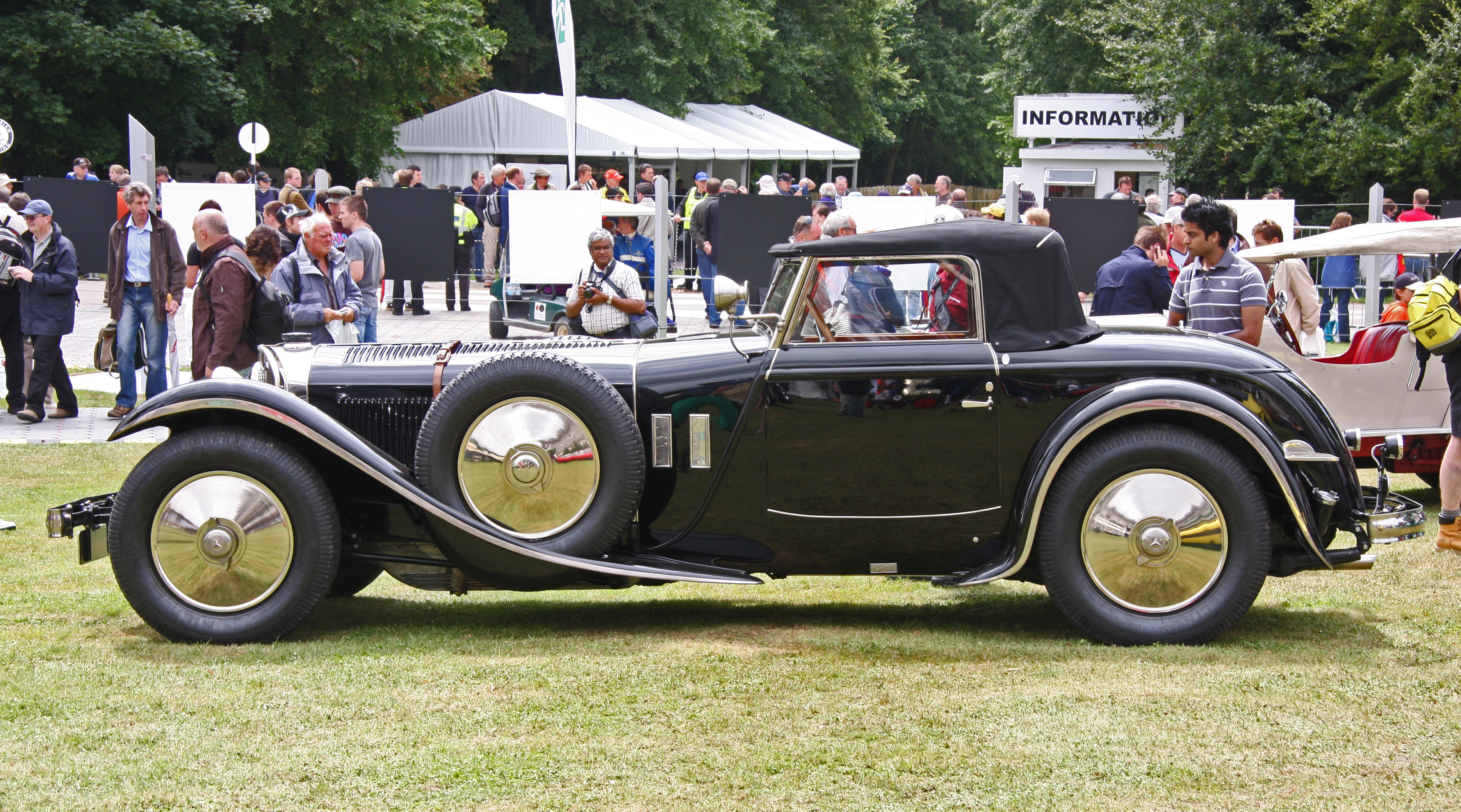
Mercedes-Benz S (1927).
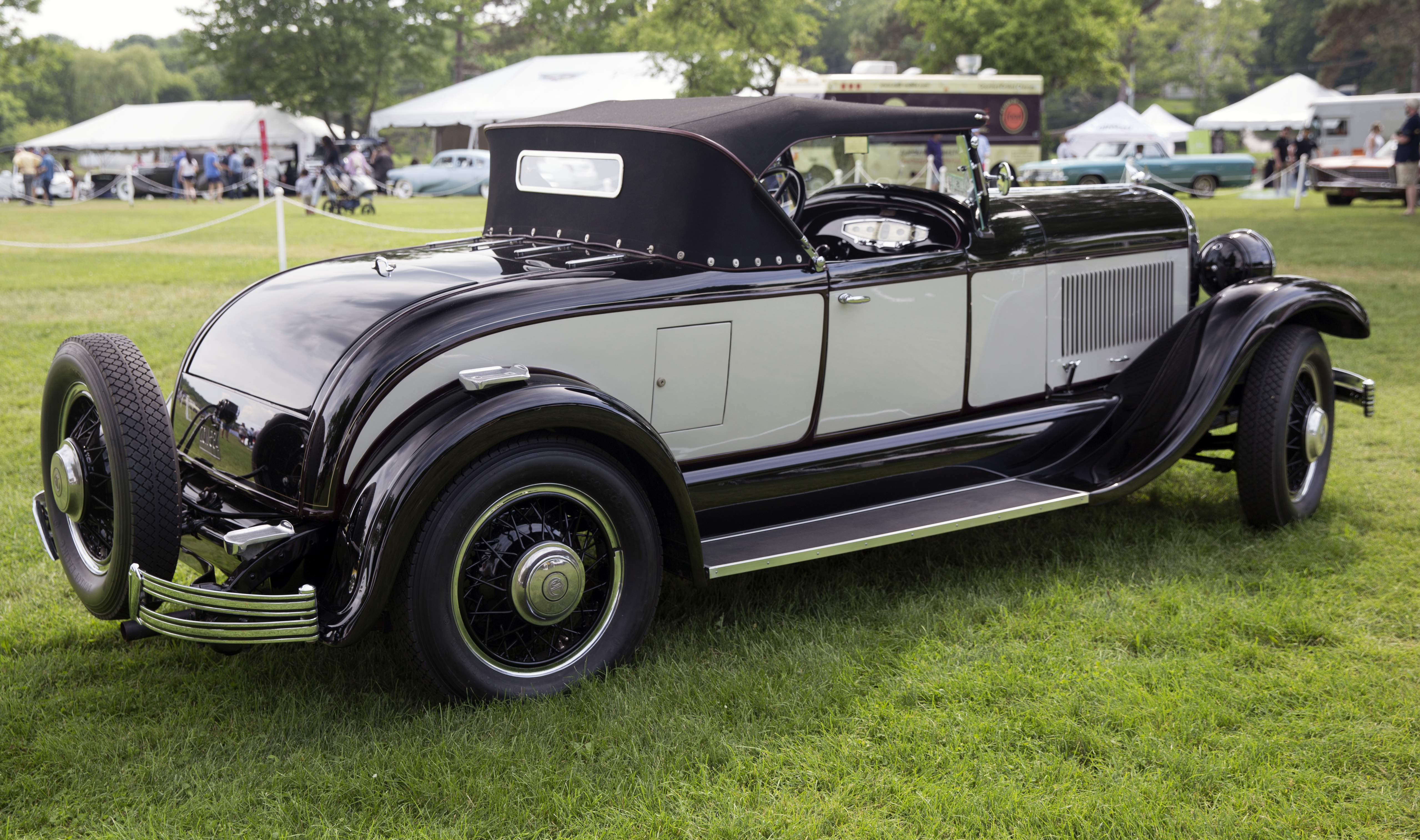
Chrysler 72 Sport (1928).
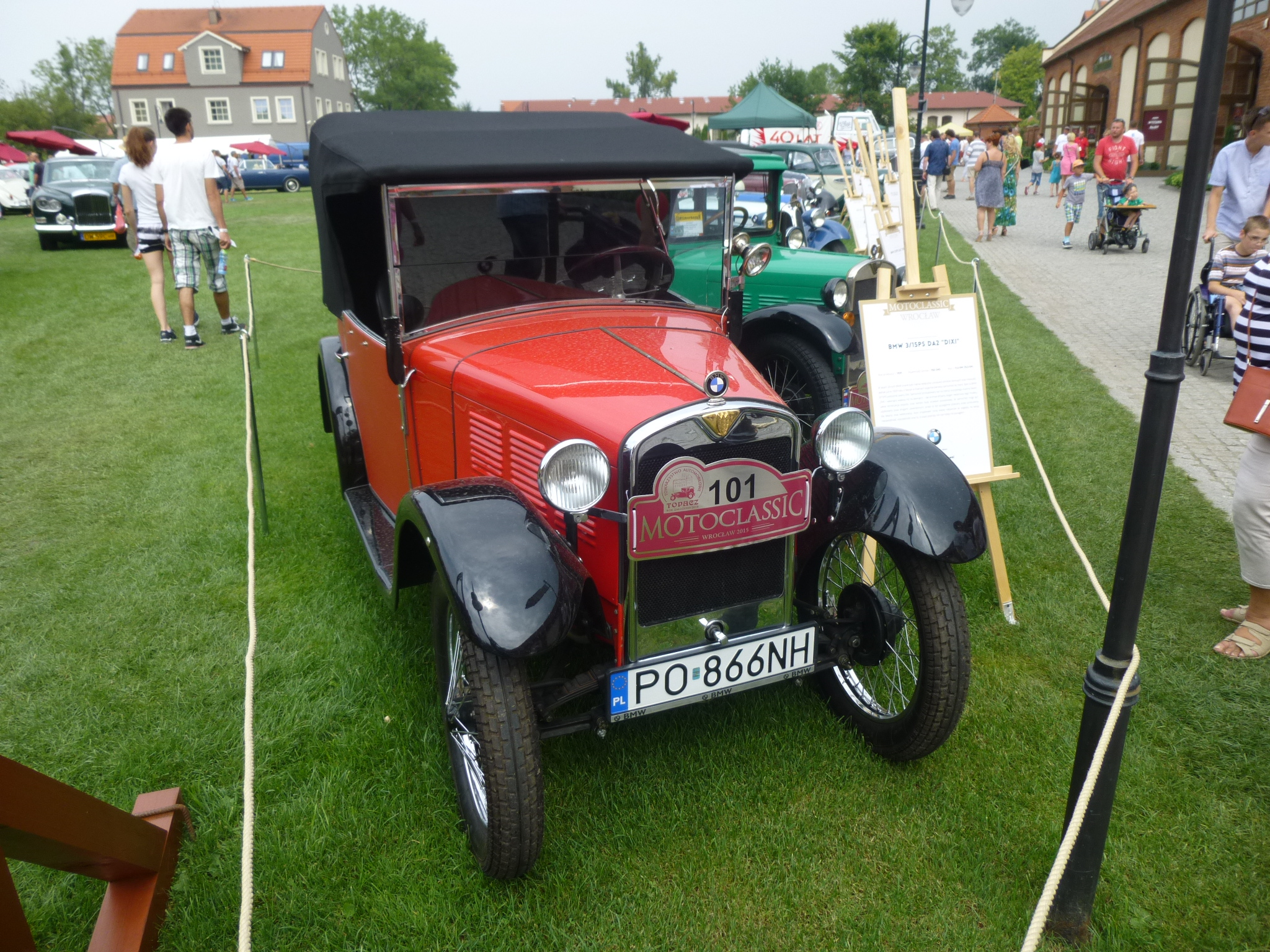
BMW Dixi 3 (1929).

## Années 1930
À la fin de la décennie, le marché américain représente les deux tiers du marché mondial.
- 1930 
  - Début de l'expédition en autochenille Citroën, la Croisière jaune, qui arrive à Pékin en 1932.
- 1931 
  - Invention de l'antivol neiman par Abram Neiman.
  - Rolls-Royce rachète Bentley.
  - Fondation de Porsche par Ferdinand Porsche.
  - Le japonais Datsun produit ses premiers modèles.
- 1932
  - Ford lance la Ford 1932, premier modèle de grande série équipé d'un moteur V8.
  - Auto-Union regroupe Audi, DKW, Horch et Wanderer et crée le logo à quatre cercles utilisé depuis par Audi.
  - Le britannique Malcolm Campbell établit le record  de vitesse terrestre à plus de 404 km/h au volant d'une automobile de sa conception.
- 1933
  - Rolls-Royce change le couleur de son logo de rouge à noir, pour marquer le passant du dernier survivant des deux fondateurs.
- 1933-1934 
  - André Lefèbvre propose le concept de la traction avant à Louis Renault, qui refuse. André Citroën l'accepte et le développe avec la Citroën Traction Avant.
  - L'Allemagne lance un programme de construction d'autoroutes. En 1938, 3 000 km ont été mis en service[26].
- 1934 
  - La Chrysler Airflow est la première automobile de masse à recevoir un design aérodynamique, s'inscrivant dans le courant de pensée « Streamline Moderne ».
  - Création du groupe japonais et de la marque Nissan.

- 1935
  - Adolphe Kégresse invente la boîte de vitesses automatique à double embrayage[29].
  - Le groupe Michelin prend le contrôle de Citroën.
  - Le japonais Toyota produit ses premiers modèles.
- 1936 
  - Mercedes commercialise la 260D, première automobile de tourisme à moteur Diesel.
  - Fiat présente la 500 Topolino au salon de Turin.
- 1937
  - Le record de vitesse terrestre est porté à plus de 500 km/h par une Thunderbolt.
- 1938
  - Adolf Hitler inaugure la première usine de Volkswagen.
  - Le parc automobile français est de l'ordre de 2,3 millions de véhicules : il a été multiplié par plus de huit en vingt ans[23].
- 1939
  - Packard propose à ses clients la climatisation en option.
- 1940
  - Le parc automobile américain atteint 27 millions de véhicules, soit 1 pour 4,5 habitants[14].

Modèles des années 1930
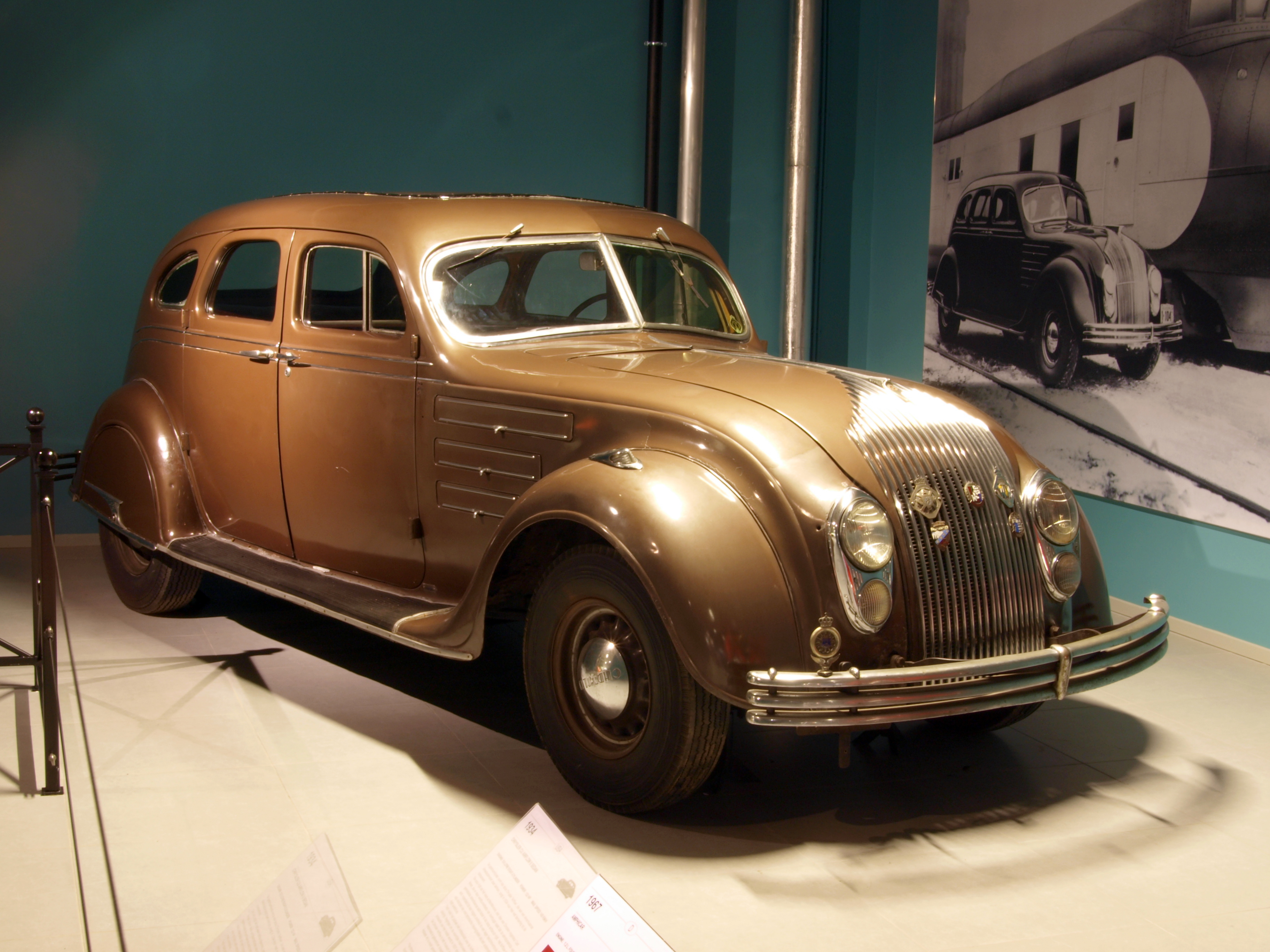
Chrysler CU Airflow (1934).
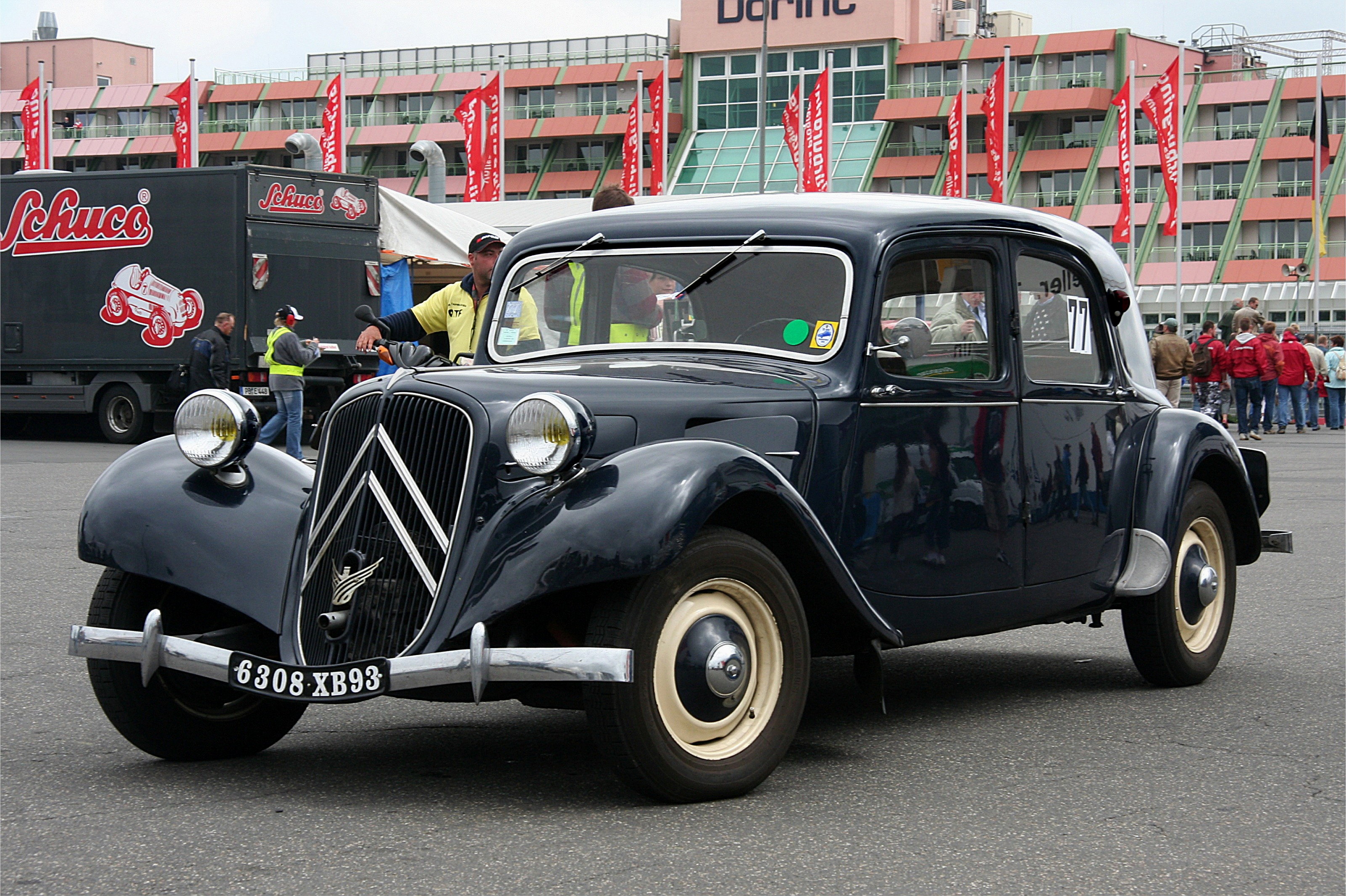
Citroën Traction Avant 11B (1938).
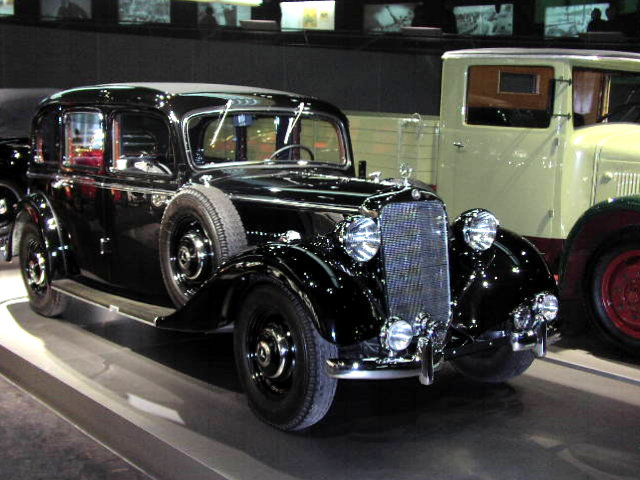
Mercedes 260D (1938).
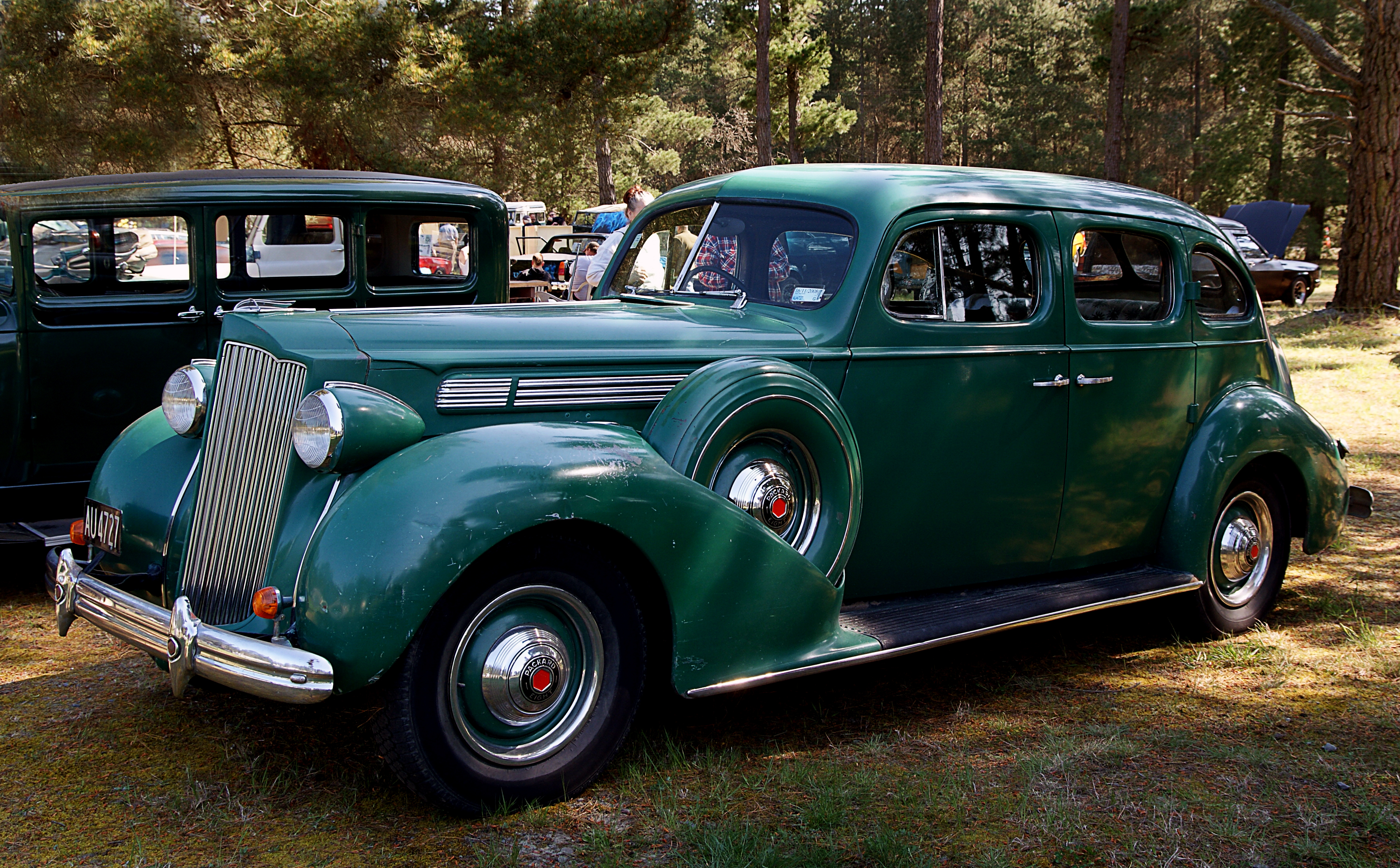
Packard One Twenty (1939).

## Seconde Guerre mondiale: modèles militaires
Si l'industrie automobile n'arrête pas totalement sa production, les introductions de nouveaux modèles s'interrompent et la plupart des constructeurs sont mis à contribution pour participer à l'effort de guerre, et notamment à la conception et la construction d'une très grande variété de modèles militaires. Parmi ceux-ci, on peut noter :
- la Jeep, conçue à la suite d'un appel d'offres du gouvernement américain, fabriquée à près de 650 000 exemplaires par Willys, Bantam et Ford.
- le camion GMC CCKW 6x6 à dix roues motrices de General Motors, produit à 800 000 exemplaires.
- le Kübelwagen de Volkswagen, équivalent allemand de la Jeep, produit à 55 000 exemplaires.
- le Schwimmwagen de Volkswagen, véhicule léger amphibie allemand, produit à plus de 14 000 exemplaires.

Quelques exemples de véhicules de la Seconde Guerre mondiale
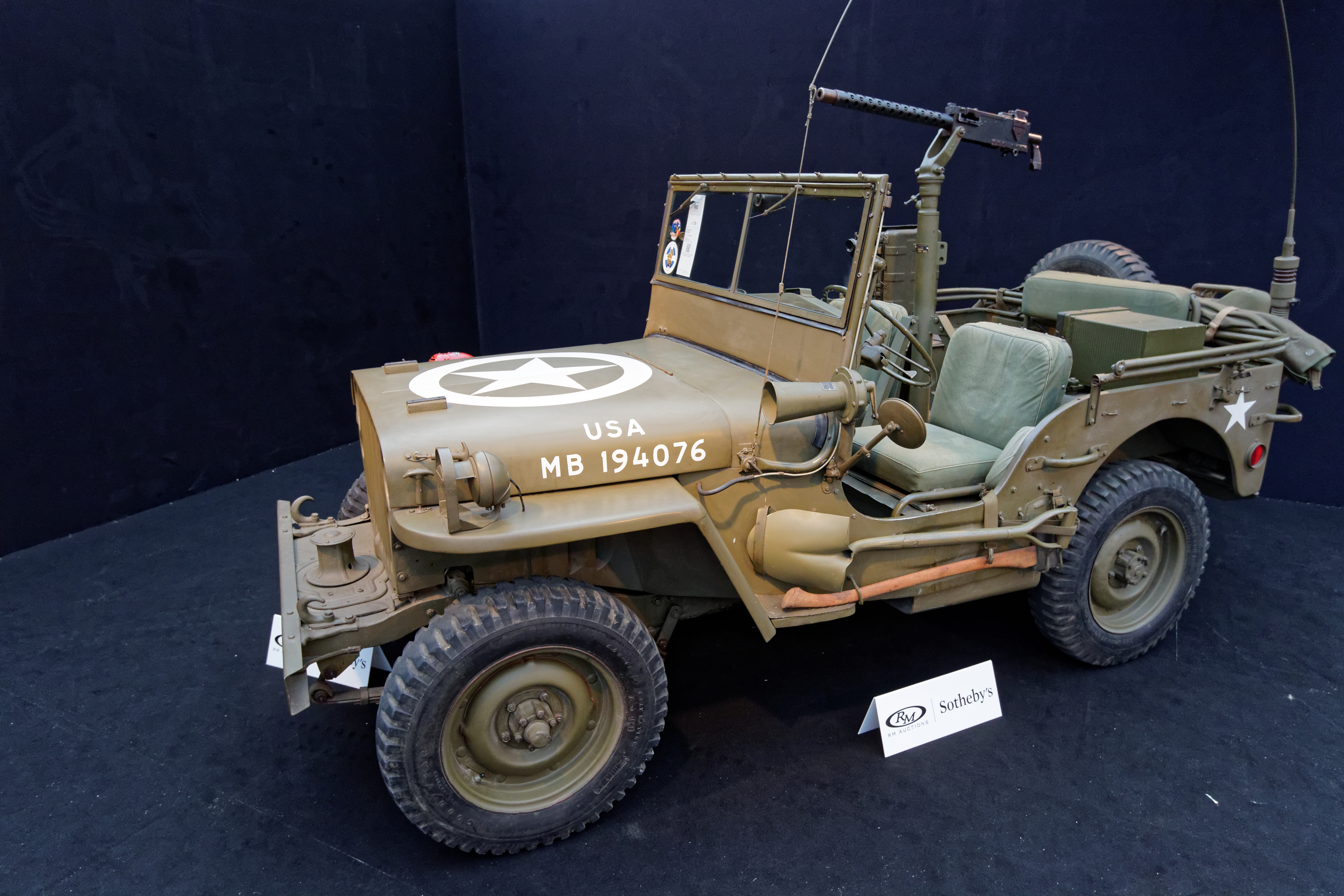
Jeep Willys (1942).
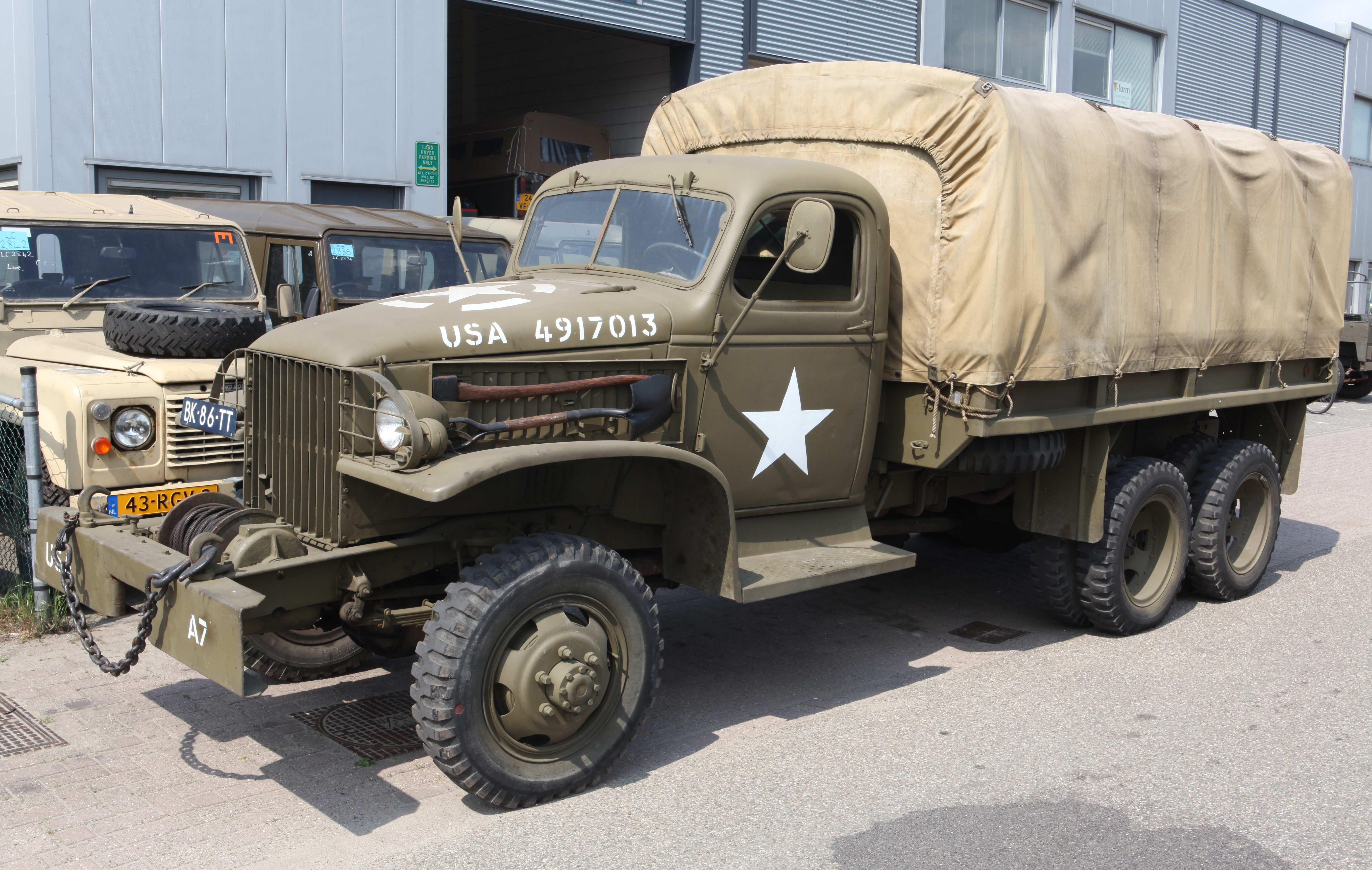
GMC CCKW (1943).
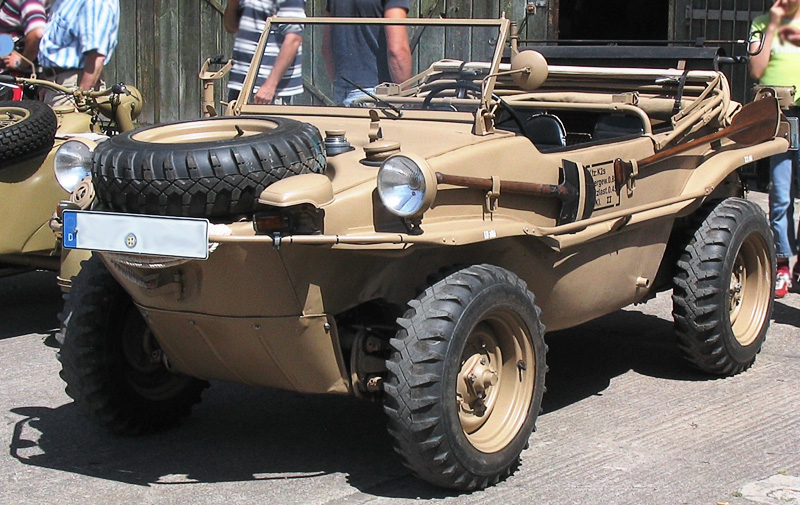
VW Schwimmwagen amphibie (1943).
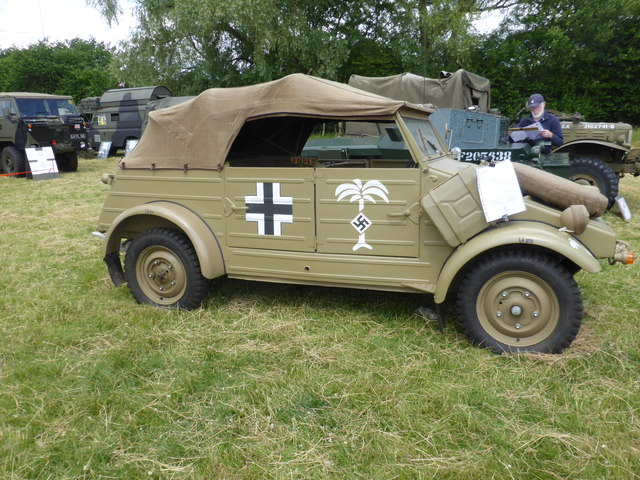
VW Kübelwagen (1944).

## Après guerre et années 1950
La production automobile mondiale, de l'ordre de 5 000 000 de véhicules/an avant guerre et quasiment nulle durant la guerre, reprend rapidement et dépasse les 12 000 000 de véhicules/an à la fin de la décennie, le marché américain représentant jusqu'à 80 % du marché mondial. Le taux d'équipement des ménages français passe de  21 % en 1953 à plus de 30 % en 1960.
- 1945
  - Renault est nationalisé et devient la Régie Nationale des Usines Renault (RNUR).

- 1946
  - Lancement de la Renault  4 CV, qui atteindra 500 000  exemplaires en 1954.
  - Apparition de la Volkswagen Coccinelle qui sera produite à plus de 21 500 000 exemplaires[19].
  - Michelin invente le pneu à carcasse radiale, dont il équipe la Citroën 2CV à partir de 1948.
  - Ouverture des premiers tronçons de la première autoroute française, la A13.

- 1947
  - Enzo Ferrari fonde Ferrari.
- 1948
  - Lancement de la Citroën 2 CV, qui sera produite à plus de 5 100 000 exemplaires.
  - Morris présente la Morris Minor, première voiture britannique qui dépassera le million d'exemplaires produits.
  - Rover lance la Land-Rover.
  - Ford lance le Ford F, premier modèle de la très longue série des Ford F, des pick-ups de forte puissance commercialisés essentiellement aux États-Unis et au Canada. La production cumulée, au début de 2020, dépassera les 40 millions d'exemplaires[33].
- 1949
  - La Ferrari 166 MM remporte les 24 Heures du Mans et la Ferrari 166 S est la première Ferrari de tourisme.
  - Porsche présente la Porsche 356 au Salon international de l'automobile de Genève.
- 1950 
  - Premier modèle Saab.
  - Création de Seat, qui devient une filiale de Volkswagen en 1986.
  - Volkswagen lance son deuxième modèle d'après-guerre, le Combi, qui sera produit, sous différentes variantes, jusqu'en 2014. Le Combi inaugure l'architecture dite  de "minivan".
  - Première édition du championnat du monde de Formule 1, remportée par Alfa Romeo.
- 1952
  - Eugène Houdry brevète le pot catalytique.
  - L'Allemagne, la France, le Royaume-Uni et le Danemark ont déjà plus de 1 km de route/km2 de territoire[26].
- 1953 
  - Chevrolet Corvette (C1), considérée comme la première voiture de sport américaine.
- 1954
  - Mercedes-Benz 300 SL avec l'ouverture « en papillon » des portes.
  - Premier modèle Suzuki, la Suzulight.
- 1955
  - Citroën présente la DS 19 avec suspension hydropneumatique, direction assistée et freins à disques à l'avant.
  - Peugeot lance la 403, qui sera produite à plus de 1 200 000 exemplaires.
  - Toyota commence à exporter ses modèles vers les marchés occidentaux : Crown (1955) puis Corona (1957).
- 1956 
  - À la suite de la nationalisation du Canal de Suez par le général Nasser, les prix des carburants s'envolent.
  - Renault lance la Dauphine, avec quatre roues indépendantes et freins à commande hydraulique, qui sera produite à plus de 2 000 000 d'exemplaires.
  - Début des travaux du boulevard périphérique de Paris, qui sera terminé en 1973.
- 1958 
  - DAF 600, première voiture de série à transmission automatique par variateur.
  - Présentation de la Trabant P50, à la foire de Leipzig[34].
  - La Chrysler Imperial est la première voiture équipée de série d'un régulateur de vitesse[a 3], suivie par la gamme Cadillac en 1960[35].
  - "Accord de 1958" de l'UNECE harmonisant les méthodes d'homologation des véhicules pour faciliter le commerce international[36]. Initialement réservé aux pays de la CEE, il est progressivement étendu à d'autres pays, et le champ de ses recommandations régulièrement élargi[a 4].
- 1959
  - Lancement de l'Austin Seven Mini[37].
  - Nils Bohlin, ingénieur chez Volvo, brevète la ceinture de sécurité à trois points d'ancrage[a 5]. La Volvo Amazon est la première automobile équipée de série de ceintures de sécurité.

Petits modèles des années 1950
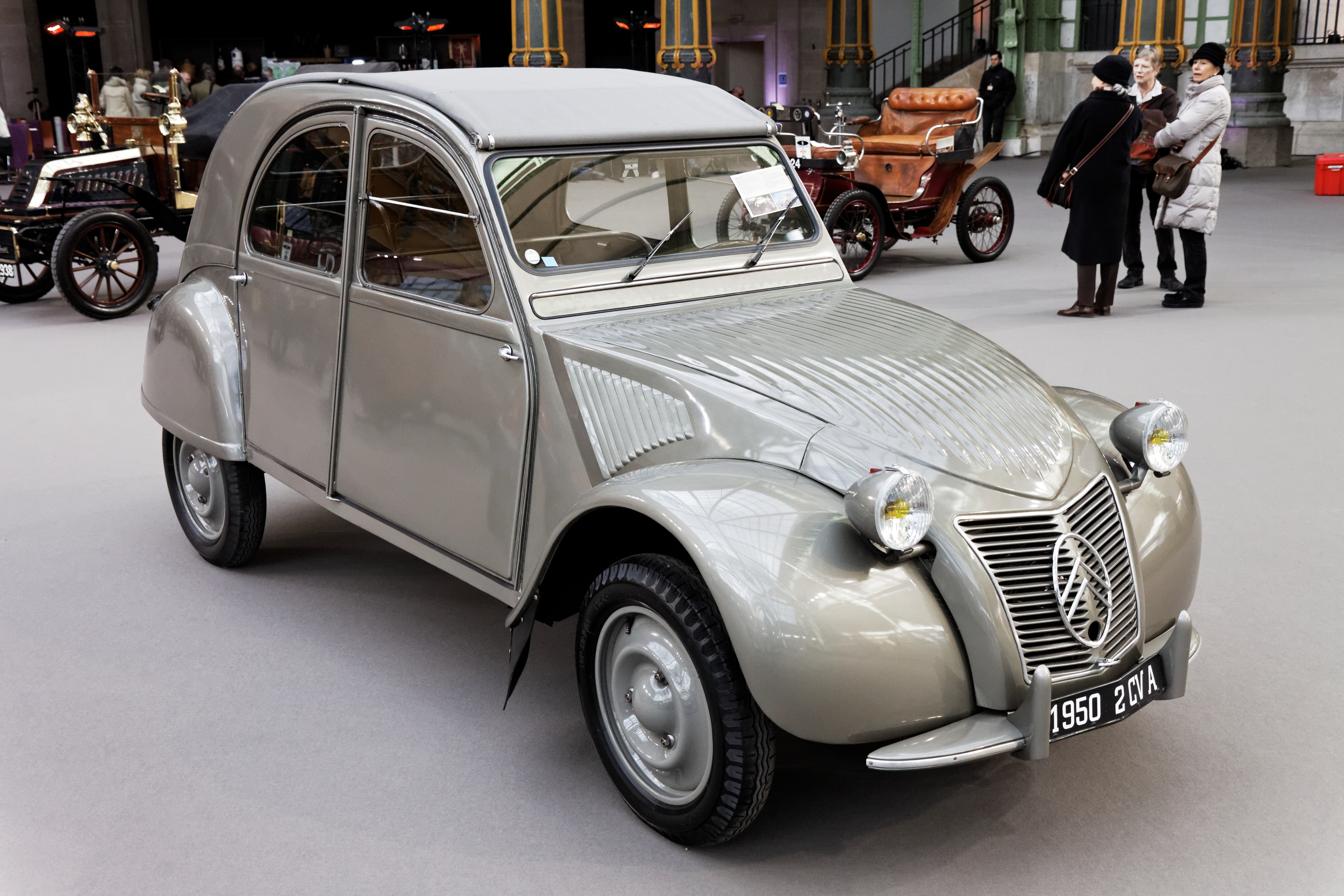
Citroën 2 CV (1950).
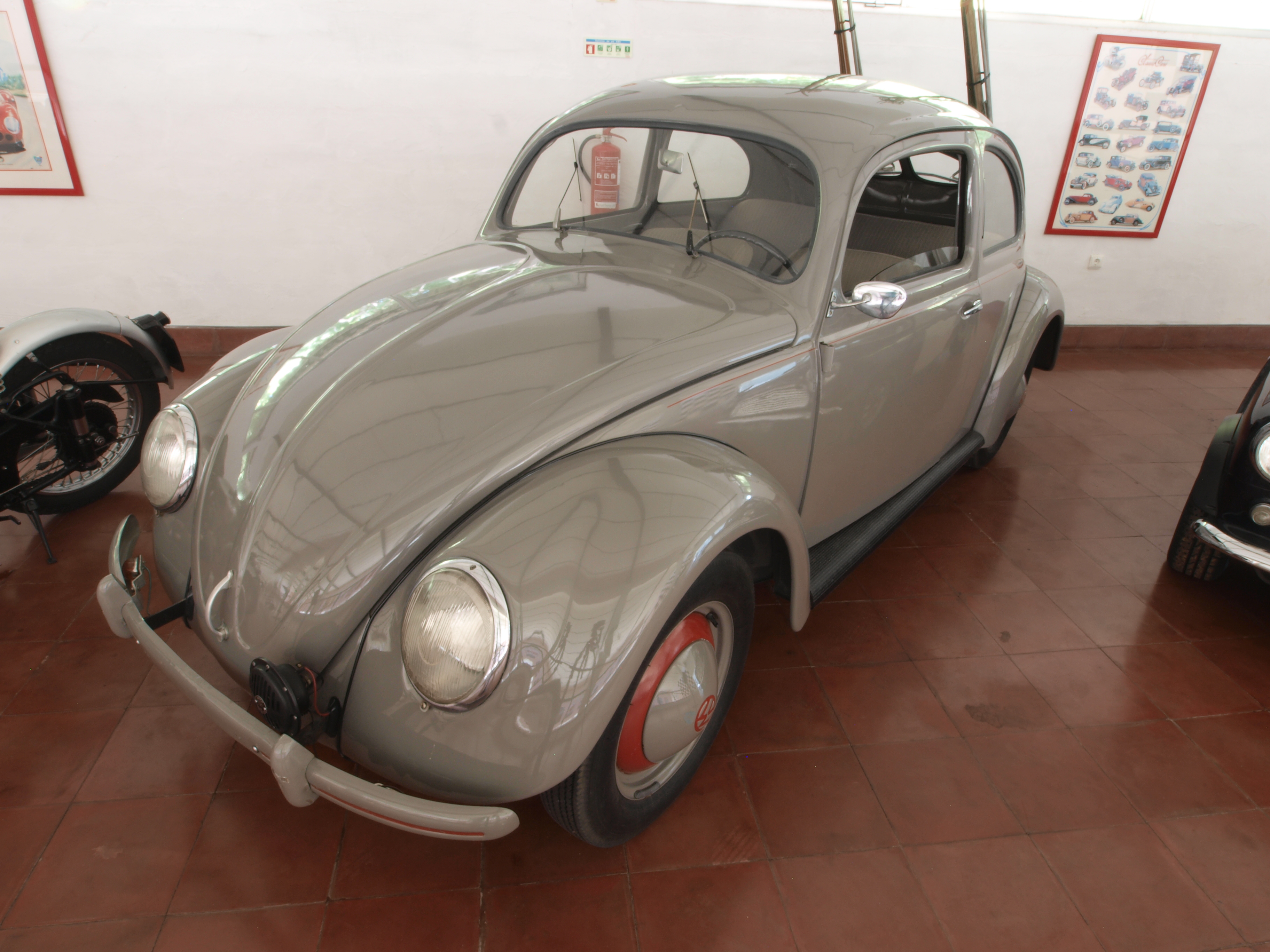
Volkswagen Coccinelle (1952).
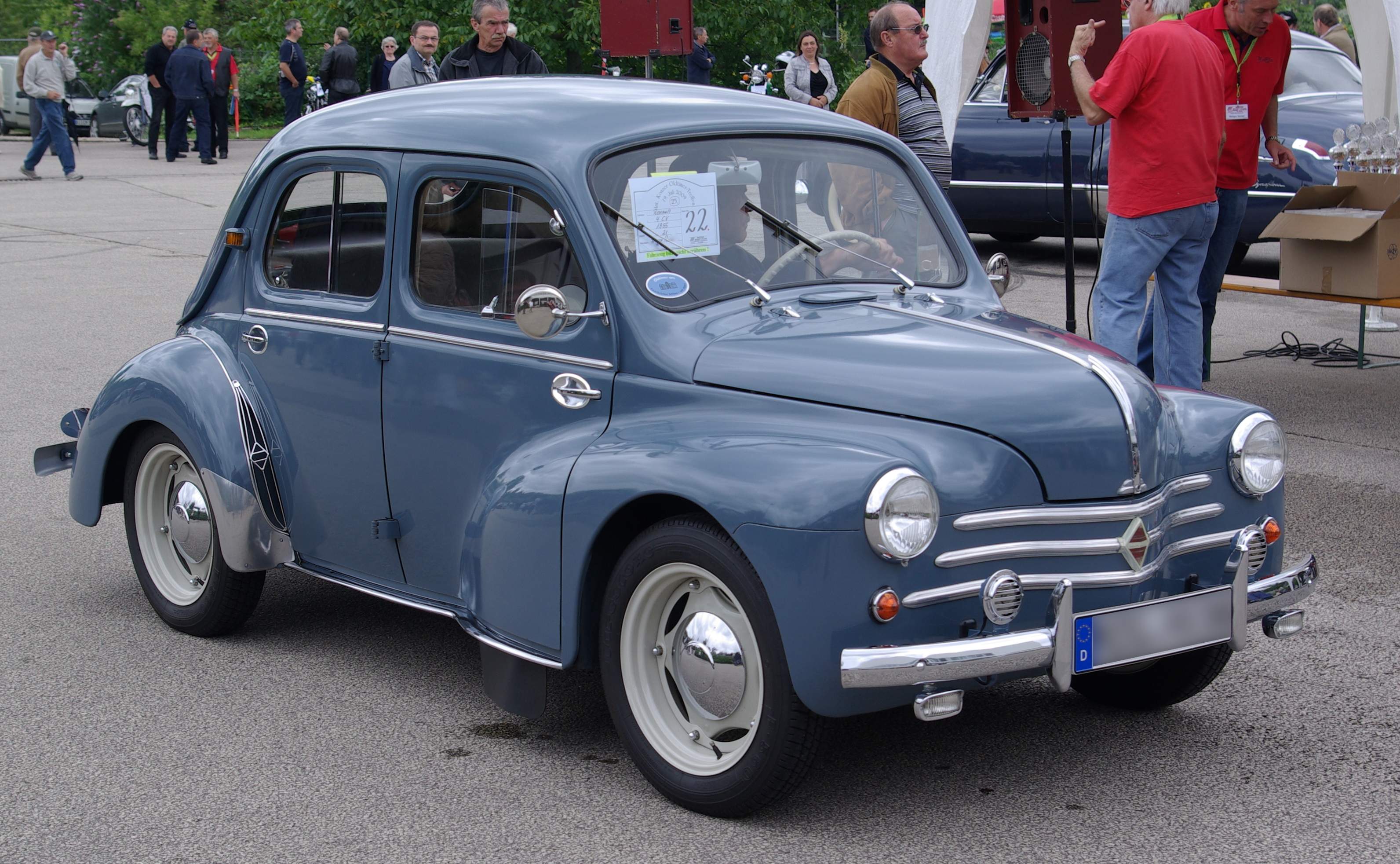
Renault 4CV (1955).
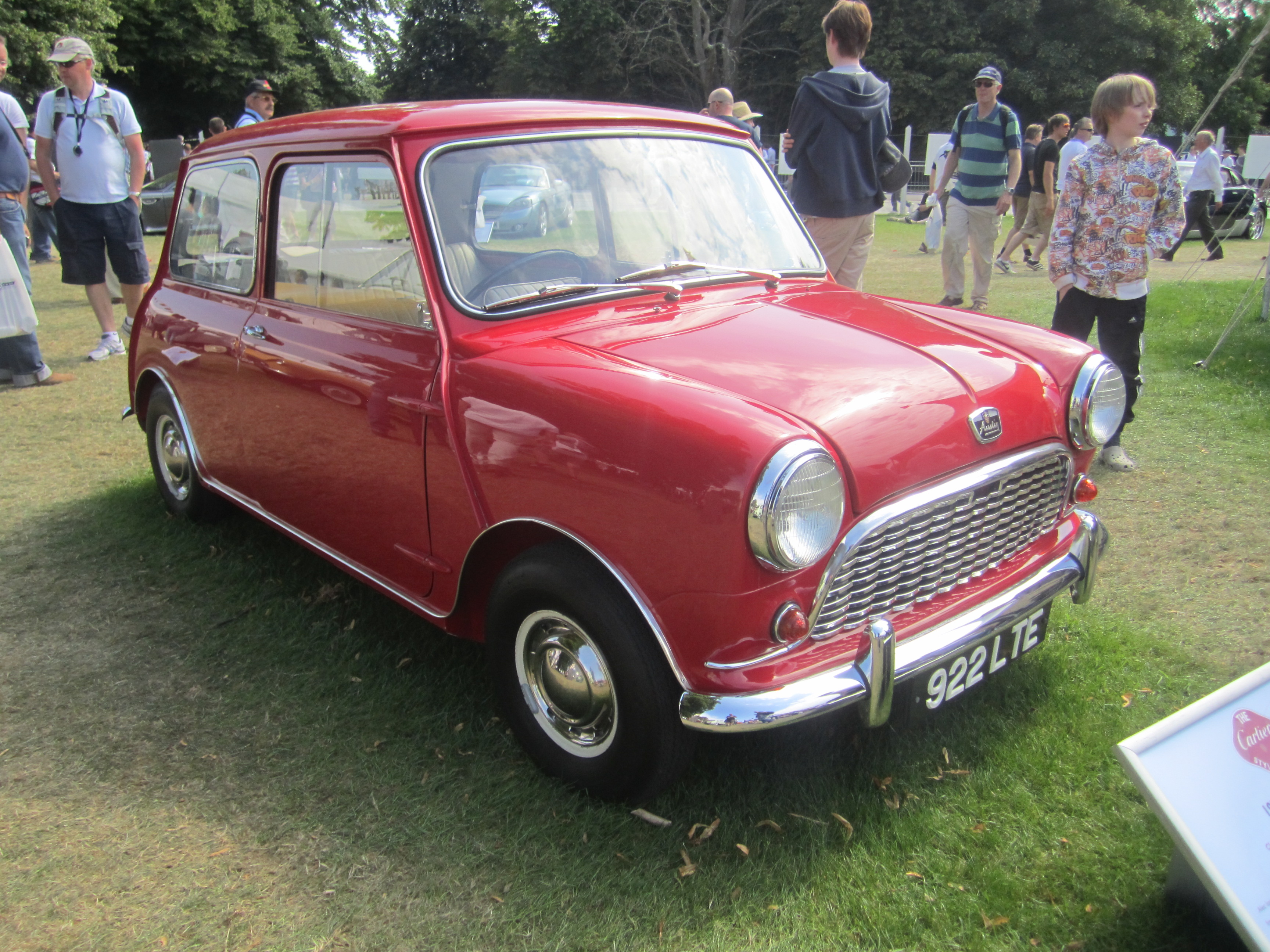
Austin Mini (1959).

Modèles spacieux ou sportifs des années 1950
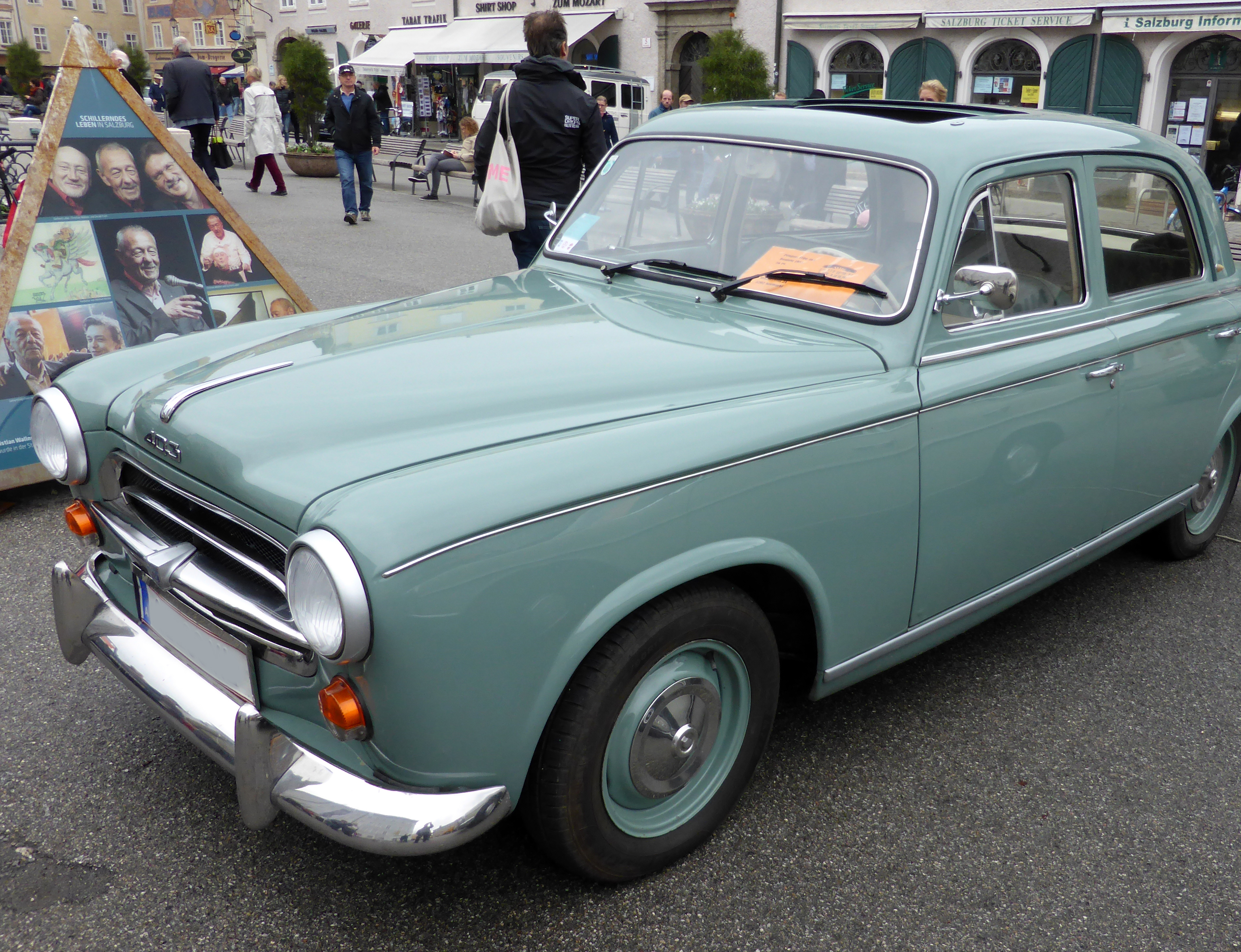
Peugeot 403 (1955).
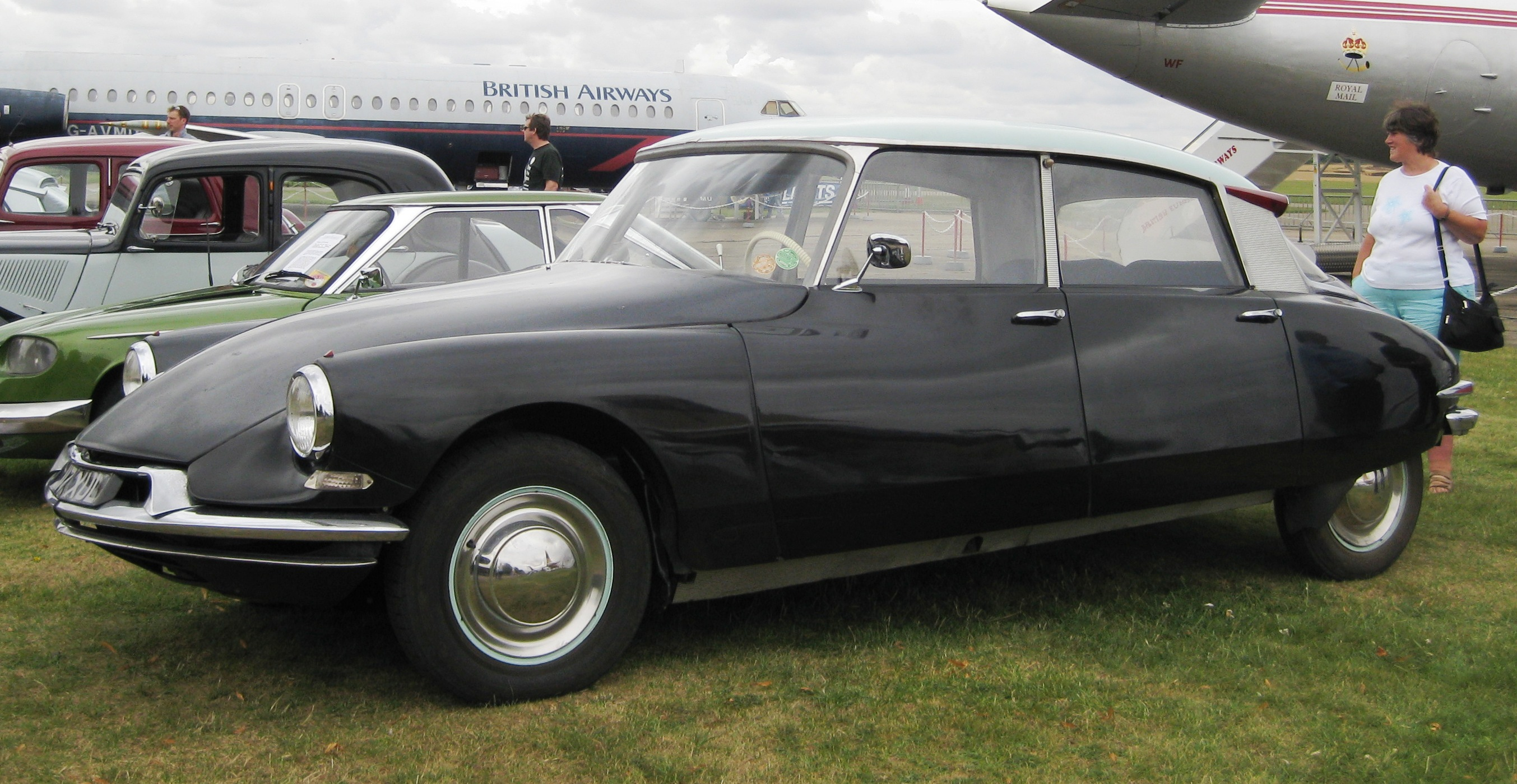
Citroën DS 19 (1957).
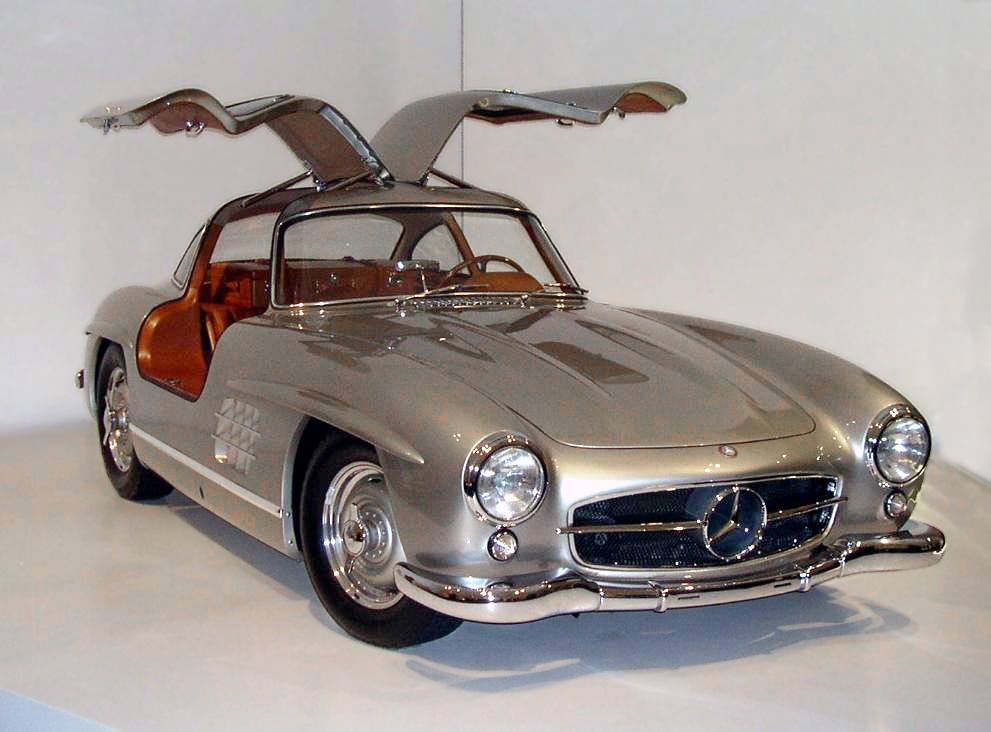
Mercedes-Benz 300 SL (1955).
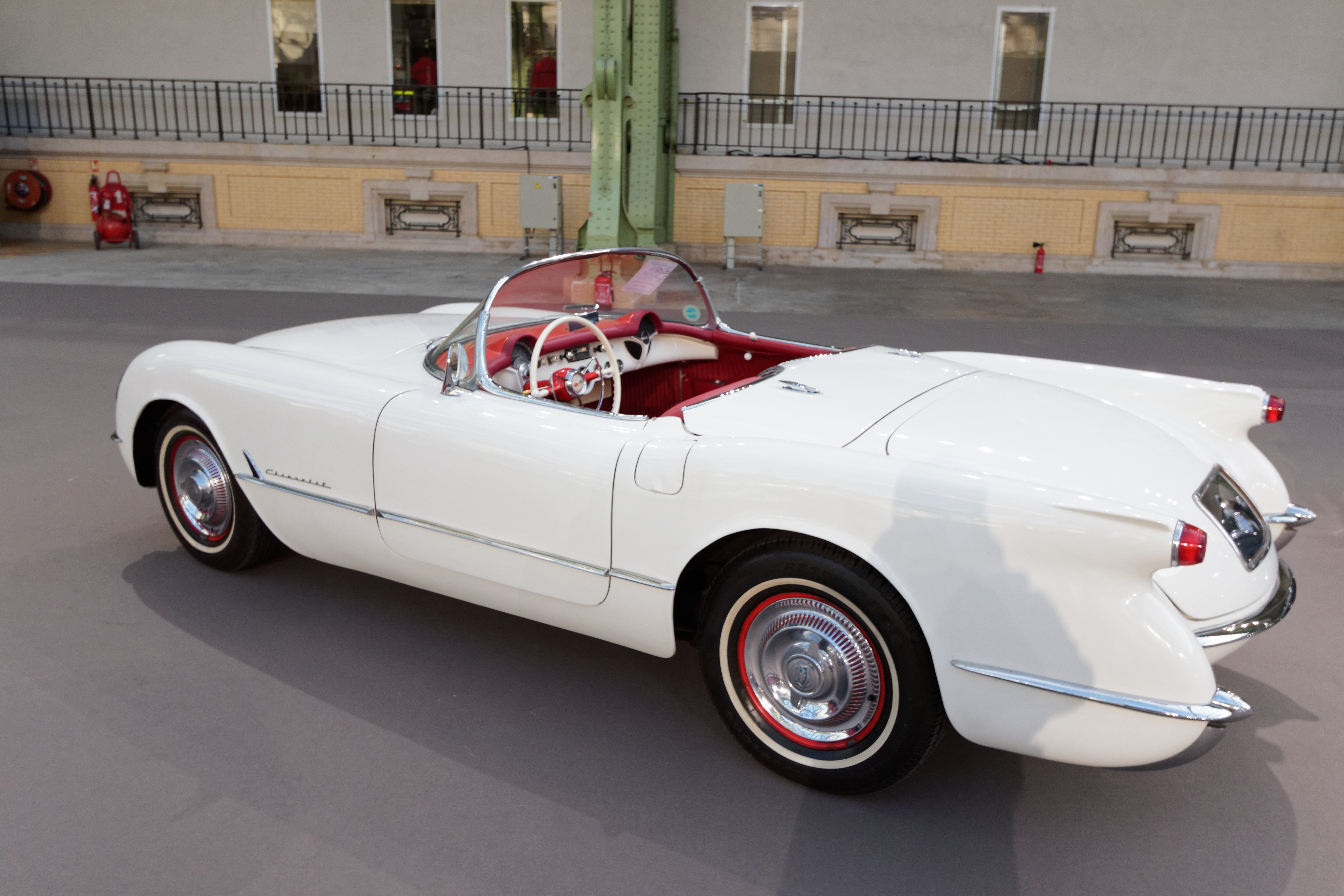
Chevrolet Corvette Roadster (1954).

## Années 1960
La production automobile annuelle poursuit sa forte croissance pour atteindre 30 millions d'unités à la fin de la décennie. Les constructeurs japonais commencent à apparaître sur les marchés occidentaux. Le taux d'équipement des ménages français atteint 57 % en fin de décennie, soit un quasi doublement en 10 ans.
- 1960 
  - Lancia lance la première voiture italienne de série à traction, la Flavia.
  - Peugeot lance la 404, l'une des premières berlines de série avec moteur à injection indirecte, déclinée en coupé et cabriolet à partir de 1962.
  - Daimler-Benz rachète la marque allemande de luxe Maybach.

- 1961
  - Renault présente la R4, qui sera produite à plus de 8 millions d'exemplaires[38], puis la R8 (1962) qui s'illustrera en rallyes.
  - Citroën renouvelle ses modèles populaires avec les Ami 6 (1961), Ami 8 (1969), Dyane (1967) et Méhari (1968).
  - Simca propose la Simca 1000, dont des variantes sportives s'illustreront en courses de côte et en rallyes.
  - Sortie de la Jaguar Type E.
  - Triumph renouvelle sa gamme de roadsters avec la TR4 (1961) et la Spitfire (1962).
  - Ferrari remporte son premier championnat du monde de Formule 1. La marque remportera seize titres mondiaux entre 1961 et 2008[a 6].
- 1962  
  - Premier moteur central arrière installé sur la René-Bonnet Djet.
  - Alpine présente la sportive légère A110[a 7].
  - BMW lance sa nouvelle gamme dite "Neue Klasse" avec les 1500 (1962), 1600 (1964), 1800 (1963) et 2000 (1966), puis la plus sportive 2800 CS avec un moteur à six cylindres en ligne (1968).
- 1963
  - Porsche lance la 911, modèle phare de la marque depuis cette époque[39], Ferrari la 250 GT/GTO, Aston Martin la DB5[a 8], Lamborghini la 350 GTV.
  - Honda produit ses premiers modèles : le pick-up T 360[40] puis la série S 500/600/800[41].

- 1964 
  - NSU lance la Spider, première automobile à moteur à piston rotatif, conçu par l'ingénieur Wankel[42]. La Ro 80, utilisant le même type de moteur, sera élue voiture européenne de l'année en 1968.
  - Volkswagen rachète Auto Union, y compris la marque Audi.
  - Ford présente son modèle sportif, la Mustang, arborant le désormais célèbre logo en forme de cheval sauvage.

- 1965
  - Renault lance la berline familiale R16, élue voiture européenne de l'année en 1966.
  - Peugeot renouvelle son entrée de gamme avec la 204 et la 304, puis le reste de sa gamme avec la 504, premier modèle à propulsion de la marque (1968) et élue voiture européenne de l'année en 1969.
- 1966
  - Fiat lance la Fiat 124, qui est élue voiture européenne de l'année en 1967. Construite  sous licence dans de nombreux pays et commercialisée sous différentes marques, elle sera produite à environ 21 millions d'exemplaires, dont 2,2 millions par Fiat en Italie[43].
  - Fondation de Dacia en Roumanie.
  - Toyota lance la familiale Corolla, déclinée ensuite en douze générations. Encore présente au catalogue du début des années 2020, elle sera régulièrement au XXIe siècle la voiture la plus vendue chaque année. Plus de 50 millions d'exemplaires seront vendus en 56 ans[33].
- 1968
  - Toyota lance le pick-up Hilux, décliné ensuite en huit générations, pour un total de ventes de 19 millions d'exemplaires en 54 ans[33].
  - Ford lance l'Escort, qui sera vendue à 18 millions d'exemplaires entre 1968 et 2003[33].
  - Création de British Leyland, qui reprend Austin, Morris, Rover, Triumph, Wolseley et Jaguar.

- 1967 
  - Chevrolet présente son modèle sportif, la Camaro.
- 1968 
  - Fiat lance la 500 L.
  - Citroën prend le contrôle de Maserati.
  - Création du coréen Hyundai Motor, dont les premières activités sont d'assembler des modèles Ford.
- 1969
  - Volkswagen rachète NSU.
  - Ouverture du premier tronçon de l'autoroute A86, qui entoure complètement Paris en 2011.

Petits modèles des années 1960
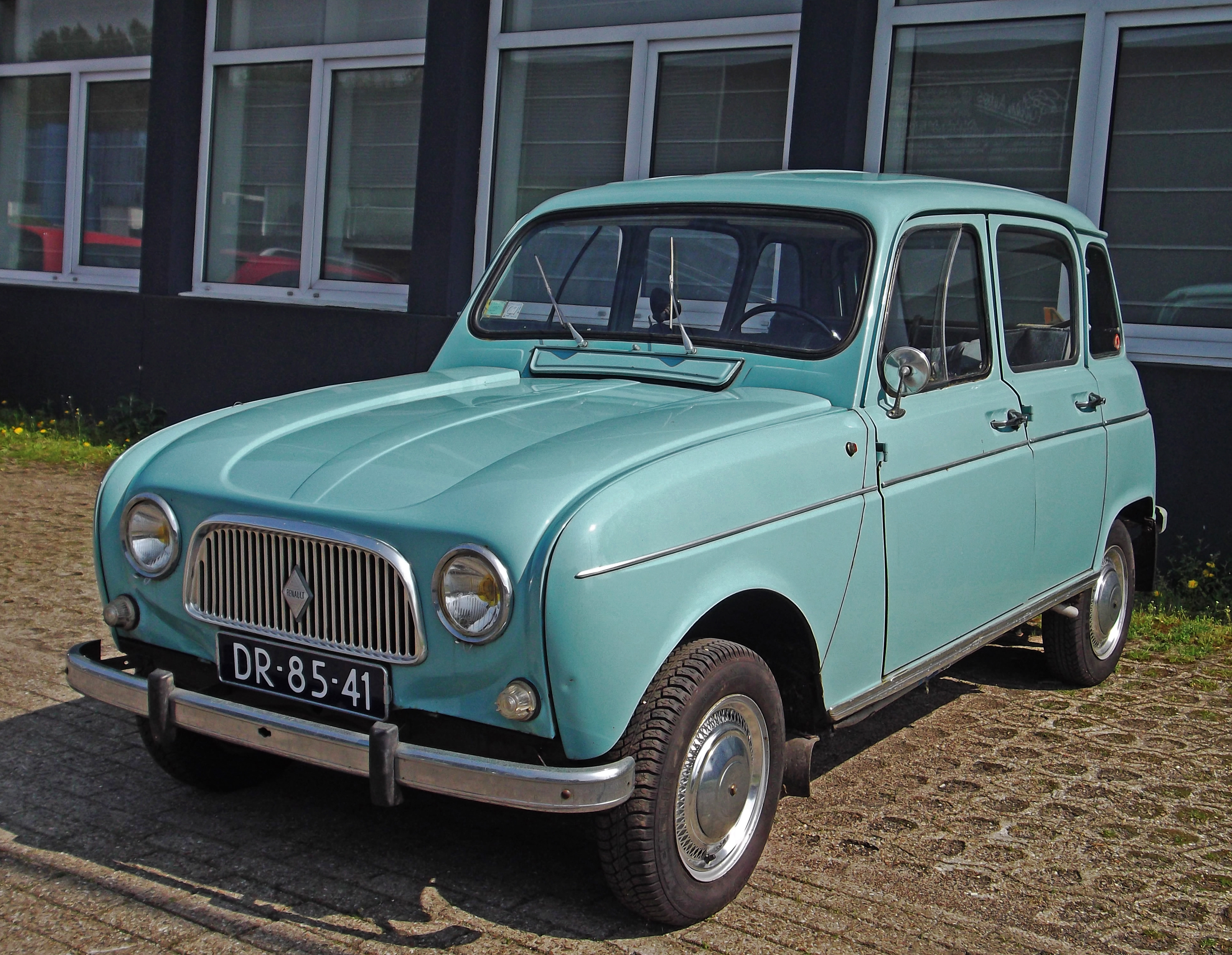
Renault 4L (1963).
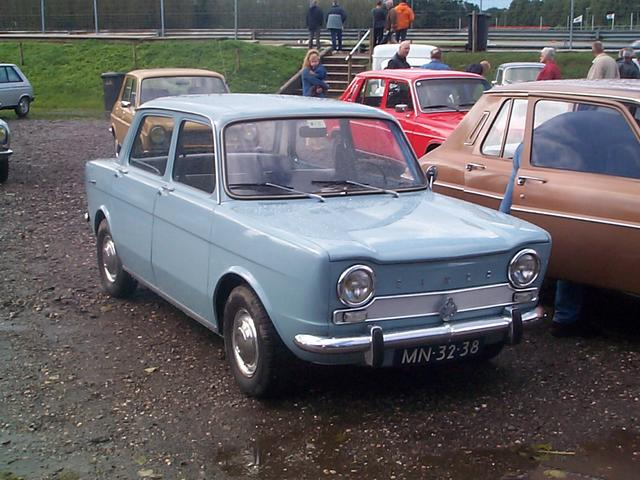
Simca 1000 (1963).
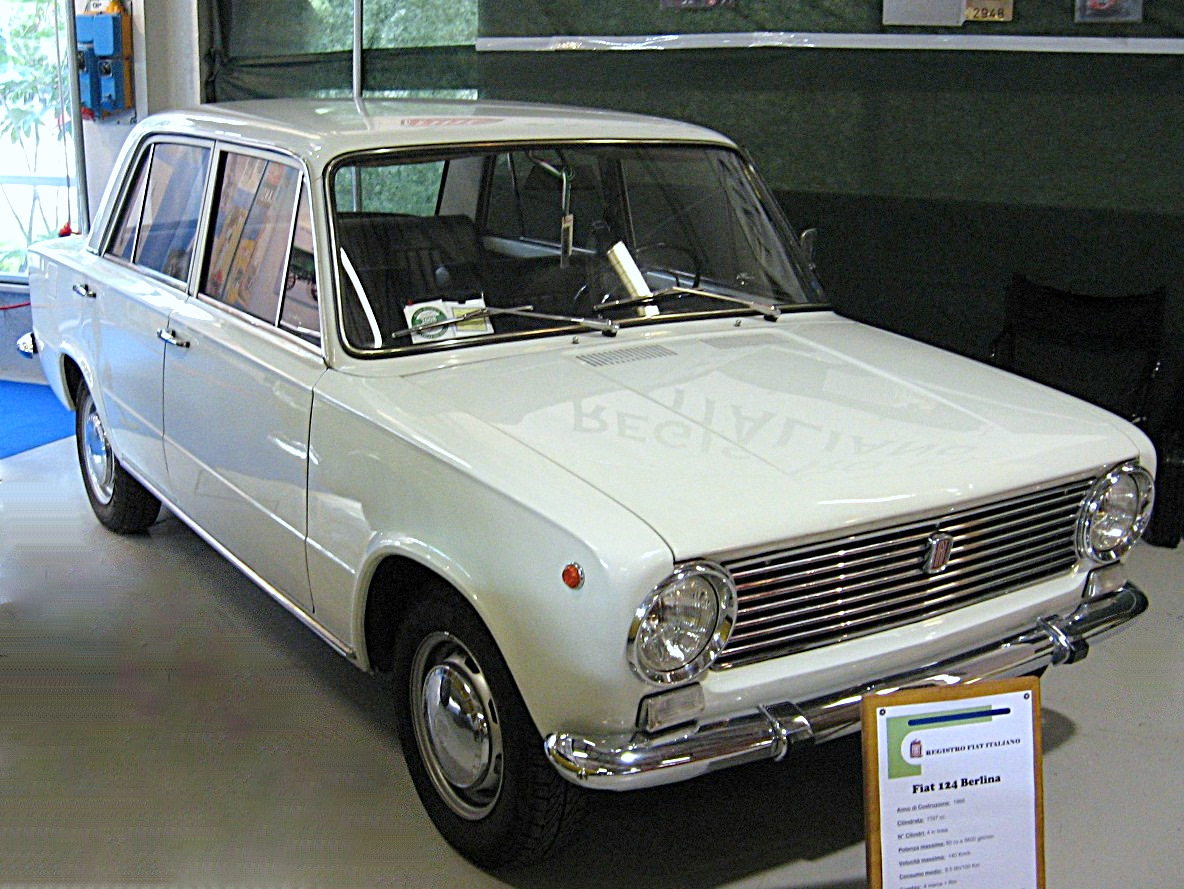
Fiat 124 (1966).
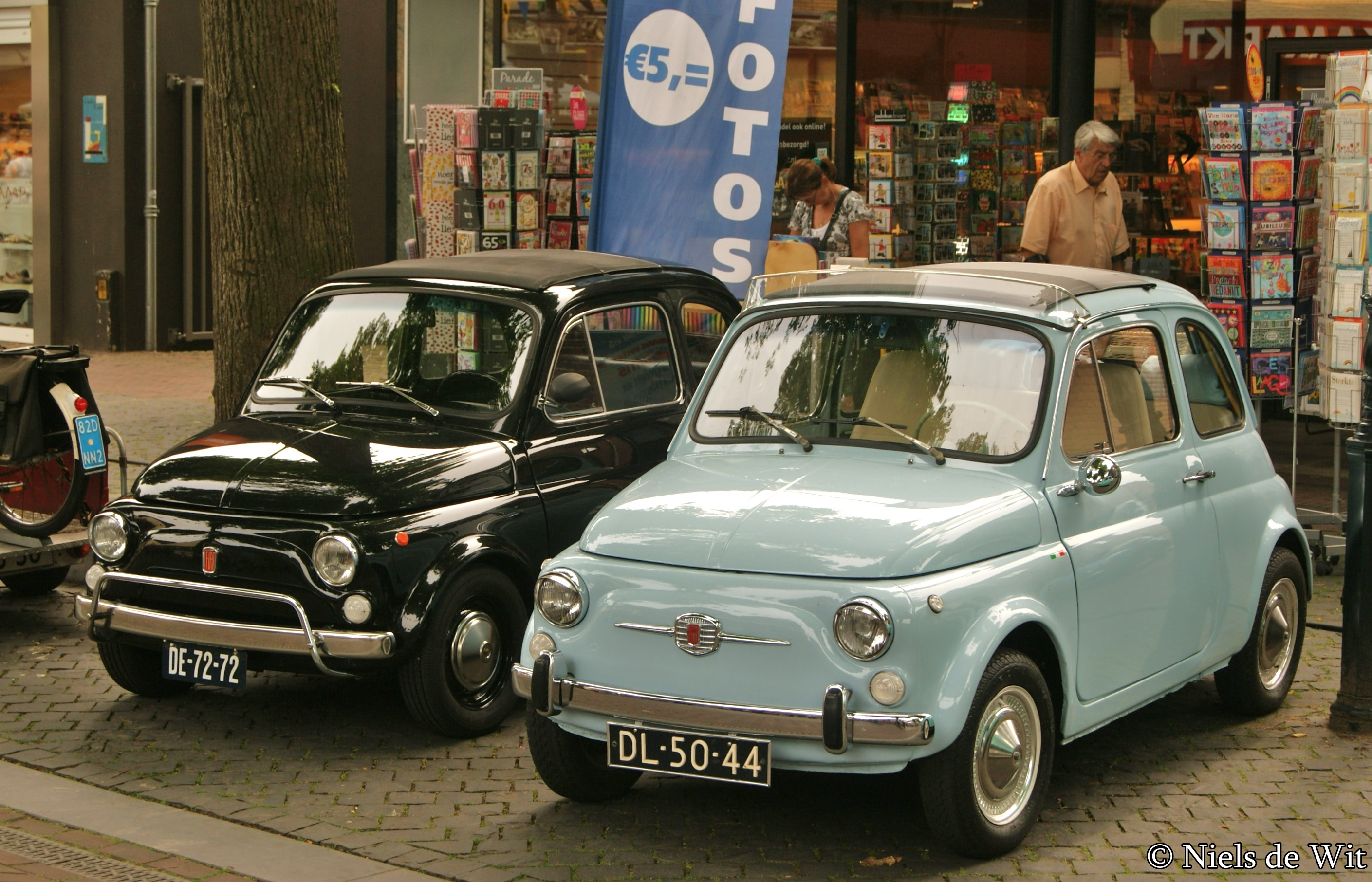
Fiat 500 et 500 L (1968-69).
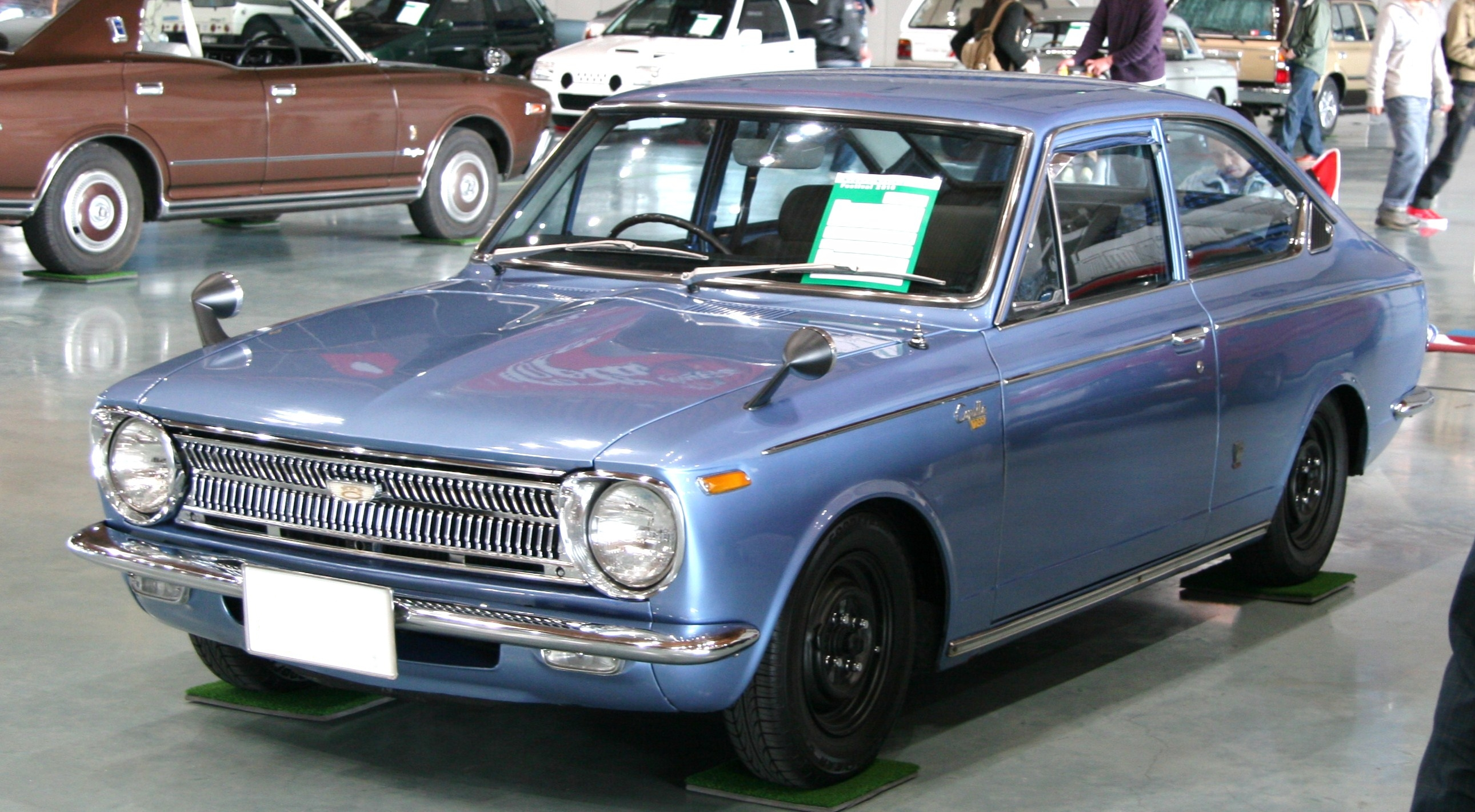
Toyota Corolla Sprinter (1969).

Berlines et sportives des années 1960
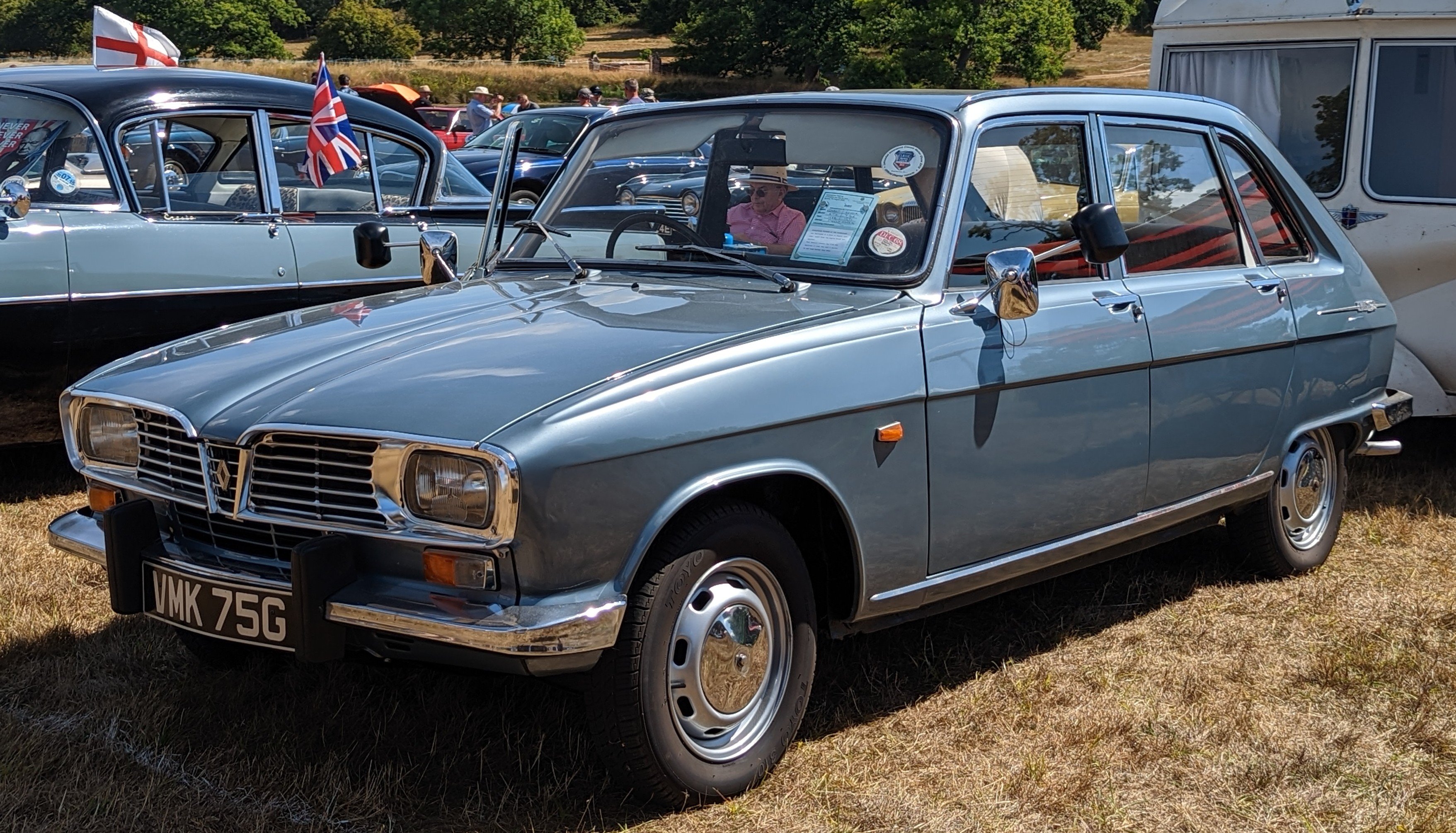
Renault 16 TS (1968).
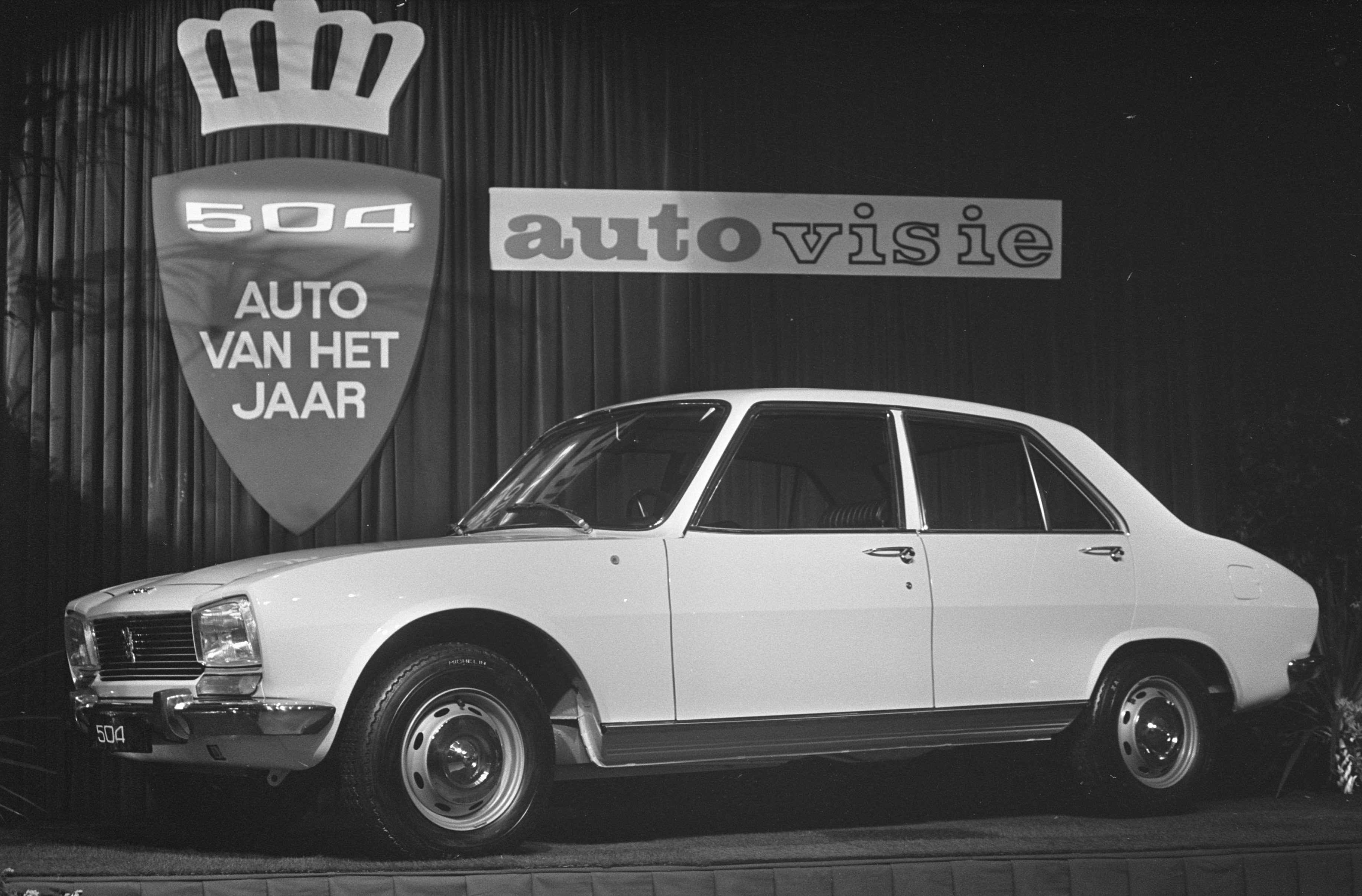
Peugeot 504 (1969).
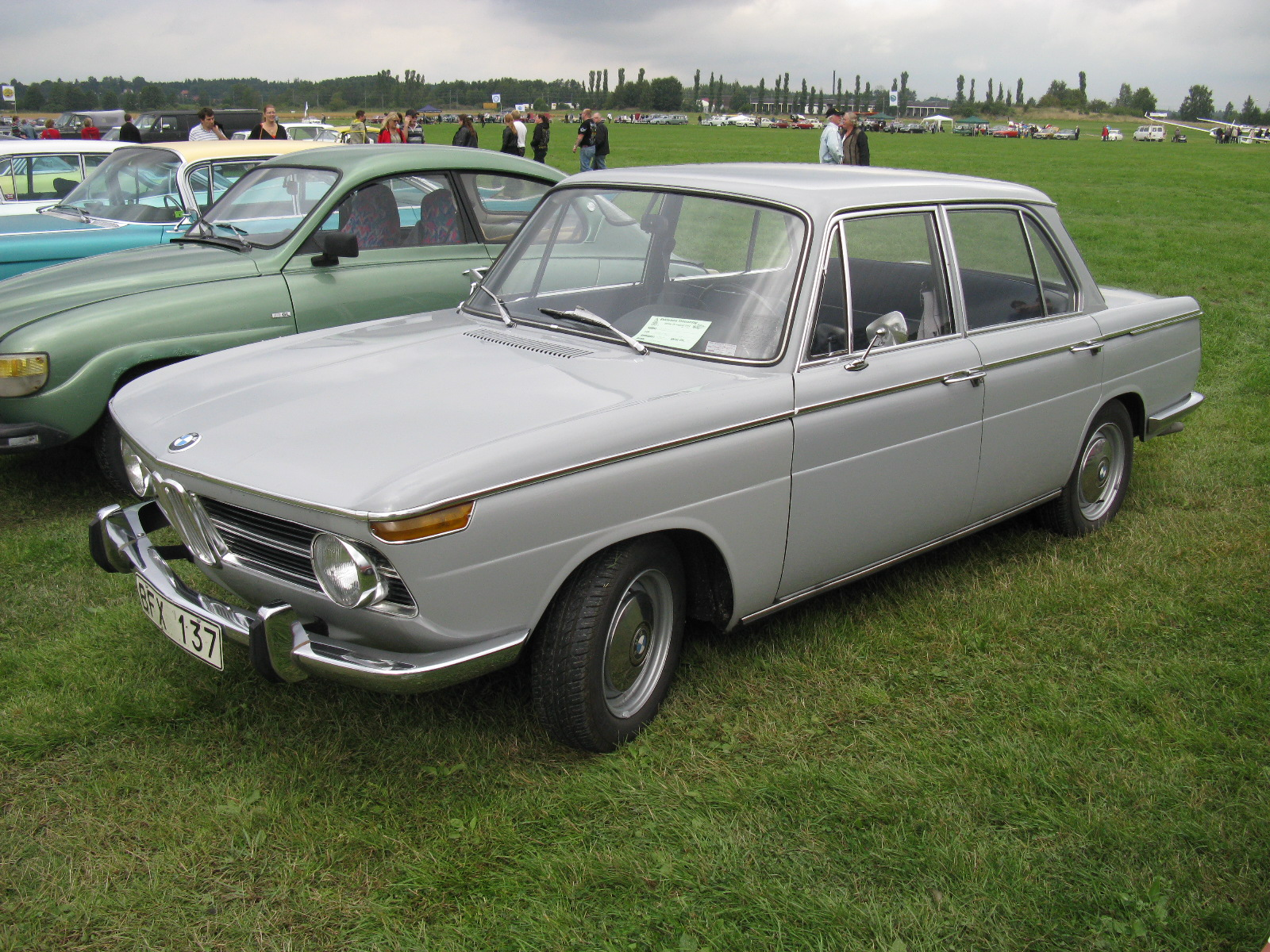
BMW 1800 (1969).
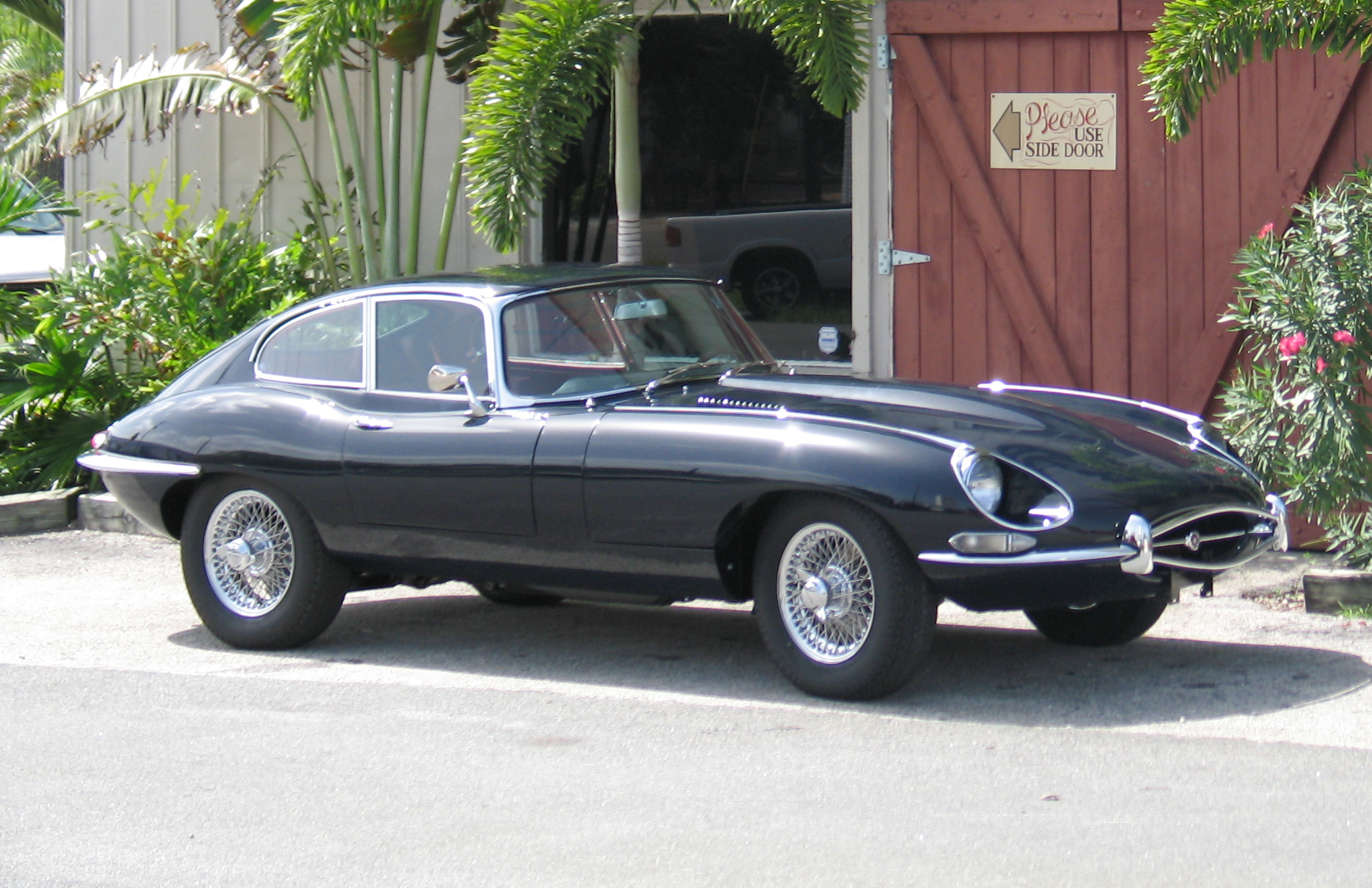
Jaguar Type E (1967).
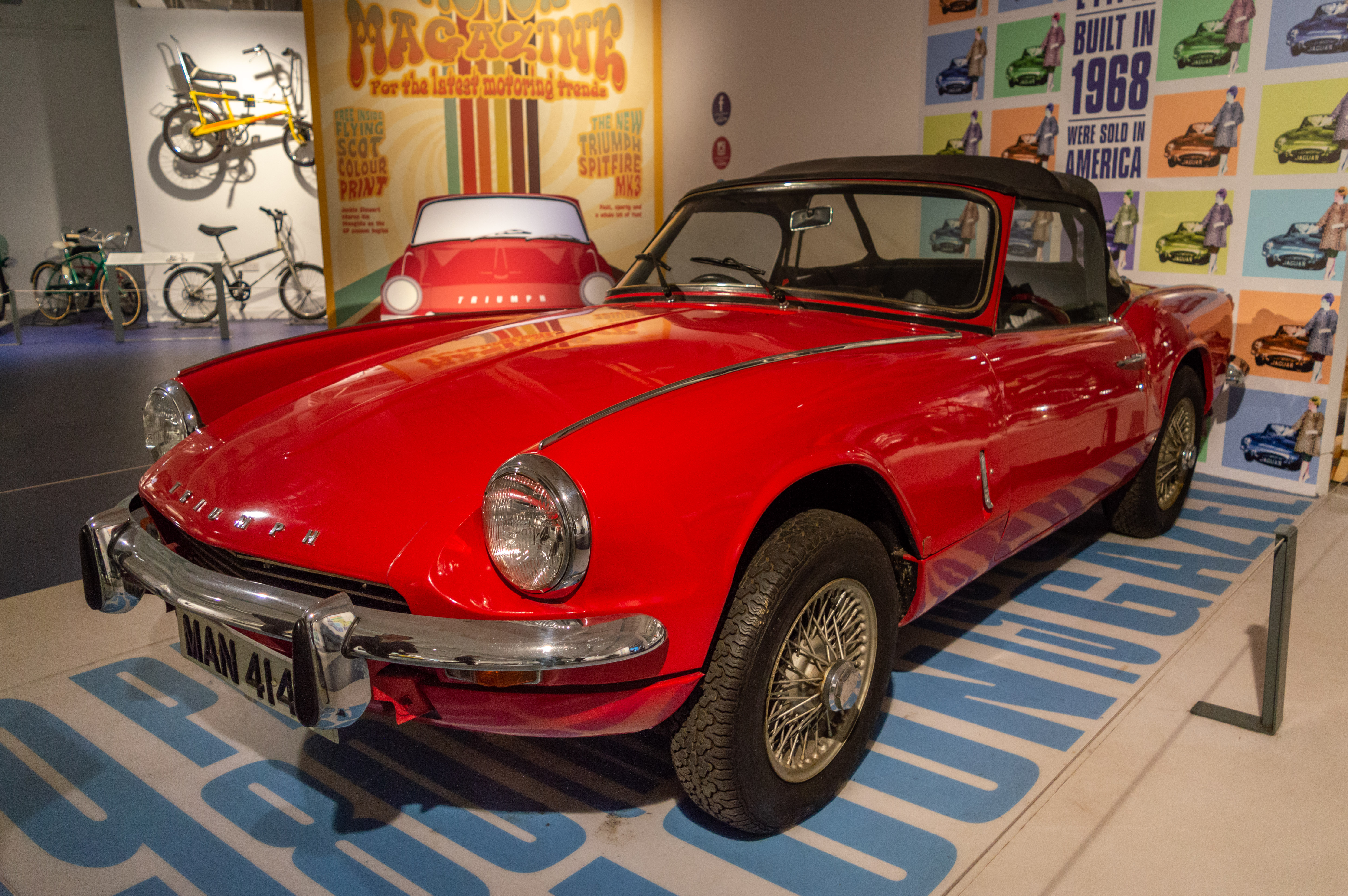
Triumph Spitfire Mk3 (1968).

## Années 1970
Le premier choc pétrolier provoque une forte baisse des ventes d'automobiles en 1973-1974, mais la production automobile reprend le chemin de la croissance ensuite pour dépasser les 40 millions d'unités juste avant la fin de la décennie et le deuxième choc pétrolier. En 1980 près de sept ménages français sur dix ont une automobile. À la fin de la décennie le Japon est devenu le premier pays producteur d'automobiles et les marques japonaises progressent sur les marchés occidentaux jusqu'à atteindre 20 % de parts de marché aux États-Unis, et 10 % en Allemagne et au Royaume-Uni.
- 1970
  - Le constructeur russe AvtoVAZ lance la Jigouli 2101[a 9], commercialisée en Europe comme Lada 2101. Déclinée en plusieurs versions, elle sera produite à environ 17 millions d'exemplaires[19].
  - Citroën lance la SM, sportive routière dotée d'un moteur V6 Maserati, et la familiale GS, élue voiture de l'année en 1971. Ces deux modèles sont équipés de quatre freins à disque.
- 1972
  - Le groupe Volkswagen relance la marque Audi avec l'Audi 80, élue voiture de l'année en 1973, puis en dérive la familiale VW Passat. En cinquante ans de commercialisation et six générations, la Passat dépassera les 31 millions d'exemplaires vendus[33].
  - Renault lance la citadine R5, qui sera vendue à près de six millions d'exemplaires en douze ans.
  - Peugeot lance la citadine 104, alors l'une des plus courtes voitures à quatre portes au monde. Elle servira de base aux Citroën LN puis Visa, ainsi qu'à la Talbot Samba.
  - Honda lance la compacte Civic. Premier modèle de Honda à rencontrer un réel succès international, elle sera déclinée en 10 générations, pour un volume cumulé de ventes, en 2022, de plus de 27 millions d'exemplaires[33].
- 1973
  - Hyundai lance son premier modèle, la Pony.
  - Instauration du "nouveau cycle européen de conduite" (NEDC) visant à tester de façon reproductible la consommation et les émissions polluantes des véhicules.
  - La FIA crée le championnat du monde des rallyes (WRC), dont la première édition est remportée par une Alpine A110.
  - Premier choc pétrolier : le prix du baril passe de 2 à 11 $[45].
- 1974
  - Lancement de la Volkswagen Golf, dessinée par Italdesign, modèle compact le plus vendu de la marque : près de 7 millions d'exemplaires sont vendus durant les dix premières années de commercialisation[46]. En 2022 et après huit générations, 36 millions de Golf au total ont été vendues[33].
  - Citroën lance la CX, luxueuse grande routière élue voiture de l'année en 1975.
  - Le coréen Kia lance son premier modèle.
- 1975
  - Peugeot Citroën vend Maserati à Alejandro de Tomaso, et devient le groupe PSA Peugeot Citroën.
  - Lancement de la grande routière Peugeot 604, dessinée par Pininfarina.
  - Renault lance la luxueuse R30, puis la berline R20 (1976).
  - Simca lance la 1307, puis l'Horizon (1979), toutes deux élues voitures de l'année.
  - BMW lance la BMW série 3, dont les multiples déclinaisons connaissent un grand succès commercial : en 45 ans et sept générations, près de 17 millions de BMW 3 seront vendues[33].
  - René Pouget, ingénieur chez PSA, brevète les ceintures de sécurité à enrouleur à cliquet.
  - Ouverture du premier tronçon de l'autoroute M25 en Angleterre, qui entoure complètement Londres en 1986.
- 1976
  - Peugeot rachète Citroën
  - Ford lance la Fiesta, premier modèle à moteur transversal et traction avant de la marque. Cette citadine sera déclinée en sept générations pour des ventes cumulées en 2022 de 19 millions d'exemplaires[33].
- 1977
  - Lancement de la Peugeot 305.
  - Porsche lance la 928, premier modèle de la marque avec un moteur situé à l'avant. La 928 est élue voiture de l'année en 1978.
- 1978 
  - Bosch invente l'ABS à commande électronique, qui équipe d'abord certains modèles BMW et Mercedes.
  - PSA reprend pour 1 $ symbolique Chrysler Europe, qui détient les marques Talbot et Simca.
  - Première édition du rallye Paris-Dakar.
- 1979
  - Deuxième choc pétrolier : le prix du baril passe de 11 à 35 $ en 1980[45]. La production automobile  chute fortement entre 1978 et 1980 aux États-Unis (-38 %) et dans la plupart des pays européens : Allemagne (-19 %),  France (-38 %), Italie (-17 %), Royaume-Uni (-27 %)[47].
  - Peugeot lance la berline 505, dernier modèle à propulsion de la marque.

Modèles compacts des années 1970
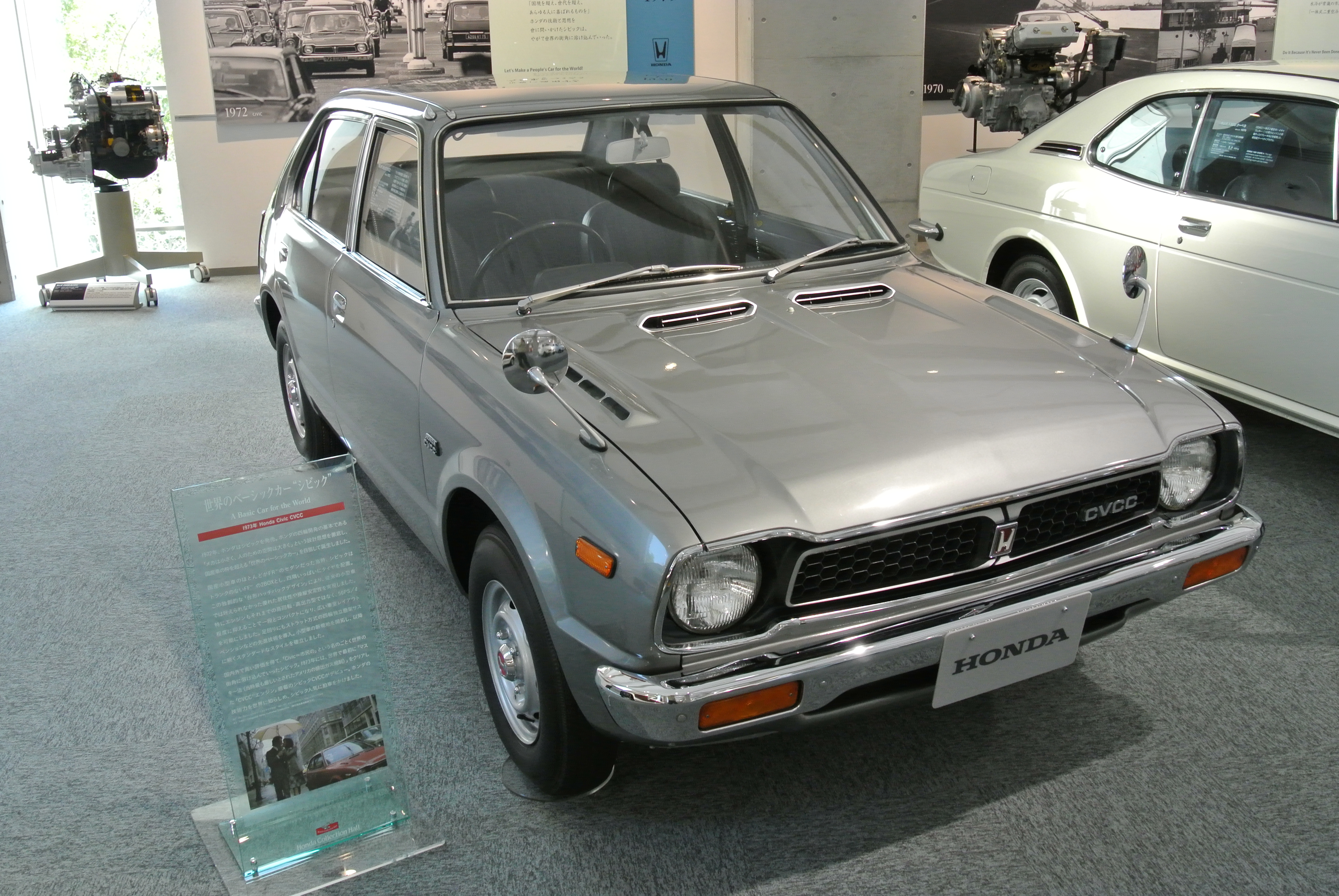
Honda Civic (1973).
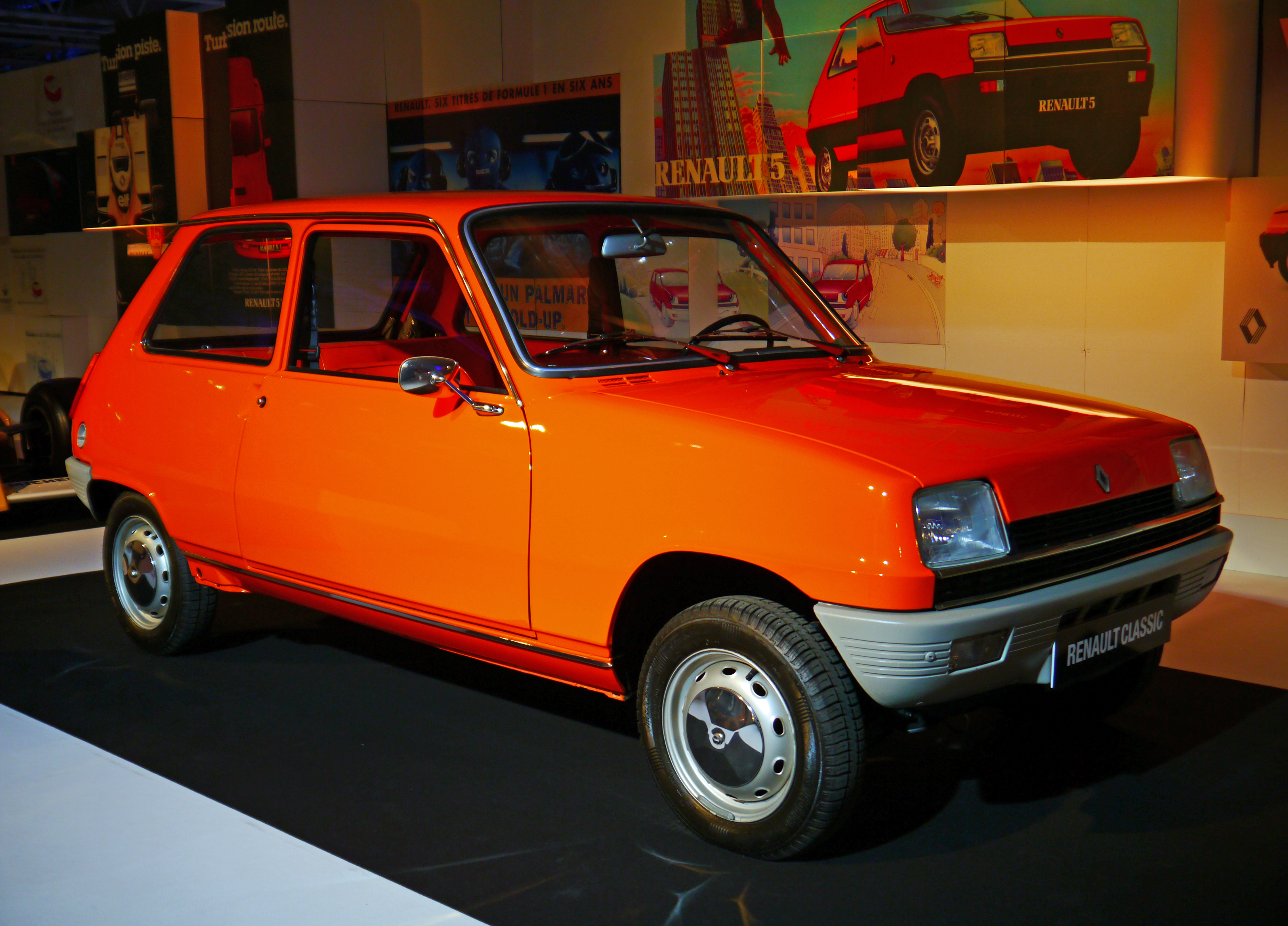
Renault 5 TL (1973).
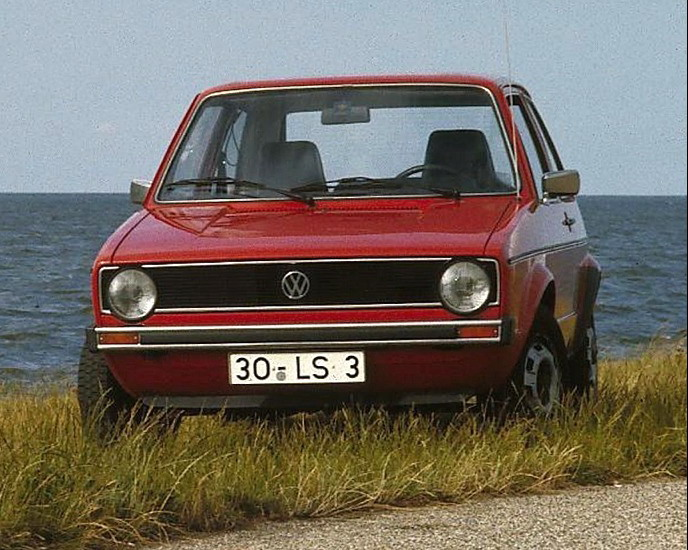
VW Golf (1974).
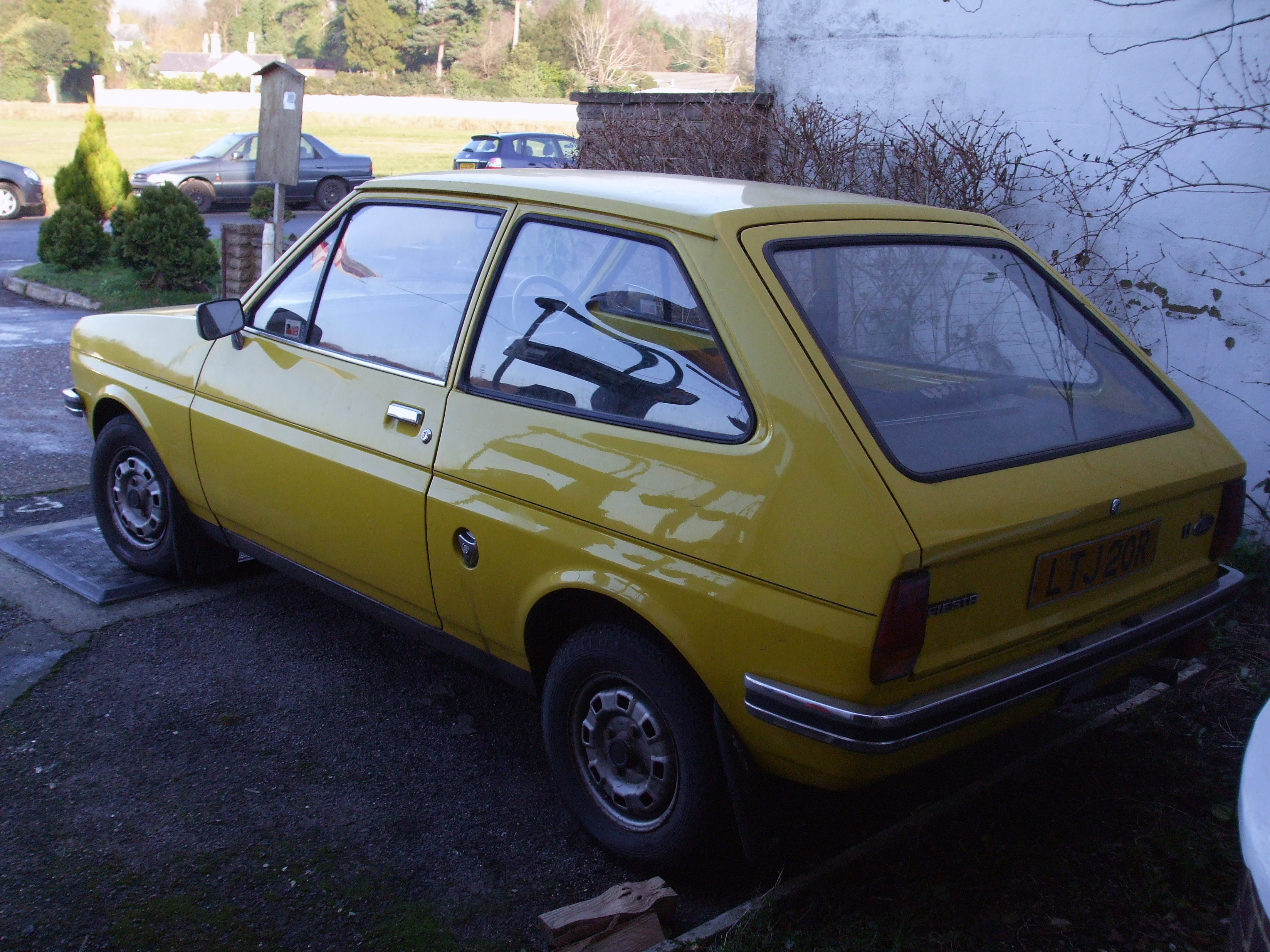
Ford Fiesta (1976).

Berlines familiales des années 1970
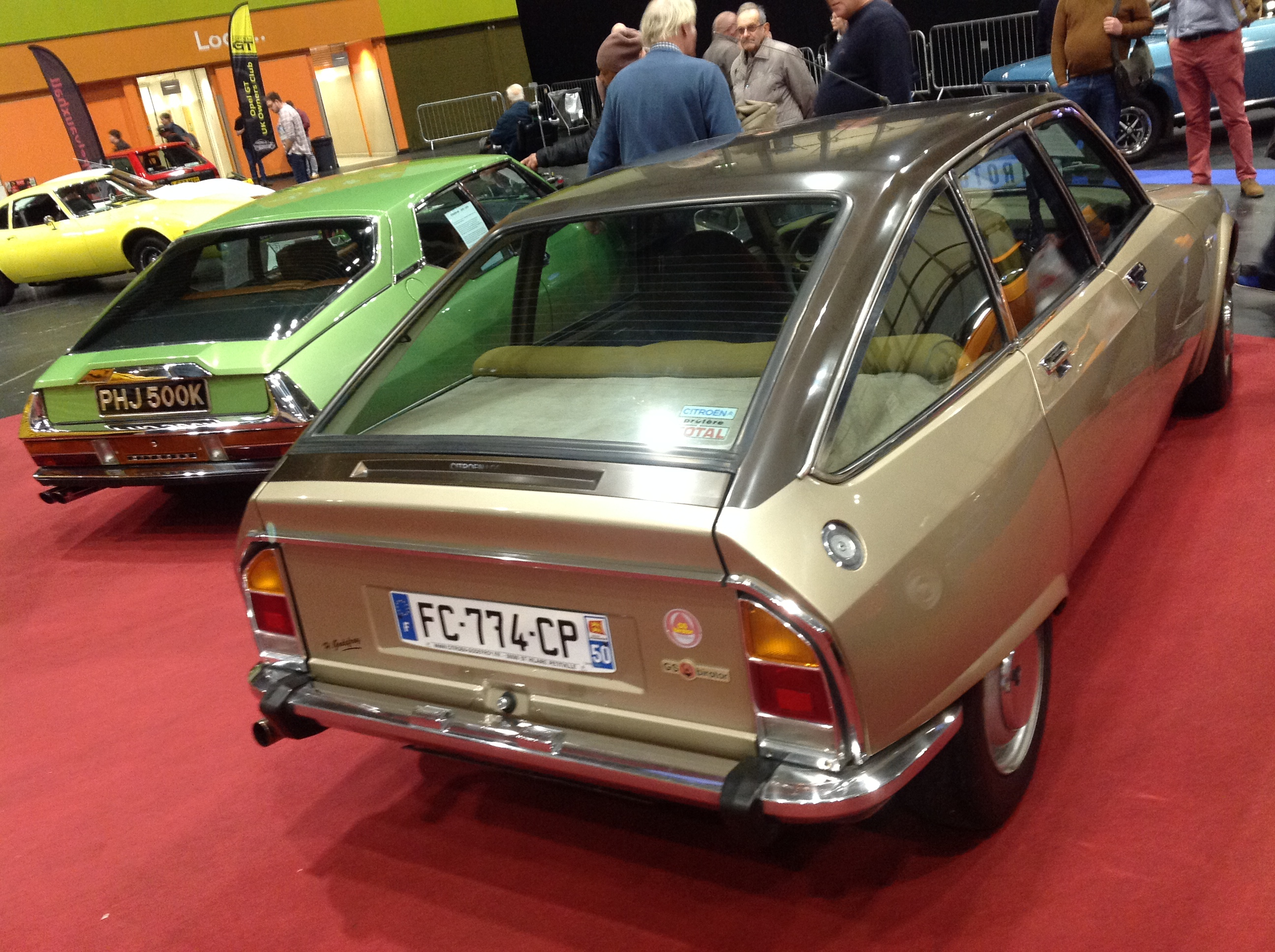
Citroën GS (1974) devant une SM (1972).
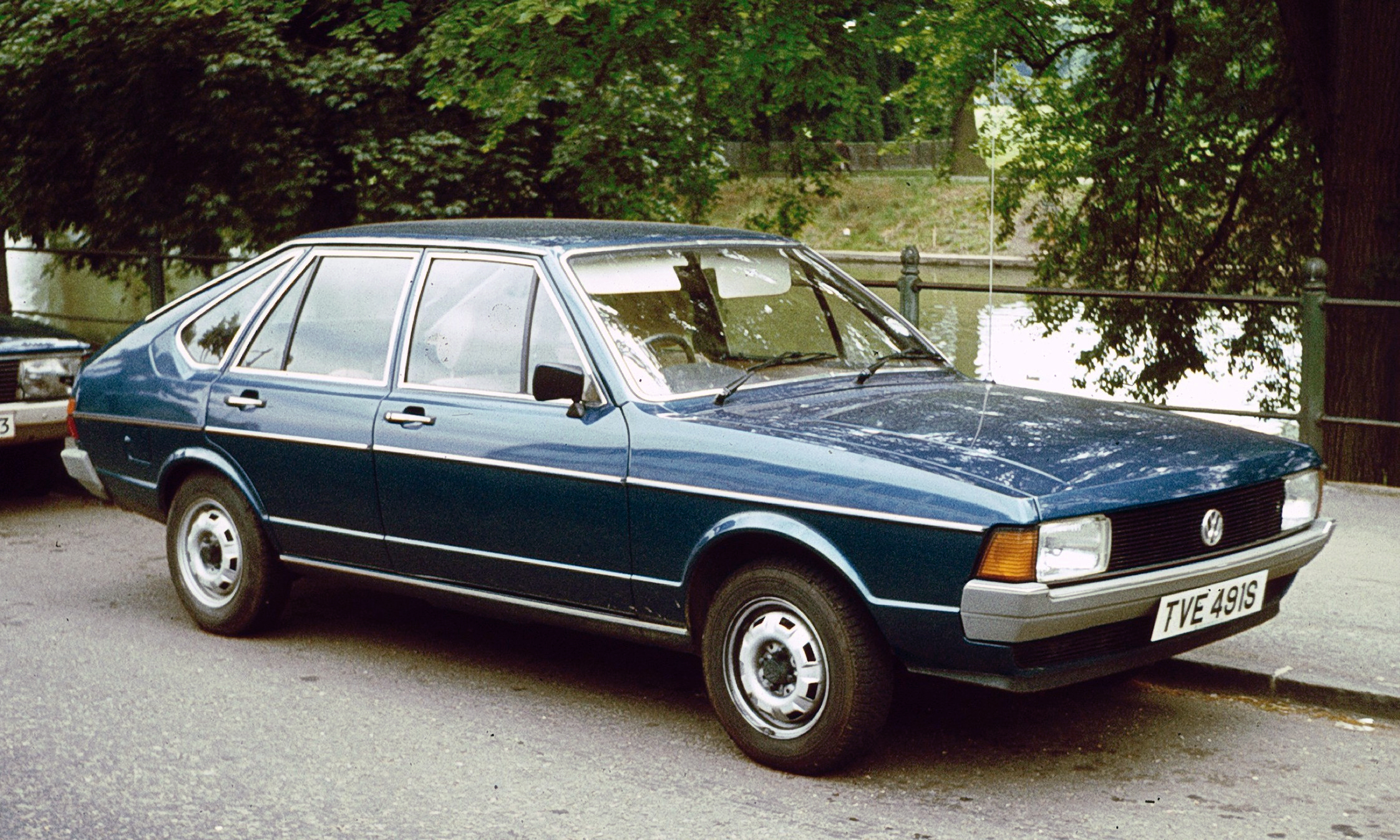
VW Passat (1978).
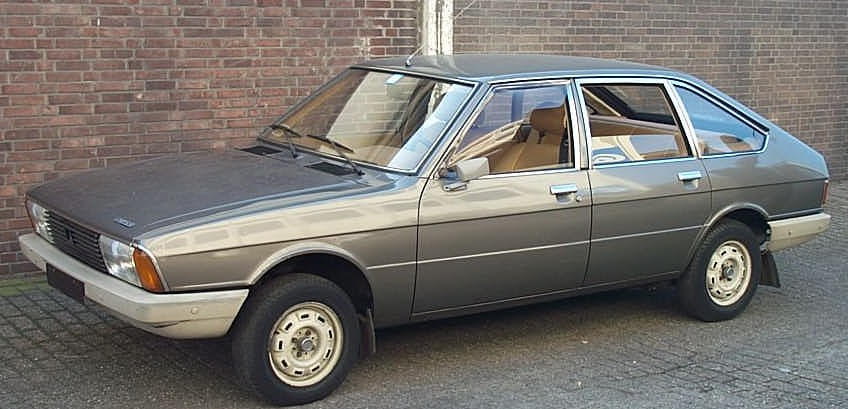
Simca 1307 GLS (1978).
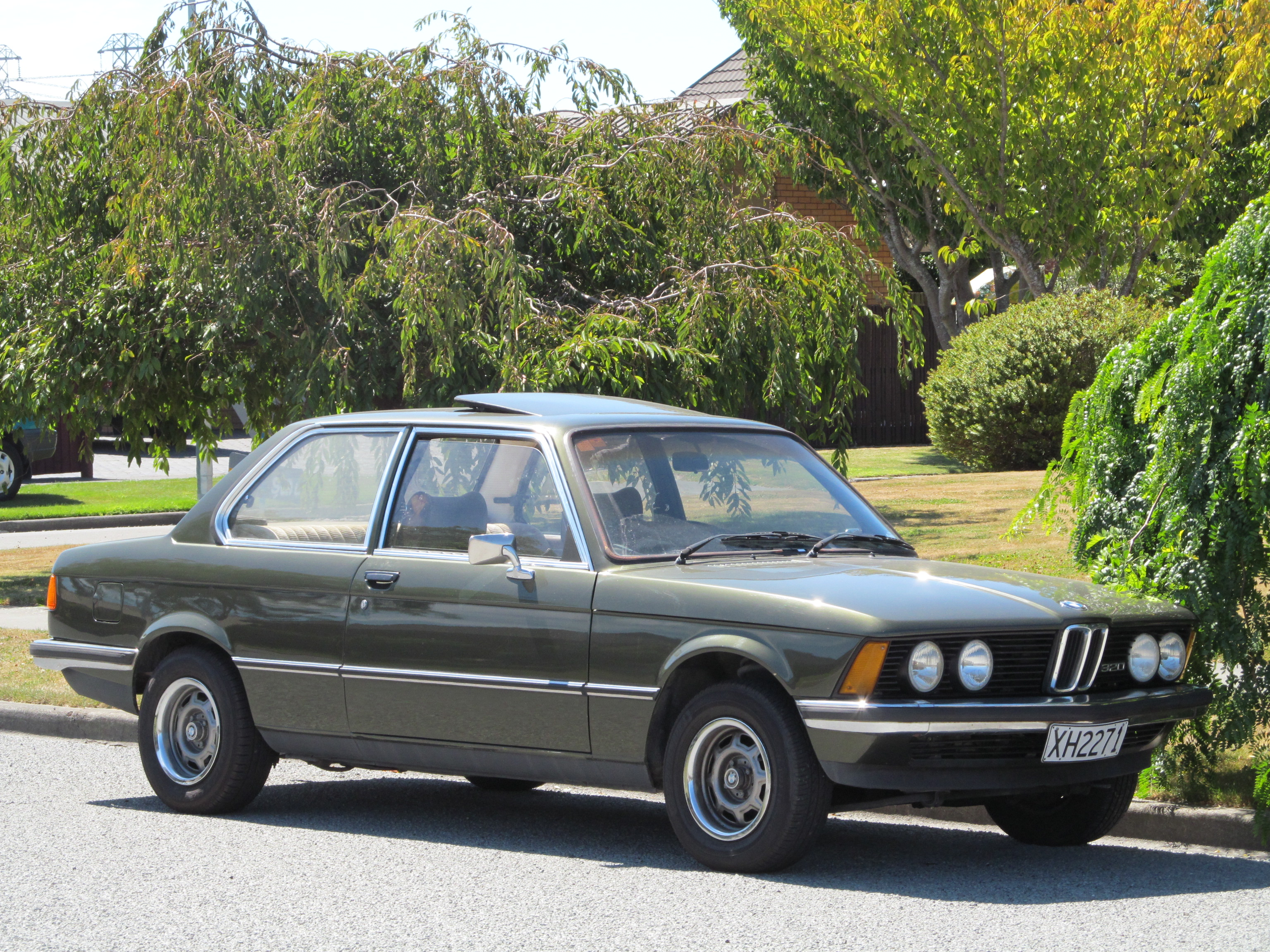
BMW 320 deux portes (1978).

## Années 1980
À la fin de la décennie, plus de trois ménages français sur quatre ont une automobile et les États-Unis comptent plus de 750 automobiles/1 000 habitants, devant le Canada (617), et l'Allemagne, la France et l'Italie (autour de 500). Les marques japonaises s'implantent industriellement  en Europe : Nissan à partir de 1983, suivi de Suzuki et Isuzu (1985) puis Toyota (1989).
- 1980
  - Audi lance l'Audi Quattro, coupé sportif dont la technologie à quatre roues motrices équipera ensuite de nombreux modèles de la marque.
- 1981  
  - Premier modèle avec GPS embarqué : la Toyota Celica XX[49].
  - Renault lance les R9 (tricorps) et R11 (bicorps à hayon) qui seront fabriquées à plus de 6 millions d'exemplaires en 20 ans.
- 1982 
  - Peugeot lance la 205, dont le succès commercial aidera au redressement de PSA, en difficulté après la reprise de Chrysler Europe. Déclinée en plusieurs versions, notamment 3 et 5 portes, cabriolet, GTI et Turbo, la 205 se vendra à plus de  5 millions d'exemplaires en 16 années de commercialisation[50].
  - Lancement de la Citroën BX, familiale à suspension hydraulique, qui sera vendue à plus de 2,3 millions d'exemplaires en 12 ans.
- 1983
  - Fiat lance la Uno, citadine remplaçant la Fiat 127. Élue voiture de l'année en 1984, la Uno sera vendue à plus de 11 millions d'exemplaires.
  - Chrysler lance son minivan Voyager, également commercialisé comme Plymouth Voyager et Dodge Caravan, ainsi que sous les marques Lancia et Volkswagen. Décliné en de nombreuses variantes, et toujours commercialisé au début des années 2020, le Voyager s'est vendu à plus de 15 millions d'unités en 40 ans[33].
- 1984
  - Renault lance le monospace Espace, conçu par Matra et inspiré des minivans américains, et un nouveau modèle de berline haut de gamme : la R 25.
- 1986
  - Lancement de la familiale Renault 21, vendue à plus de 2 millions d'exemplaires en 10 ans.
  - Lancement de la citadine Citroën AX, qui deviendra la deuxième voiture la plus fabriquée de Citroën derrière la 2CV.

- 1987
  - Magneti Marelli, équipementier alors filiale de Fiat, invente l'injection directe pour moteur diesel, implantée pour la première fois sur une voiture de série sur la Fiat Croma[a 10].
  - Lancement de la familiale Peugeot 405, élue voiture de l'année en 1988, qui sera vendue à plus de 5 millions d'exemplaires.
- 1989
  - Ford lance la troisième génération de Ford Fiesta, la Fiesta III. Elle se vend à 500 000 unités dès sa première année de commercialisation.
  - Citroën lance la luxueuse et très profilée routière XM, qui remporte plusieurs prix.

Citadines des années 1980
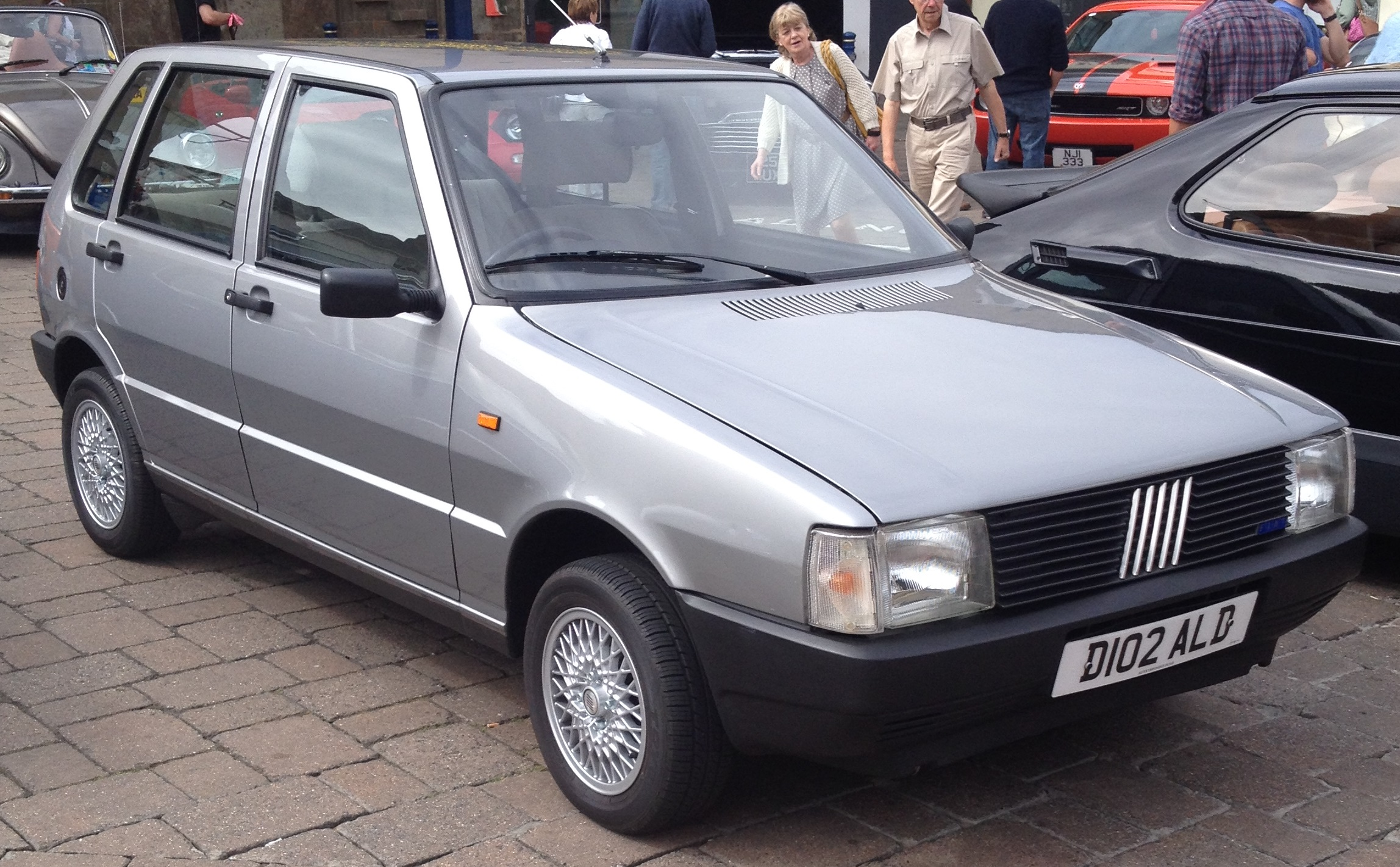
Fiat Uno 70 SL (1986).
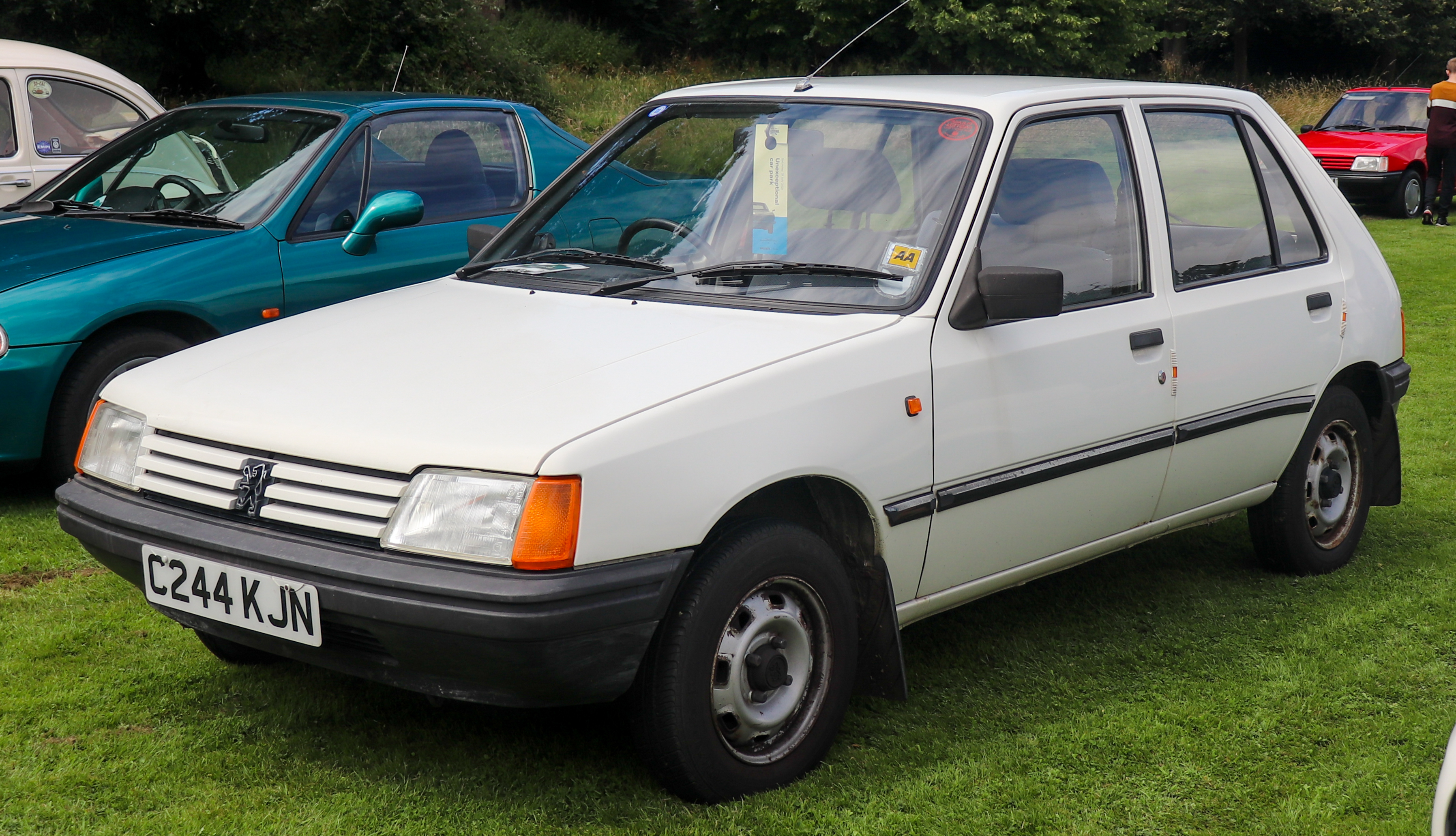
Peugeot 205 GL (1986).
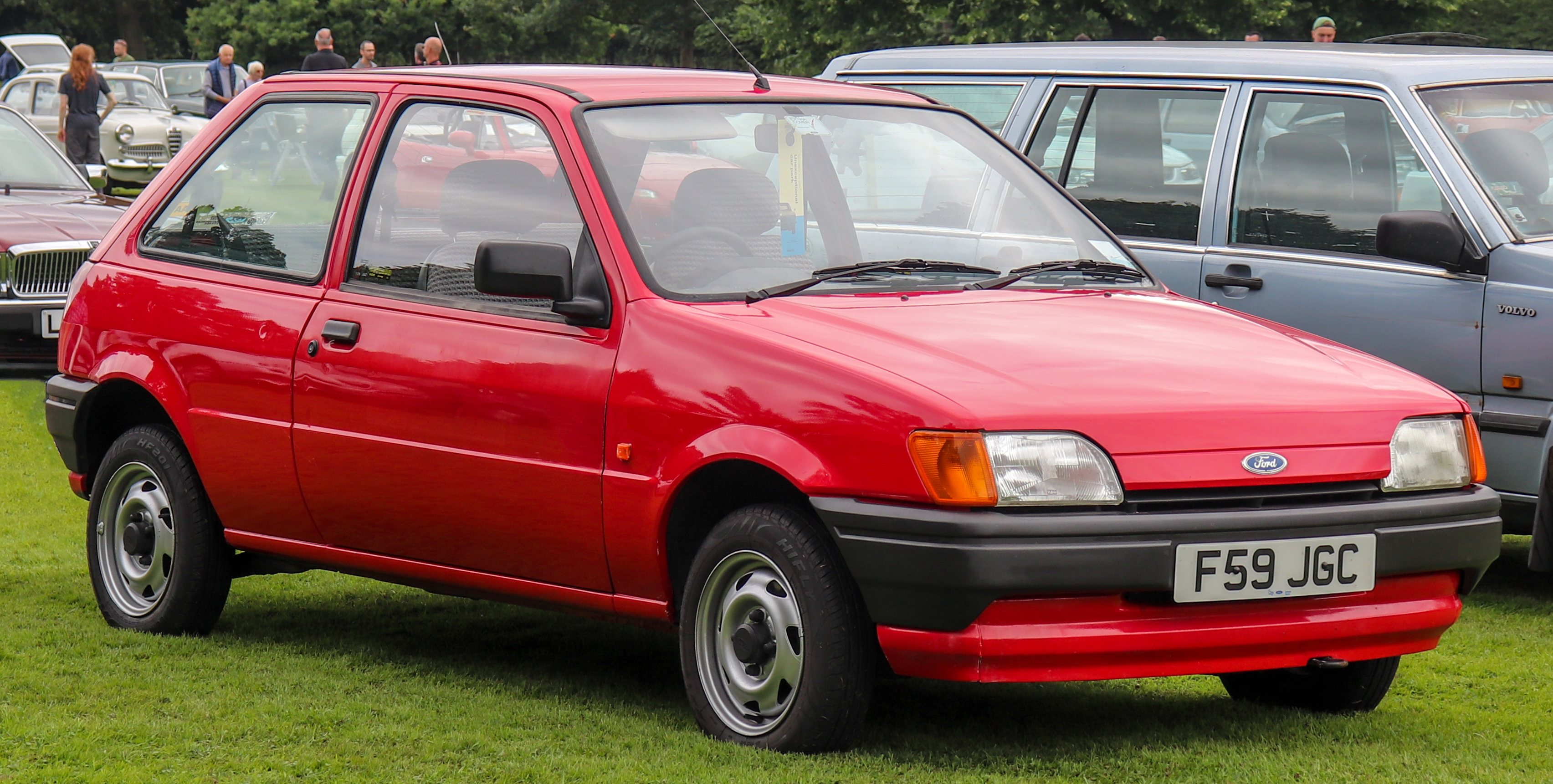
Ford Fiesta (1989).
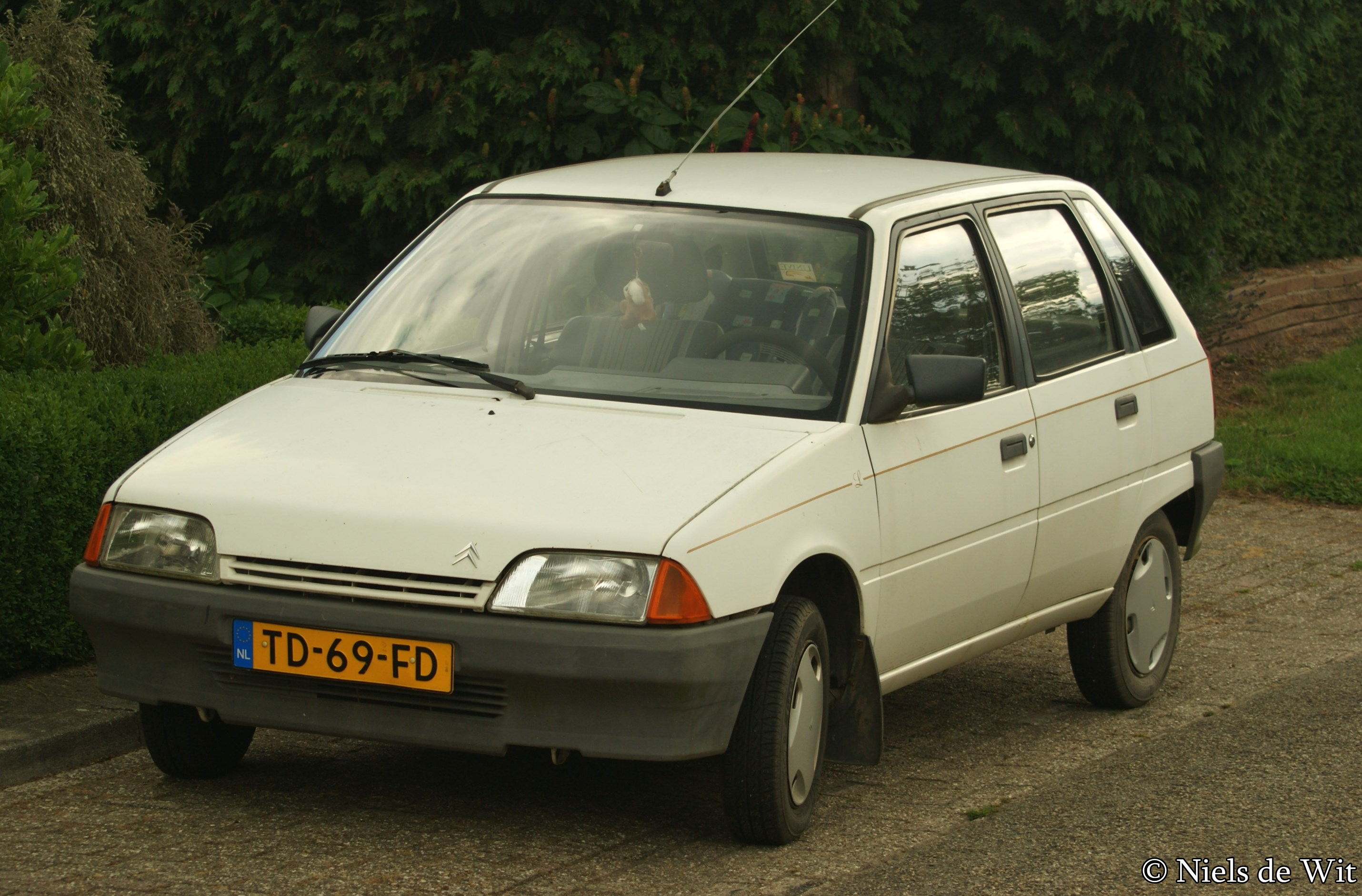
Citroën AX (1988).

Minivans et routières des années 1980
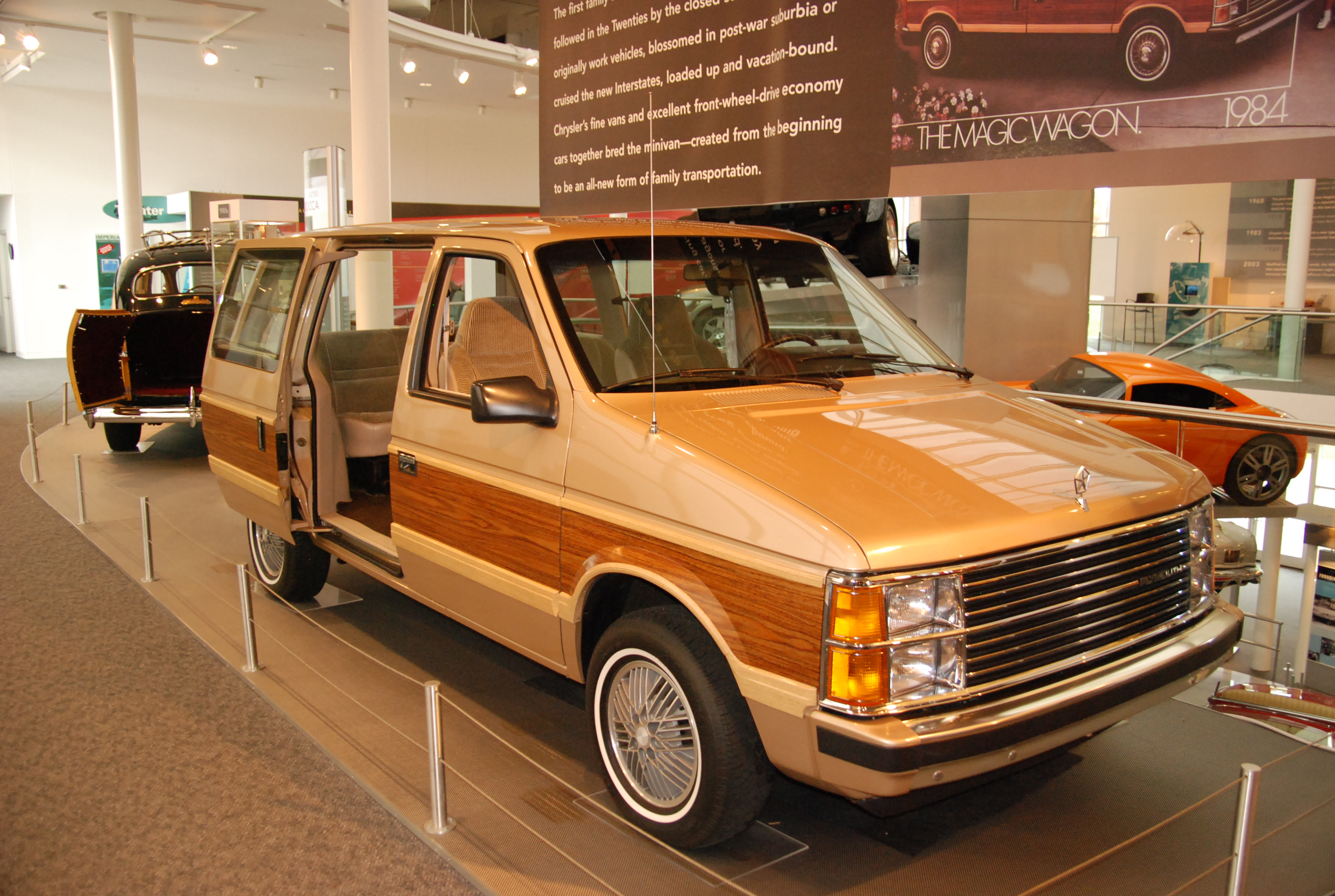
Plymouth Voyager (1984).
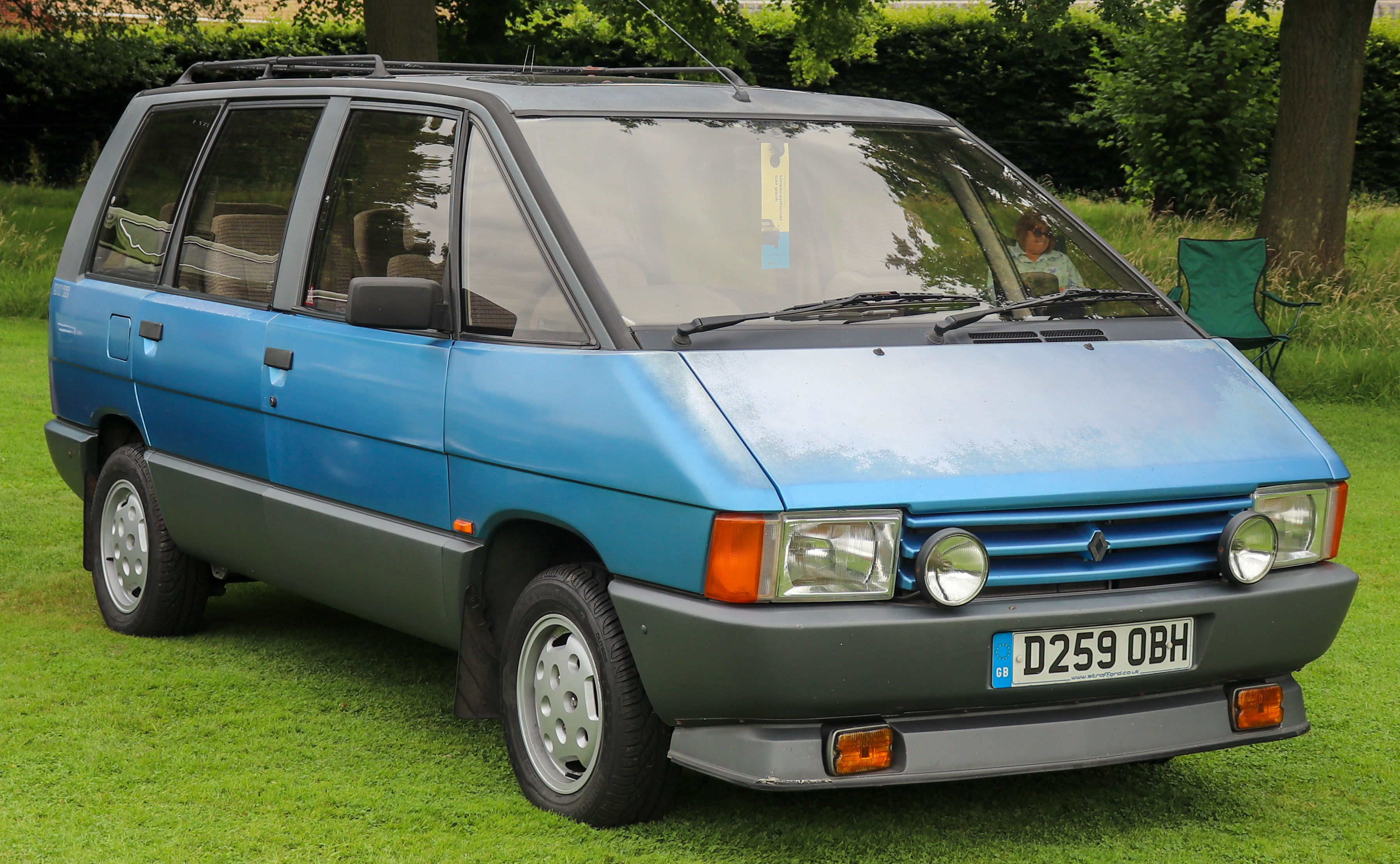
Renault Espace TSE (1987).
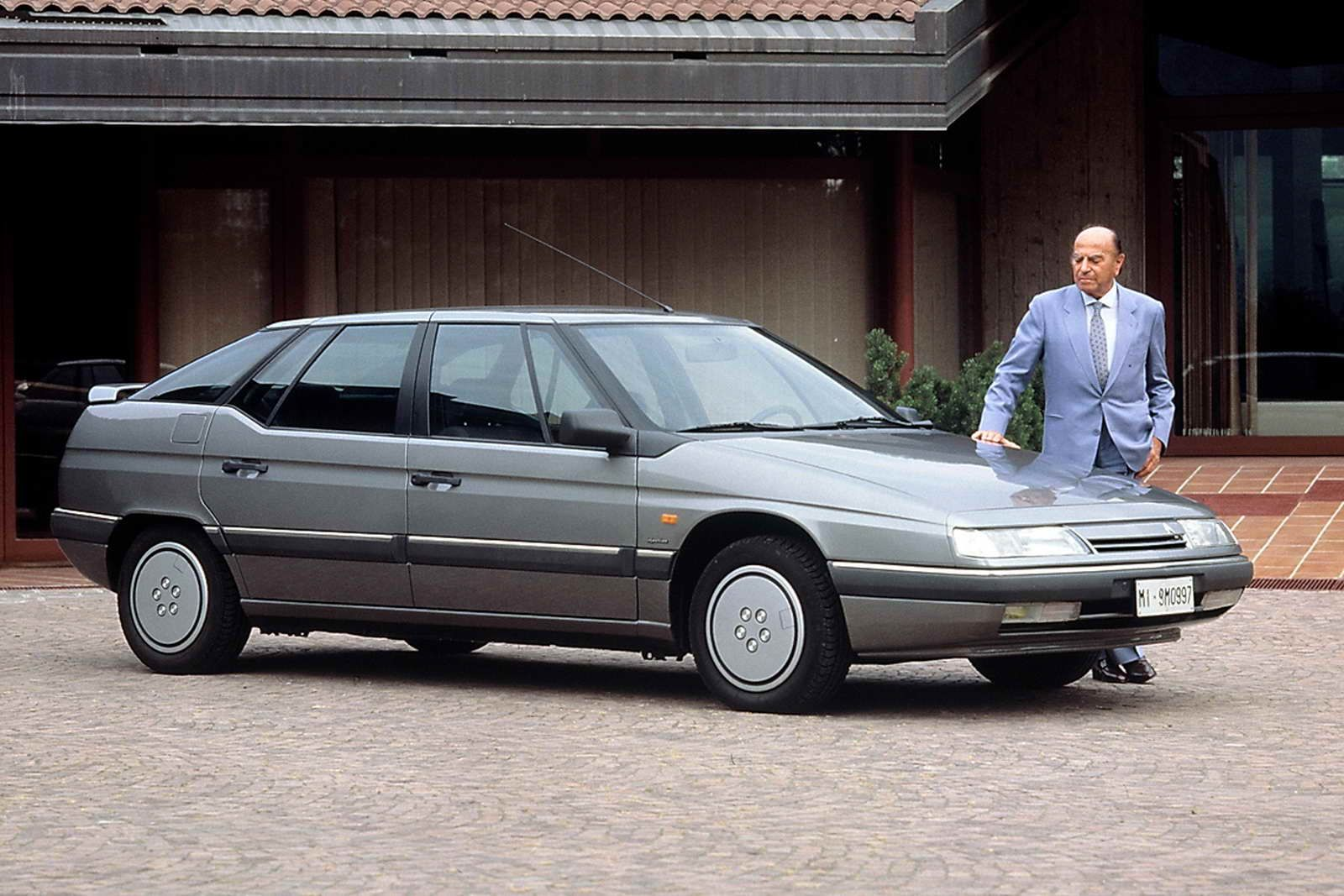
Citroën XM (1989).
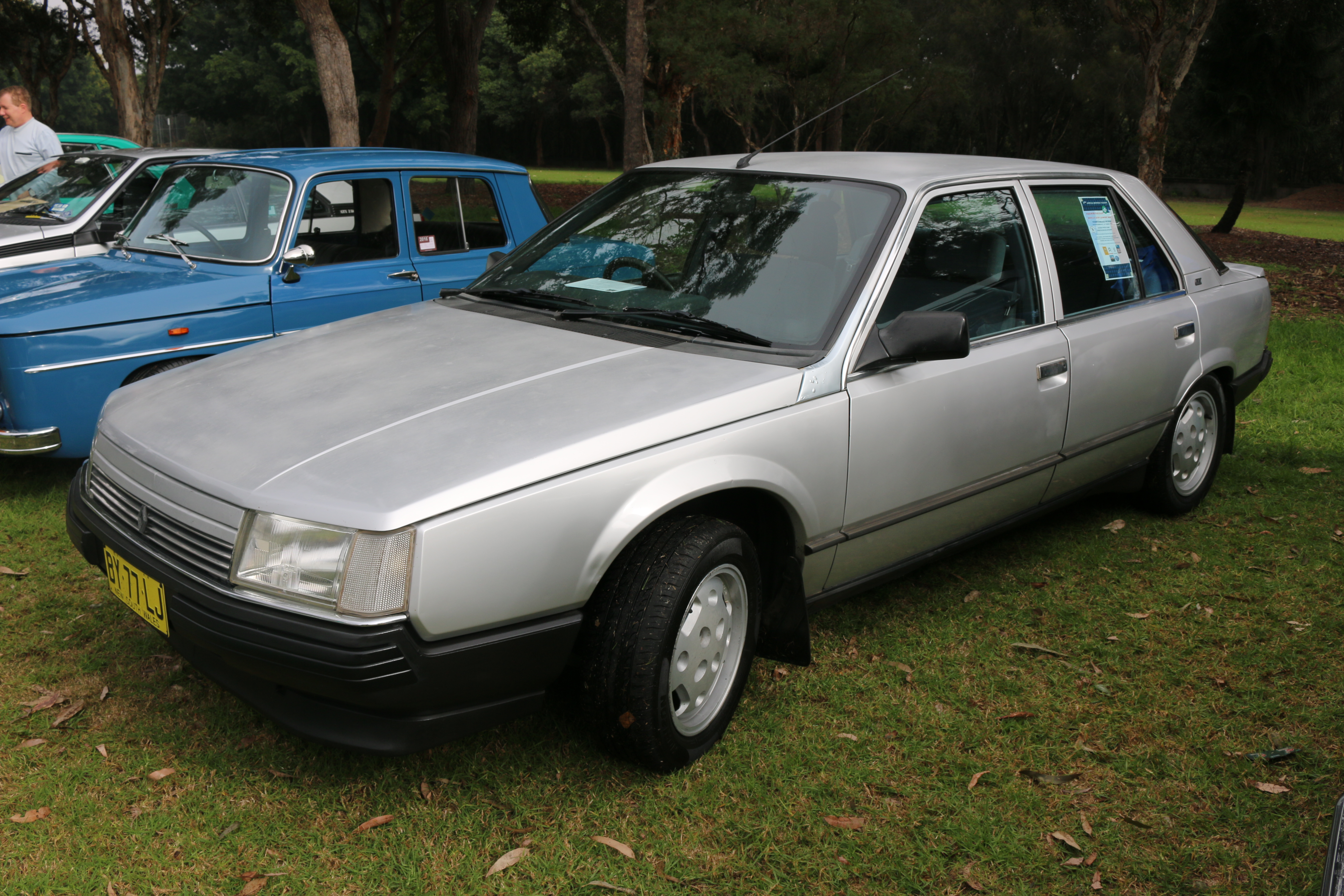
Renault 25 GTX (1989).

## Années 1990
À la fin de la décennie, plus de huit ménages français sur dix ont une automobile, et le Japon compte autant d'automobiles par habitant que les grands pays européens.
- 1990
  - Toyota et Nissan lancent leurs marques premium et premiers modèles de luxe : Lexus LS400 et Infinity Q45.
  - Renault lance la citadine Clio, élue voiture de l'année en 1991, qui sera la voiture la plus vendue en France de 1991 à 1997. Déclinée en plusieurs versions et générations, elle sera produite à plus de 15 millions d'exemplaires en trente ans.
  - Début du processus de privatisation de Renault : l'Etat français est un actionnaire minoritaire à partir de 1996.

- 1992
  - Norme européenne d'émissions Euro 1 relative à la consommation et aux émissions polluantes des véhicules, régulièrement renforcée ensuite : Euro 2 (1996), 3 (2000), 4 (2005), 5 (2009), 6 (2014), etc.
  - Nissan commercialise en Europe la seconde génération de Micra, qui sera la première voiture japonaise à recevoir le titre de voiture de l'année.
- 1993
  - Fiat lance la citadine Punto, qui, proposée en plusieurs versions[a 11],  se vendra à plus de 6 millions d'exemplaires en cing ans, puis sera déclinée dans deux générations supplémentaires.
- 1995
  - Audi commercialise la A4, berline familiale déclinée en nombreuses versions et plusieurs générations, et encore présente au catalogue de la marque au début des années 2020, avec des ventes cumulées de 10 millions d'exemplaires.
- 1996
  - Renault lance le monospace compact Scénic, dont la première génération se vendra à près de 11 millions d'exemplaires. La Scénic sera déclinée en plusieurs générations, dont la cinquième est annoncée en 2023.
  - Audi lance la A3, premier modèle compact de la marque.
- 1997 
  - Toyota lance la Prius, première voiture de série hybride électrique/essence, au Japon (1997) puis sur les marchés européens et américains (2000). La Prius est élue voiture de l'année en 2005.
  - Lancement de la très compacte Smart Fortwo[a 12], produite par une filiale de Mercedes.
- 1998
  - Daimler-Benz et Chrysler créent le groupe DaimlerChrysler Motors, quatrième plus important constructeur mondial[a 13].
  - Ford présente la première génération de Focus qui se vendra à plus de 200 000 exemplaires/an les cinq années suivantes.

- 1999
  - Création de l'alliance Renault-Nissan, cinquième plus important constructeur mondial[51].
  - Renault acquiert Dacia pour en faire sa marque "low cost".
  - Hyundai rachète Kia, devenant ainsi le dixième plus important constructeur mondial[51].
  - Toyota lance la citadine Yaris, voiture de l'année 2000, qui sera vendue à 10 millions d'exemplaires en 20 ans. La Yaris est produite en France depuis 2001.

Citadines des années 1990
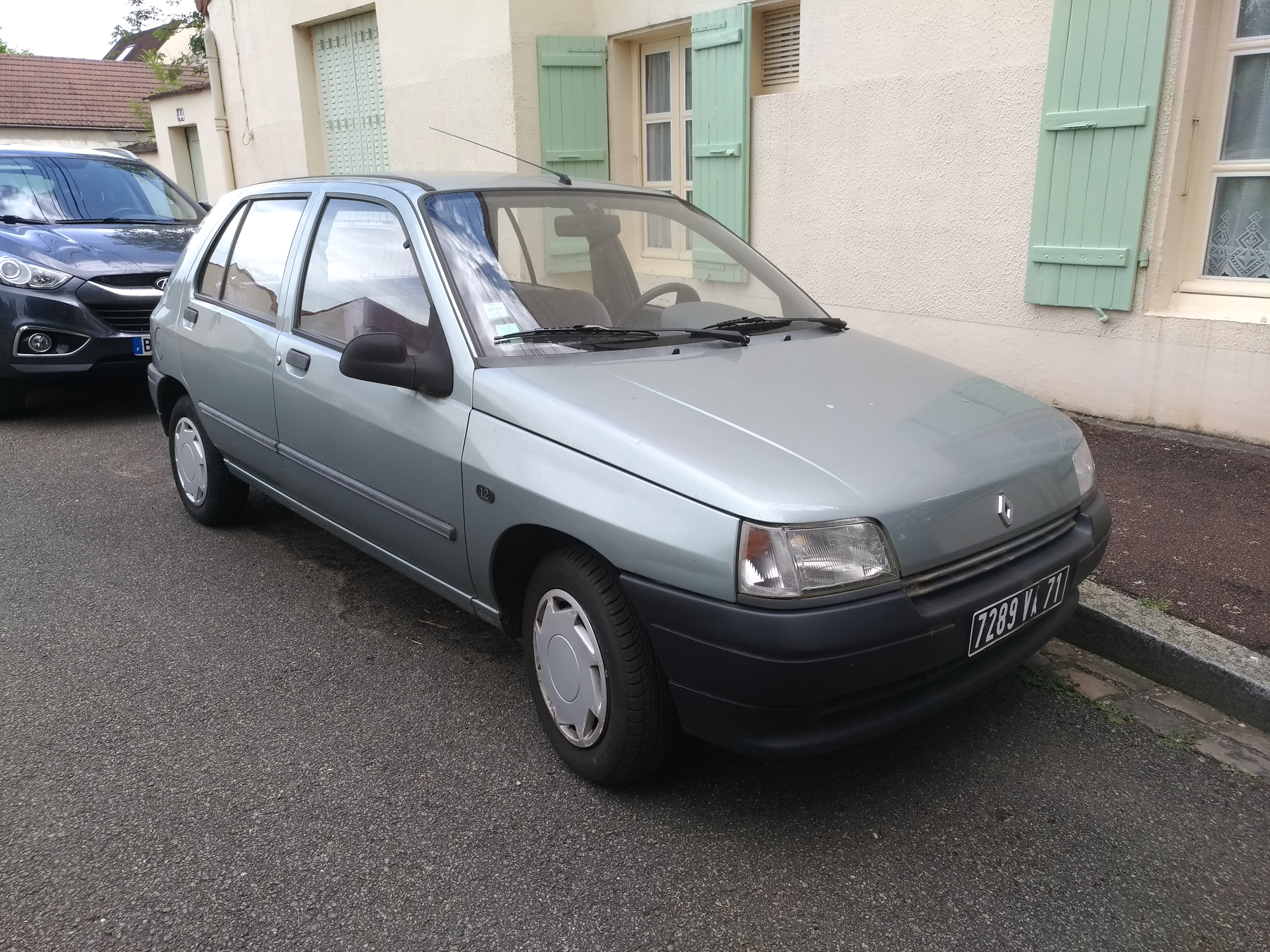
Renault Clio (1991).
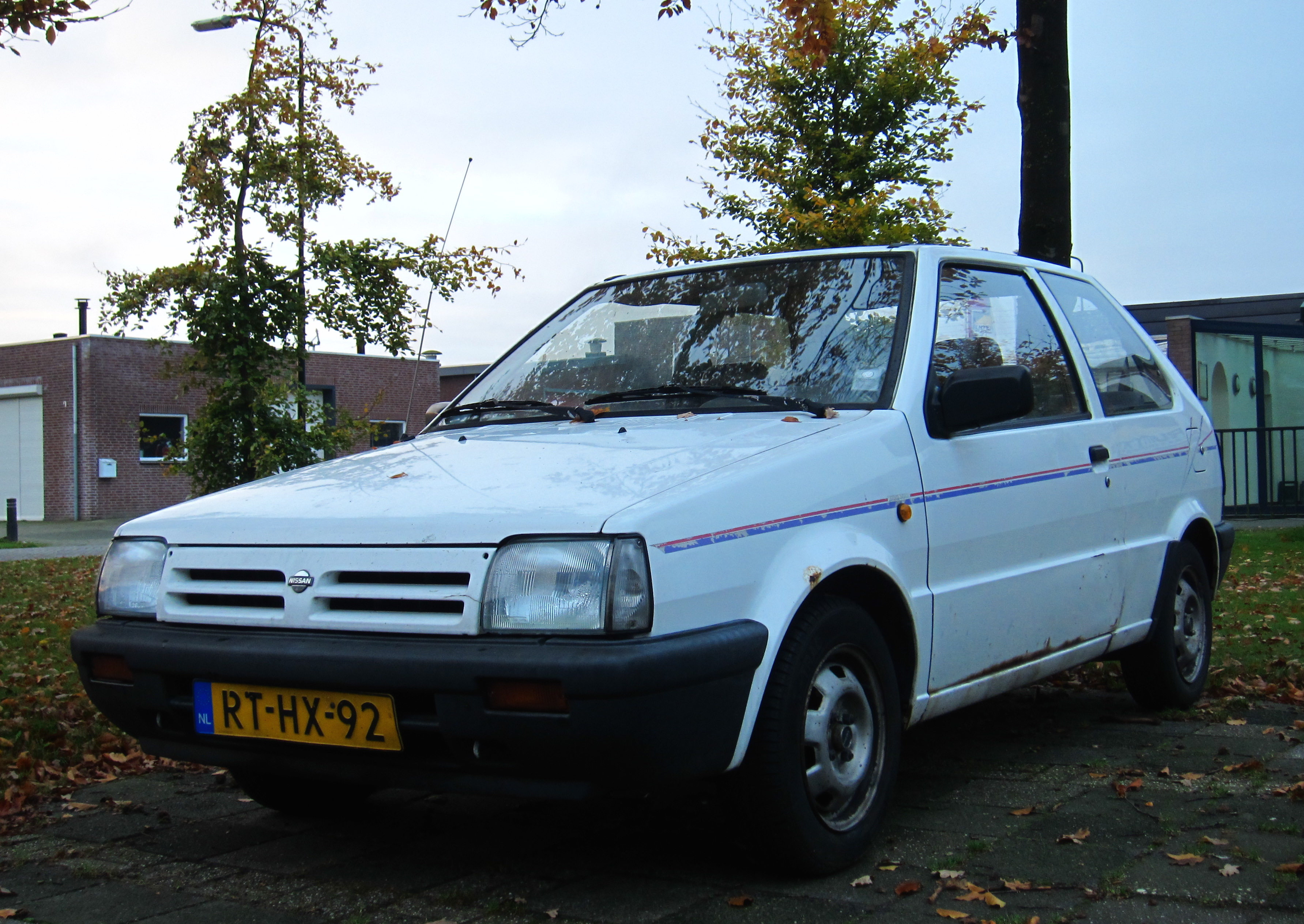
Nissan Micra (1992).
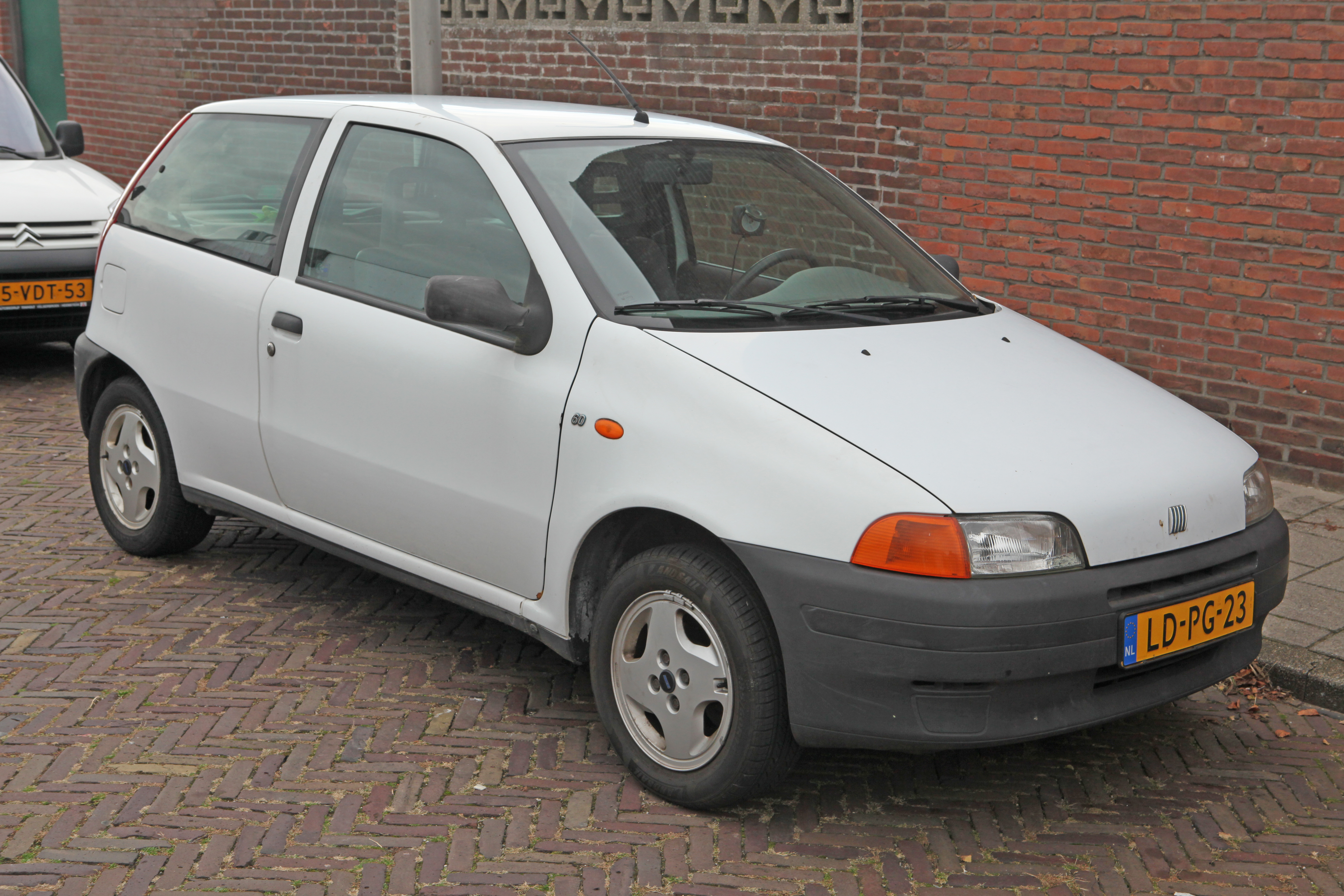
Fiat Punto 60S (1996).
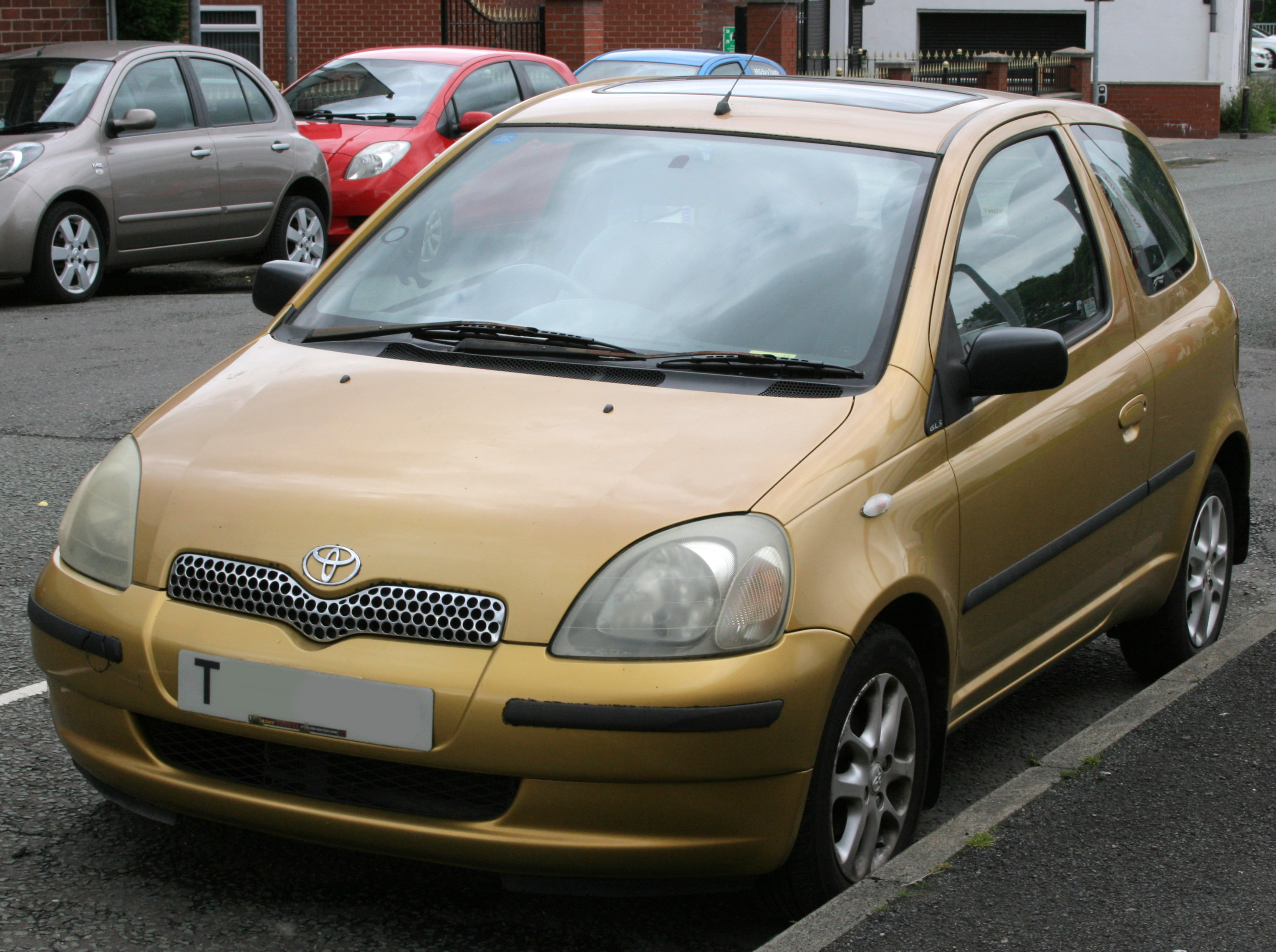
Toyota Yaris GLS 1.0 (1999).

Berlines familiales des années 1990
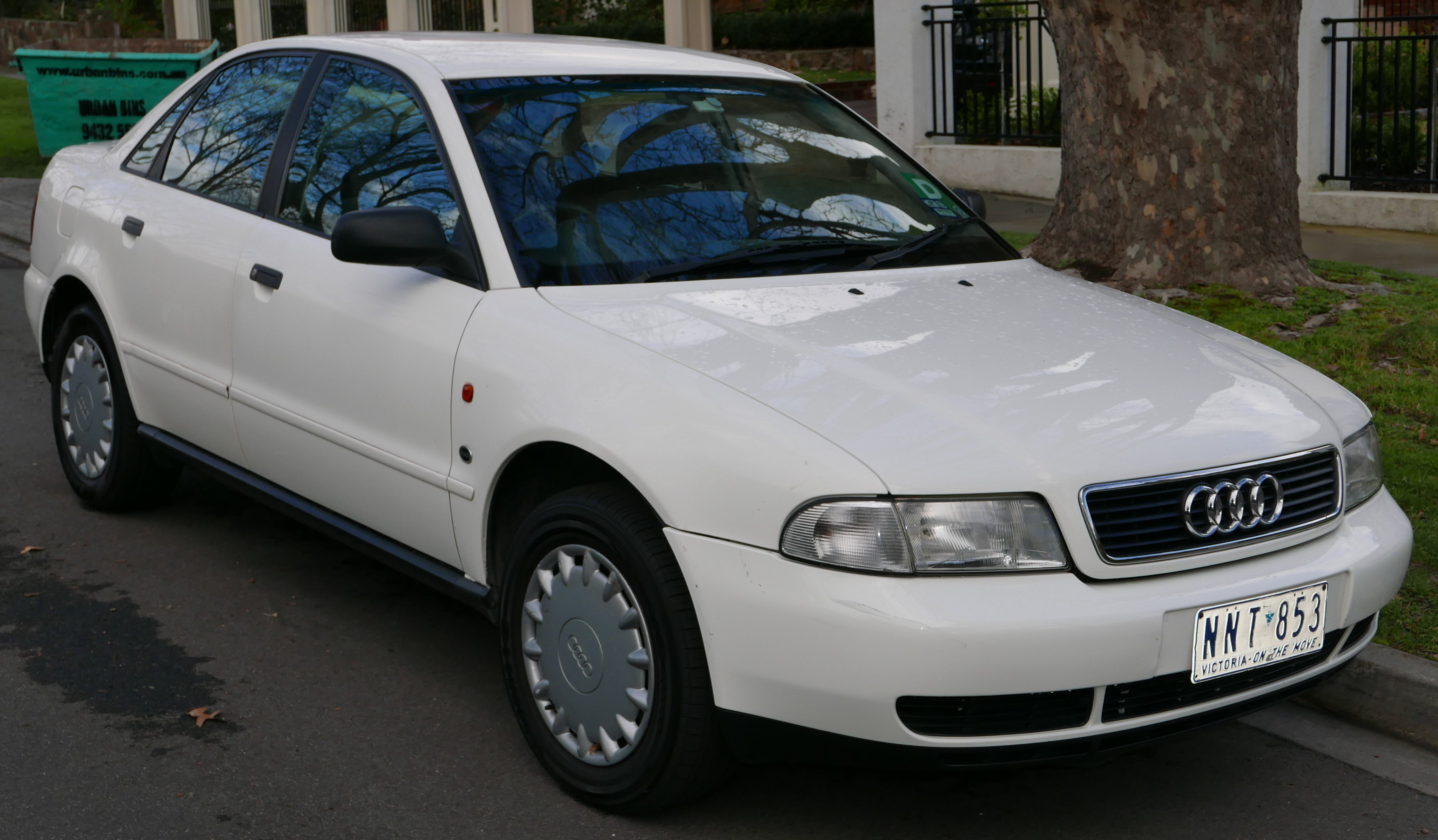
Audi A4 (1995).
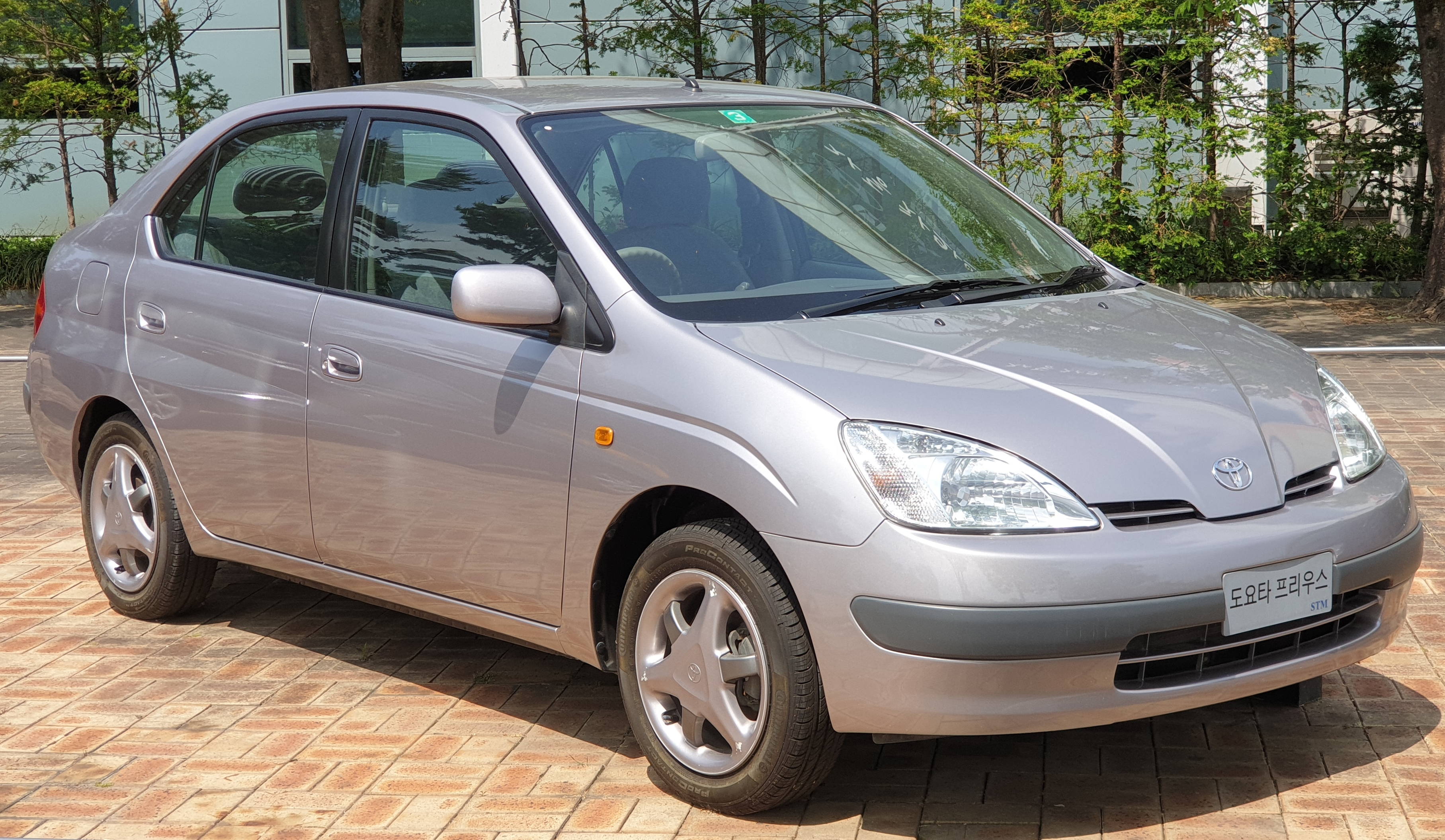
Toyota Prius (1998).
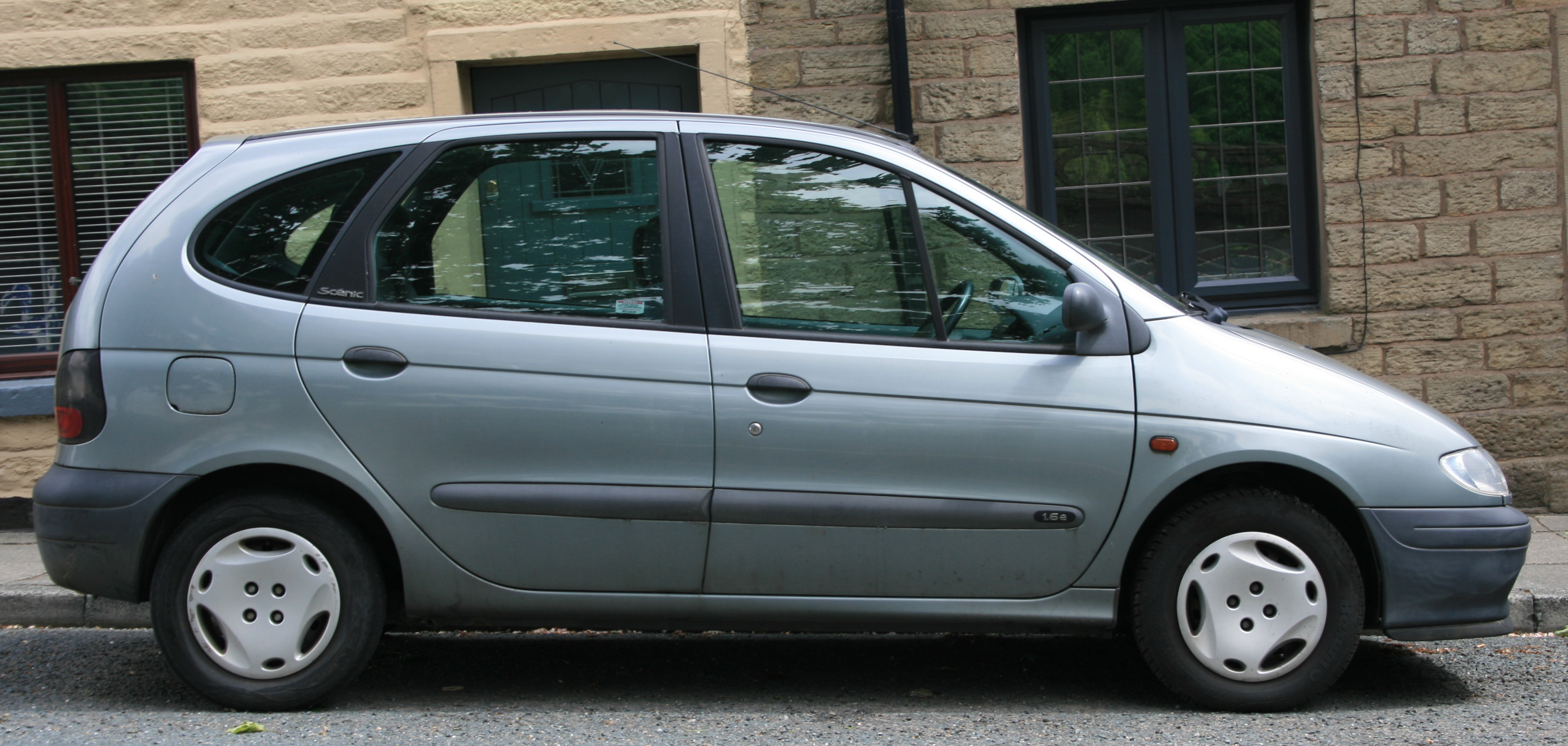
Renault Scénic (1998).
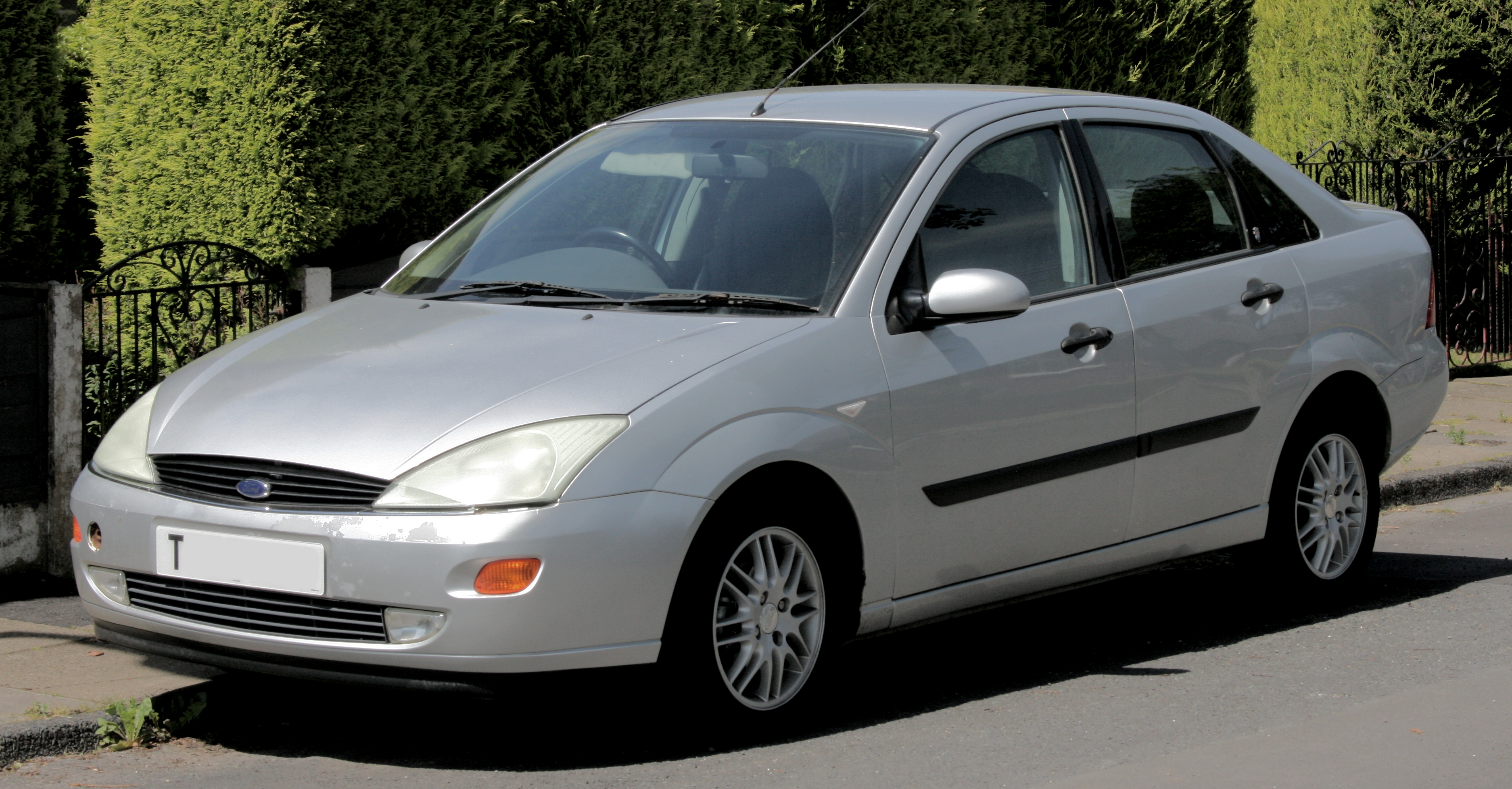
Ford Focus (1999).

## Années 2000
L'industrie automobile bascule vers l'Asie : en fin de période, le groupe japonais Toyota est premier constructeur mondial, le coréen Hyundai occupe la quatrième place et plus d'une automobile sur deux est fabriquée en Asie. 
- 2000 
  - GM acquiert Saab Automobile[a 14].

- 2003
  - Création de Tesla Motors, constructeur américain spécialisé dans les véhicules électriques.
- 2004
  - Lancement de la Dacia Logan, déclinée ensuite en Sandero[a 15].
  - Le design des carrosseries entame une évolution, mélange des genres à l'image de coupé 4 portes et des SUV.
- 2007 
  - La crise financière mondiale touche fortement l'industrie automobile. Les « Big Three » sont particulièrement touchés : la production aux Etats-Unis baisse de près de 50% entre 2007 et 2009, et les ventes baissent de 25 à 30 % pour Ford et GM, et de 60 % pour Chrysler[51].
  - Chrysler est racheté par Cerberus Capital Management. En quasi faillite fin 2008, le groupe est sauvé par l'intervention du gouvernement américain et passe sous contrôle de Fiat à partir de 2011.
  - Renault entre au capital d'AvtoVAZ, augmentant ensuite sa participation jusqu'à dépasser 50 % en 2014.
- 2008
  - Tesla lance son premier modèle, la Tesla Roadster.
  - Toyota devient le plus grand constructeur mondial, devant GM et Volkswagen[51].
  - Ford cède Jaguar et Land Rover au groupe indien Tata[52].
- 2009 
  - La Venturi Buckeye Bullet 2 bat le record de vitesse FIA pour un véhicule électrique alimenté par une pile à combustible: 487 km/h[53]. C’est le premier véhicule électrique à franchir la barre symbolique des 300 mph (plus de 480 km/h).

## Années 2010
- 2010
  - La Venturi Buckeye Bullet 2.5 est l’évolution de la Venturi Buckeye Bullet 2. La pile à combustible est remplacée par un pack batterie lithium-ion et lui permet de battre son propre record FIA: 495 km/h et une vitesse de pointe officielle de 515 km/h[53].
  - Lancement de la Nissan Leaf, élue voiture de l'année en 2011, qui sera la voiture électrique la plus vendue au monde jusqu'en 2019[a 16].
  - Lancement du Dacia Duster, dont les ventes cumulées dépassent 2 millions d'exemplaires en 2022.
  - GM cède Saab au néerlandais Spyker Cars.
  - Ford cède Volvo Cars au groupe chinois Geely[54].
- 2011
  - Renault lance deux modèles électriques : la deux places Twizy puis, en 2012, la citadine Zoe.
- 2012
  - Tesla lance son deuxième modèle, la Model S, berline luxueuse qui remporte plusieurs prix.
- 2014
  - Fiat rachète Chrysler et devient le groupe Fiat Chrysler Automobiles[a 17].
  - Début de l'affaire des airbags de l'équipementier japonais Takata. 100 millions de véhicules seront rappelés. Le groupe Takata disparait en 2018[55].
  - Mercedes remporte son premier championnat du monde des constructeurs de Formule 1. La marque remportera ce titre huit fois consécutives entre 2014 et 2021[56].
  - La FIA lance la première saison de Formule E, compétition réservée aux voitures électriques.
- 2015
  - Début du scandale dit du "dieselgate" qui concerne d'abord Volkswagen puis s'étend à d'autres constructeurs. Volkswagen est accusé d'avoir délibérément équipé certains de ses modèles de dispositifs visant à tromper les contrôles sur l'émission de certains polluants. Le groupe allemand acceptera en 2016 de débourser 14,6 Mds de $ pour indemniser ses clients américains[57].
- 2018
  - Début de l'affaire Carlos Ghosn. Le président de Renault-Nissan, soupçonné de fraude fiscale, est arrêté au Japon. Il s'enfuira du Japon pour se réfugier au Liban en 2019[58].
- 2019
  - La pandémie de Covid-19 frappe la population mondiale et l'économie. La production automobile, qui avait atteint un pic historique de 97,3 millions de véhicules en 2017 chute à 77,6 millions en 2020, son plus bas niveau depuis 2010[51].

## Années 2020
- Décennie 2020 – après des années de recherches, la notion de véhicule autonome et connecté émerge: en janvier 2021, le système automatisé de maintien dans la voie est défini dans un règlement international et transposé en droit Japonais. Certains constructeurs envisagent de commercialiser ce type de véhicule au second semestre 2021 en Allemagne, comme la Mercedes-Benz Classe S (Type 223)
- 2021
  - PSA et Fiat fusionnent pour créer Stellantis.
  - La création en France de deux usines de batteries est annoncée : l'une à Douai par le groupe Envision[59], l'autre à Douvrin par des filiales de Stellantis et Total[60]. Une troisième usine, située elle à Dunkerque, est annoncée en 2022 par l'entreprise française Verkor[61].
  - La Commission européenne condamne BMW et Volkswagen à une amende de respectivement 373 M€ et 502 M€ pour entente relative à une technologie d’épuration des gaz d’échappement. Mercedes, également impliqué dans l'entente, est exonéré d'amende pour avoir coopéré à l'enquête[62].
- 2022 
  - À la suite de la guerre en Ukraine et des sanctions économiques affectant la Russie, Renault-Nissan cède à des investisseurs russes sa participation de 67 % dans AvtoVAZ.
  - La  "giga factory"  de Tesla en Allemagne produit ses premiers véhicules[63].
  - L'Union Européenne adopte une réglementation interdisant la commercialisation de véhicules neufs à moteur thermique à partir de 2035[64].
  - La vente de modèles électriques atteint 7,8 millions de véhicules, soit 10% du marché mondial, en hausse de 68% par rapport à 2021[65]. Trois constructeurs chinois sont dans les cinq premiers constructeurs de modèles électriques : BYD (n°1 devant Tesla et VW), SAIC (n°4) et Geely (n°5)[66]
  - 2023 Modifier...

## Production mondiale auXXIesiècle
Le tableau ci-dessous présente la production mondiale annuelle d'automobiles toutes catégories confondues, depuis 1999, d'après les données de l'OICA.
|       |                                                                               |                                                                               |                                                                               |                                                                               |                                                                               |                                                                               |                                                                               |                                                                               |                                                                               |                                                                               |                                                                               |                                                                               |                                                                               |                                                                               |                                                                               |                                                                               |                                                                               |                                                                               |                                                                               |                                                                               |                                                                               |                                                                               |                                                                               |                                                                               |                                                                               |                                                                               |                                                                               |                                                                               |                                                                               |                                                                               |                                                                               |                                                                               |                                                                               |                                                                               |                                                                               |                                                                               |                                                                               |                                                                               |                                                                               |                                                                               |                                                                               |                                                                               |                                                                               |                                                                               |                                                                               |                                                                               |                                                                               |                                                                               |                                                                               |                                                                               |                                                                               |                                                                               |                                                                               |                                                                               |                                                                               |                                                                               |                                                                               |                                                                               |                                                                               |                                                                               |                                                                               |      |  |
| Année | Production annuelle de véhicules automobiles (toutes catégories, en millions) | Production annuelle de véhicules automobiles (toutes catégories, en millions) | Production annuelle de véhicules automobiles (toutes catégories, en millions) | Production annuelle de véhicules automobiles (toutes catégories, en millions) | Production annuelle de véhicules automobiles (toutes catégories, en millions) | Production annuelle de véhicules automobiles (toutes catégories, en millions) | Production annuelle de véhicules automobiles (toutes catégories, en millions) | Production annuelle de véhicules automobiles (toutes catégories, en millions) | Production annuelle de véhicules automobiles (toutes catégories, en millions) | Production annuelle de véhicules automobiles (toutes catégories, en millions) | Production annuelle de véhicules automobiles (toutes catégories, en millions) | Production annuelle de véhicules automobiles (toutes catégories, en millions) | Production annuelle de véhicules automobiles (toutes catégories, en millions) | Production annuelle de véhicules automobiles (toutes catégories, en millions) | Production annuelle de véhicules automobiles (toutes catégories, en millions) | Production annuelle de véhicules automobiles (toutes catégories, en millions) | Production annuelle de véhicules automobiles (toutes catégories, en millions) | Production annuelle de véhicules automobiles (toutes catégories, en millions) | Production annuelle de véhicules automobiles (toutes catégories, en millions) | Production annuelle de véhicules automobiles (toutes catégories, en millions) | Production annuelle de véhicules automobiles (toutes catégories, en millions) | Production annuelle de véhicules automobiles (toutes catégories, en millions) | Production annuelle de véhicules automobiles (toutes catégories, en millions) | Production annuelle de véhicules automobiles (toutes catégories, en millions) | Production annuelle de véhicules automobiles (toutes catégories, en millions) | Production annuelle de véhicules automobiles (toutes catégories, en millions) | Production annuelle de véhicules automobiles (toutes catégories, en millions) | Production annuelle de véhicules automobiles (toutes catégories, en millions) | Production annuelle de véhicules automobiles (toutes catégories, en millions) | Production annuelle de véhicules automobiles (toutes catégories, en millions) | Production annuelle de véhicules automobiles (toutes catégories, en millions) | Production annuelle de véhicules automobiles (toutes catégories, en millions) | Production annuelle de véhicules automobiles (toutes catégories, en millions) | Production annuelle de véhicules automobiles (toutes catégories, en millions) | Production annuelle de véhicules automobiles (toutes catégories, en millions) | Production annuelle de véhicules automobiles (toutes catégories, en millions) | Production annuelle de véhicules automobiles (toutes catégories, en millions) | Production annuelle de véhicules automobiles (toutes catégories, en millions) | Production annuelle de véhicules automobiles (toutes catégories, en millions) | Production annuelle de véhicules automobiles (toutes catégories, en millions) | Production annuelle de véhicules automobiles (toutes catégories, en millions) | Production annuelle de véhicules automobiles (toutes catégories, en millions) | Production annuelle de véhicules automobiles (toutes catégories, en millions) | Production annuelle de véhicules automobiles (toutes catégories, en millions) | Production annuelle de véhicules automobiles (toutes catégories, en millions) | Production annuelle de véhicules automobiles (toutes catégories, en millions) | Production annuelle de véhicules automobiles (toutes catégories, en millions) | Production annuelle de véhicules automobiles (toutes catégories, en millions) | Production annuelle de véhicules automobiles (toutes catégories, en millions) | Production annuelle de véhicules automobiles (toutes catégories, en millions) | Production annuelle de véhicules automobiles (toutes catégories, en millions) | Production annuelle de véhicules automobiles (toutes catégories, en millions) | Production annuelle de véhicules automobiles (toutes catégories, en millions) | Production annuelle de véhicules automobiles (toutes catégories, en millions) | Production annuelle de véhicules automobiles (toutes catégories, en millions) | Production annuelle de véhicules automobiles (toutes catégories, en millions) | Production annuelle de véhicules automobiles (toutes catégories, en millions) | Production annuelle de véhicules automobiles (toutes catégories, en millions) | Production annuelle de véhicules automobiles (toutes catégories, en millions) | Production annuelle de véhicules automobiles (toutes catégories, en millions) | Production annuelle de véhicules automobiles (toutes catégories, en millions) |      |  |
|       |                                                                               |                                                                               |                                                                               |                                                                               |                                                                               |                                                                               |                                                                               |                                                                               |                                                                               |                                                                               |                                                                               |                                                                               |                                                                               |                                                                               |                                                                               |                                                                               |                                                                               |                                                                               |                                                                               |                                                                               |                                                                               |                                                                               |                                                                               |                                                                               |                                                                               |                                                                               |                                                                               |                                                                               |                                                                               |                                                                               |                                                                               |                                                                               |                                                                               |                                                                               |                                                                               |                                                                               |                                                                               |                                                                               |                                                                               |                                                                               |                                                                               |                                                                               |                                                                               |                                                                               |                                                                               |                                                                               |                                                                               |                                                                               |                                                                               |                                                                               |                                                                               |                                                                               |                                                                               |                                                                               |                                                                               |                                                                               |                                                                               |                                                                               |                                                                               |                                                                               |                                                                               |      |  |
| 1999  | 56,0                                                                          | 56,0                                                                          | 56,0                                                                          | 56,0                                                                          | 56,0                                                                          | 56,0                                                                          | 56,0                                                                          | 56,0                                                                          | 56,0                                                                          | 56,0                                                                          | 56,0                                                                          | 56,0                                                                          | 56,0                                                                          | 56,0                                                                          | 56,0                                                                          | 56,0                                                                          | 56,0                                                                          | 56,0                                                                          | 56,0                                                                          | 56,0                                                                          | 56,0                                                                          |                                                                               |                                                                               |                                                                               |                                                                               |                                                                               |                                                                               |                                                                               |                                                                               |                                                                               |                                                                               |                                                                               |                                                                               |                                                                               |                                                                               |                                                                               |                                                                               |                                                                               |                                                                               |                                                                               |                                                                               |                                                                               |                                                                               |                                                                               |                                                                               |                                                                               |                                                                               |                                                                               |                                                                               |                                                                               |                                                                               |                                                                               |                                                                               |                                                                               |                                                                               |                                                                               |                                                                               |                                                                               |                                                                               |                                                                               |                                                                               |      |  |
| 2000  | 58,4                                                                          | 58,4                                                                          | 58,4                                                                          | 58,4                                                                          | 58,4                                                                          | 58,4                                                                          | 58,4                                                                          | 58,4                                                                          | 58,4                                                                          | 58,4                                                                          | 58,4                                                                          | 58,4                                                                          | 58,4                                                                          | 58,4                                                                          | 58,4                                                                          | 58,4                                                                          | 58,4                                                                          | 58,4                                                                          | 58,4                                                                          | 58,4                                                                          | 58,4                                                                          | 58,4                                                                          | 58,4                                                                          |                                                                               |                                                                               |                                                                               |                                                                               |                                                                               |                                                                               |                                                                               |                                                                               |                                                                               |                                                                               |                                                                               |                                                                               |                                                                               |                                                                               |                                                                               |                                                                               |                                                                               |                                                                               |                                                                               |                                                                               |                                                                               |                                                                               |                                                                               |                                                                               |                                                                               |                                                                               |                                                                               |                                                                               |                                                                               |                                                                               |                                                                               |                                                                               |                                                                               |                                                                               |                                                                               |                                                                               |                                                                               |                                                                               |      |  |
| 2001  | 56,3                                                                          | 56,3                                                                          | 56,3                                                                          | 56,3                                                                          | 56,3                                                                          | 56,3                                                                          | 56,3                                                                          | 56,3                                                                          | 56,3                                                                          | 56,3                                                                          | 56,3                                                                          | 56,3                                                                          | 56,3                                                                          | 56,3                                                                          | 56,3                                                                          | 56,3                                                                          | 56,3                                                                          | 56,3                                                                          | 56,3                                                                          | 56,3                                                                          | 56,3                                                                          |                                                                               |                                                                               |                                                                               |                                                                               |                                                                               |                                                                               |                                                                               |                                                                               |                                                                               |                                                                               |                                                                               |                                                                               |                                                                               |                                                                               |                                                                               |                                                                               |                                                                               |                                                                               |                                                                               |                                                                               |                                                                               |                                                                               |                                                                               |                                                                               |                                                                               |                                                                               |                                                                               |                                                                               |                                                                               |                                                                               |                                                                               |                                                                               |                                                                               |                                                                               |                                                                               |                                                                               |                                                                               |                                                                               |                                                                               |                                                                               |      |  |
| 2002  | 59,0                                                                          | 59,0                                                                          | 59,0                                                                          | 59,0                                                                          | 59,0                                                                          | 59,0                                                                          | 59,0                                                                          | 59,0                                                                          | 59,0                                                                          | 59,0                                                                          | 59,0                                                                          | 59,0                                                                          | 59,0                                                                          | 59,0                                                                          | 59,0                                                                          | 59,0                                                                          | 59,0                                                                          | 59,0                                                                          | 59,0                                                                          | 59,0                                                                          | 59,0                                                                          | 59,0                                                                          | 59,0                                                                          | 59,0                                                                          |                                                                               |                                                                               |                                                                               |                                                                               |                                                                               |                                                                               |                                                                               |                                                                               |                                                                               |                                                                               |                                                                               |                                                                               |                                                                               |                                                                               |                                                                               |                                                                               |                                                                               |                                                                               |                                                                               |                                                                               |                                                                               |                                                                               |                                                                               |                                                                               |                                                                               |                                                                               |                                                                               |                                                                               |                                                                               |                                                                               |                                                                               |                                                                               |                                                                               |                                                                               |                                                                               |                                                                               |                                                                               |      |  |
| 2003  | 60,1                                                                          | 60,1                                                                          | 60,1                                                                          | 60,1                                                                          | 60,1                                                                          | 60,1                                                                          | 60,1                                                                          | 60,1                                                                          | 60,1                                                                          | 60,1                                                                          | 60,1                                                                          | 60,1                                                                          | 60,1                                                                          | 60,1                                                                          | 60,1                                                                          | 60,1                                                                          | 60,1                                                                          | 60,1                                                                          | 60,1                                                                          | 60,1                                                                          | 60,1                                                                          | 60,1                                                                          | 60,1                                                                          | 60,1                                                                          | 60,1                                                                          |                                                                               |                                                                               |                                                                               |                                                                               |                                                                               |                                                                               |                                                                               |                                                                               |                                                                               |                                                                               |                                                                               |                                                                               |                                                                               |                                                                               |                                                                               |                                                                               |                                                                               |                                                                               |                                                                               |                                                                               |                                                                               |                                                                               |                                                                               |                                                                               |                                                                               |                                                                               |                                                                               |                                                                               |                                                                               |                                                                               |                                                                               |                                                                               |                                                                               |                                                                               |                                                                               |                                                                               |      |  |
| 2004  | 64,5                                                                          | 64,5                                                                          | 64,5                                                                          | 64,5                                                                          | 64,5                                                                          | 64,5                                                                          | 64,5                                                                          | 64,5                                                                          | 64,5                                                                          | 64,5                                                                          | 64,5                                                                          | 64,5                                                                          | 64,5                                                                          | 64,5                                                                          | 64,5                                                                          | 64,5                                                                          | 64,5                                                                          | 64,5                                                                          | 64,5                                                                          | 64,5                                                                          | 64,5                                                                          | 64,5                                                                          | 64,5                                                                          | 64,5                                                                          | 64,5                                                                          | 64,5                                                                          | 64,5                                                                          | 64,5                                                                          | 64,5                                                                          |                                                                               |                                                                               |                                                                               |                                                                               |                                                                               |                                                                               |                                                                               |                                                                               |                                                                               |                                                                               |                                                                               |                                                                               |                                                                               |                                                                               |                                                                               |                                                                               |                                                                               |                                                                               |                                                                               |                                                                               |                                                                               |                                                                               |                                                                               |                                                                               |                                                                               |                                                                               |                                                                               |                                                                               |                                                                               |                                                                               |                                                                               |                                                                               |      |  |
| 2005  | 66,7                                                                          | 66,7                                                                          | 66,7                                                                          | 66,7                                                                          | 66,7                                                                          | 66,7                                                                          | 66,7                                                                          | 66,7                                                                          | 66,7                                                                          | 66,7                                                                          | 66,7                                                                          | 66,7                                                                          | 66,7                                                                          | 66,7                                                                          | 66,7                                                                          | 66,7                                                                          | 66,7                                                                          | 66,7                                                                          | 66,7                                                                          | 66,7                                                                          | 66,7                                                                          | 66,7                                                                          | 66,7                                                                          | 66,7                                                                          | 66,7                                                                          | 66,7                                                                          | 66,7                                                                          | 66,7                                                                          | 66,7                                                                          | 66,7                                                                          | 66,7                                                                          | 66,7                                                                          |                                                                               |                                                                               |                                                                               |                                                                               |                                                                               |                                                                               |                                                                               |                                                                               |                                                                               |                                                                               |                                                                               |                                                                               |                                                                               |                                                                               |                                                                               |                                                                               |                                                                               |                                                                               |                                                                               |                                                                               |                                                                               |                                                                               |                                                                               |                                                                               |                                                                               |                                                                               |                                                                               |                                                                               |                                                                               |      |  |
| 2006  | 69,2                                                                          | 69,2                                                                          | 69,2                                                                          | 69,2                                                                          | 69,2                                                                          | 69,2                                                                          | 69,2                                                                          | 69,2                                                                          | 69,2                                                                          | 69,2                                                                          | 69,2                                                                          | 69,2                                                                          | 69,2                                                                          | 69,2                                                                          | 69,2                                                                          | 69,2                                                                          | 69,2                                                                          | 69,2                                                                          | 69,2                                                                          | 69,2                                                                          | 69,2                                                                          | 69,2                                                                          | 69,2                                                                          | 69,2                                                                          | 69,2                                                                          | 69,2                                                                          | 69,2                                                                          | 69,2                                                                          | 69,2                                                                          | 69,2                                                                          | 69,2                                                                          | 69,2                                                                          | 69,2                                                                          | 69,2                                                                          |                                                                               |                                                                               |                                                                               |                                                                               |                                                                               |                                                                               |                                                                               |                                                                               |                                                                               |                                                                               |                                                                               |                                                                               |                                                                               |                                                                               |                                                                               |                                                                               |                                                                               |                                                                               |                                                                               |                                                                               |                                                                               |                                                                               |                                                                               |                                                                               |                                                                               |                                                                               |                                                                               |      |  |
| 2007  | 73,3                                                                          | 73,3                                                                          | 73,3                                                                          | 73,3                                                                          | 73,3                                                                          | 73,3                                                                          | 73,3                                                                          | 73,3                                                                          | 73,3                                                                          | 73,3                                                                          | 73,3                                                                          | 73,3                                                                          | 73,3                                                                          | 73,3                                                                          | 73,3                                                                          | 73,3                                                                          | 73,3                                                                          | 73,3                                                                          | 73,3                                                                          | 73,3                                                                          | 73,3                                                                          | 73,3                                                                          | 73,3                                                                          | 73,3                                                                          | 73,3                                                                          | 73,3                                                                          | 73,3                                                                          | 73,3                                                                          | 73,3                                                                          | 73,3                                                                          | 73,3                                                                          | 73,3                                                                          | 73,3                                                                          | 73,3                                                                          | 73,3                                                                          | 73,3                                                                          | 73,3                                                                          | 73,3                                                                          |                                                                               |                                                                               |                                                                               |                                                                               |                                                                               |                                                                               |                                                                               |                                                                               |                                                                               |                                                                               |                                                                               |                                                                               |                                                                               |                                                                               |                                                                               |                                                                               |                                                                               |                                                                               |                                                                               |                                                                               |                                                                               |                                                                               |                                                                               |      |  |
| 2008  | 70,7                                                                          | 70,7                                                                          | 70,7                                                                          | 70,7                                                                          | 70,7                                                                          | 70,7                                                                          | 70,7                                                                          | 70,7                                                                          | 70,7                                                                          | 70,7                                                                          | 70,7                                                                          | 70,7                                                                          | 70,7                                                                          | 70,7                                                                          | 70,7                                                                          | 70,7                                                                          | 70,7                                                                          | 70,7                                                                          | 70,7                                                                          | 70,7                                                                          | 70,7                                                                          | 70,7                                                                          | 70,7                                                                          | 70,7                                                                          | 70,7                                                                          | 70,7                                                                          | 70,7                                                                          | 70,7                                                                          | 70,7                                                                          | 70,7                                                                          | 70,7                                                                          | 70,7                                                                          | 70,7                                                                          | 70,7                                                                          | 70,7                                                                          | 70,7                                                                          |                                                                               |                                                                               |                                                                               |                                                                               |                                                                               |                                                                               |                                                                               |                                                                               |                                                                               |                                                                               |                                                                               |                                                                               |                                                                               |                                                                               |                                                                               |                                                                               |                                                                               |                                                                               |                                                                               |                                                                               |                                                                               |                                                                               |                                                                               |                                                                               |                                                                               |      |  |
| 2009  | 61,8                                                                          | 61,8                                                                          | 61,8                                                                          | 61,8                                                                          | 61,8                                                                          | 61,8                                                                          | 61,8                                                                          | 61,8                                                                          | 61,8                                                                          | 61,8                                                                          | 61,8                                                                          | 61,8                                                                          | 61,8                                                                          | 61,8                                                                          | 61,8                                                                          | 61,8                                                                          | 61,8                                                                          | 61,8                                                                          | 61,8                                                                          | 61,8                                                                          | 61,8                                                                          | 61,8                                                                          | 61,8                                                                          | 61,8                                                                          | 61,8                                                                          | 61,8                                                                          | 61,8                                                                          |                                                                               |                                                                               |                                                                               |                                                                               |                                                                               |                                                                               |                                                                               |                                                                               |                                                                               |                                                                               |                                                                               |                                                                               |                                                                               |                                                                               |                                                                               |                                                                               |                                                                               |                                                                               |                                                                               |                                                                               |                                                                               |                                                                               |                                                                               |                                                                               |                                                                               |                                                                               |                                                                               |                                                                               |                                                                               |                                                                               |                                                                               |                                                                               |                                                                               |                                                                               |      |  |
| 2010  | 77,6                                                                          | 77,6                                                                          | 77,6                                                                          | 77,6                                                                          | 77,6                                                                          | 77,6                                                                          | 77,6                                                                          | 77,6                                                                          | 77,6                                                                          | 77,6                                                                          | 77,6                                                                          | 77,6                                                                          | 77,6                                                                          | 77,6                                                                          | 77,6                                                                          | 77,6                                                                          | 77,6                                                                          | 77,6                                                                          | 77,6                                                                          | 77,6                                                                          | 77,6                                                                          | 77,6                                                                          | 77,6                                                                          | 77,6                                                                          | 77,6                                                                          | 77,6                                                                          | 77,6                                                                          | 77,6                                                                          | 77,6                                                                          | 77,6                                                                          | 77,6                                                                          | 77,6                                                                          | 77,6                                                                          | 77,6                                                                          | 77,6                                                                          | 77,6                                                                          | 77,6                                                                          | 77,6                                                                          | 77,6                                                                          | 77,6                                                                          | 77,6                                                                          | 77,6                                                                          | 77,6                                                                          |                                                                               |                                                                               |                                                                               |                                                                               |                                                                               |                                                                               |                                                                               |                                                                               |                                                                               |                                                                               |                                                                               |                                                                               |                                                                               |                                                                               |                                                                               |                                                                               |                                                                               |                                                                               |      |  |
| 2011  | 79,9                                                                          | 79,9                                                                          | 79,9                                                                          | 79,9                                                                          | 79,9                                                                          | 79,9                                                                          | 79,9                                                                          | 79,9                                                                          | 79,9                                                                          | 79,9                                                                          | 79,9                                                                          | 79,9                                                                          | 79,9                                                                          | 79,9                                                                          | 79,9                                                                          | 79,9                                                                          | 79,9                                                                          | 79,9                                                                          | 79,9                                                                          | 79,9                                                                          | 79,9                                                                          | 79,9                                                                          | 79,9                                                                          | 79,9                                                                          | 79,9                                                                          | 79,9                                                                          | 79,9                                                                          | 79,9                                                                          | 79,9                                                                          | 79,9                                                                          | 79,9                                                                          | 79,9                                                                          | 79,9                                                                          | 79,9                                                                          | 79,9                                                                          | 79,9                                                                          | 79,9                                                                          | 79,9                                                                          | 79,9                                                                          | 79,9                                                                          | 79,9                                                                          | 79,9                                                                          | 79,9                                                                          | 79,9                                                                          | 79,9                                                                          |                                                                               |                                                                               |                                                                               |                                                                               |                                                                               |                                                                               |                                                                               |                                                                               |                                                                               |                                                                               |                                                                               |                                                                               |                                                                               |                                                                               |                                                                               |                                                                               |      |  |
| 2012  | 84,2                                                                          | 84,2                                                                          | 84,2                                                                          | 84,2                                                                          | 84,2                                                                          | 84,2                                                                          | 84,2                                                                          | 84,2                                                                          | 84,2                                                                          | 84,2                                                                          | 84,2                                                                          | 84,2                                                                          | 84,2                                                                          | 84,2                                                                          | 84,2                                                                          | 84,2                                                                          | 84,2                                                                          | 84,2                                                                          | 84,2                                                                          | 84,2                                                                          | 84,2                                                                          | 84,2                                                                          | 84,2                                                                          | 84,2                                                                          | 84,2                                                                          | 84,2                                                                          | 84,2                                                                          | 84,2                                                                          | 84,2                                                                          | 84,2                                                                          | 84,2                                                                          | 84,2                                                                          | 84,2                                                                          | 84,2                                                                          | 84,2                                                                          | 84,2                                                                          | 84,2                                                                          | 84,2                                                                          | 84,2                                                                          | 84,2                                                                          | 84,2                                                                          | 84,2                                                                          | 84,2                                                                          | 84,2                                                                          | 84,2                                                                          | 84,2                                                                          | 84,2                                                                          | 84,2                                                                          | 84,2                                                                          |                                                                               |                                                                               |                                                                               |                                                                               |                                                                               |                                                                               |                                                                               |                                                                               |                                                                               |                                                                               |                                                                               |                                                                               |      |  |
| 2013  | 87,6                                                                          | 87,6                                                                          | 87,6                                                                          | 87,6                                                                          | 87,6                                                                          | 87,6                                                                          | 87,6                                                                          | 87,6                                                                          | 87,6                                                                          | 87,6                                                                          | 87,6                                                                          | 87,6                                                                          | 87,6                                                                          | 87,6                                                                          | 87,6                                                                          | 87,6                                                                          | 87,6                                                                          | 87,6                                                                          | 87,6                                                                          | 87,6                                                                          | 87,6                                                                          | 87,6                                                                          | 87,6                                                                          | 87,6                                                                          | 87,6                                                                          | 87,6                                                                          | 87,6                                                                          | 87,6                                                                          | 87,6                                                                          | 87,6                                                                          | 87,6                                                                          | 87,6                                                                          | 87,6                                                                          | 87,6                                                                          | 87,6                                                                          | 87,6                                                                          | 87,6                                                                          | 87,6                                                                          | 87,6                                                                          | 87,6                                                                          | 87,6                                                                          | 87,6                                                                          | 87,6                                                                          | 87,6                                                                          | 87,6                                                                          | 87,6                                                                          | 87,6                                                                          | 87,6                                                                          | 87,6                                                                          | 87,6                                                                          | 87,6                                                                          | 87,6                                                                          | 87,6                                                                          |                                                                               |                                                                               |                                                                               |                                                                               |                                                                               |                                                                               |                                                                               |                                                                               |      |  |
| 2014  | 89,8                                                                          | 89,8                                                                          | 89,8                                                                          | 89,8                                                                          | 89,8                                                                          | 89,8                                                                          | 89,8                                                                          | 89,8                                                                          | 89,8                                                                          | 89,8                                                                          | 89,8                                                                          | 89,8                                                                          | 89,8                                                                          | 89,8                                                                          | 89,8                                                                          | 89,8                                                                          | 89,8                                                                          | 89,8                                                                          | 89,8                                                                          | 89,8                                                                          | 89,8                                                                          | 89,8                                                                          | 89,8                                                                          | 89,8                                                                          | 89,8                                                                          | 89,8                                                                          | 89,8                                                                          | 89,8                                                                          | 89,8                                                                          | 89,8                                                                          | 89,8                                                                          | 89,8                                                                          | 89,8                                                                          | 89,8                                                                          | 89,8                                                                          | 89,8                                                                          | 89,8                                                                          | 89,8                                                                          | 89,8                                                                          | 89,8                                                                          | 89,8                                                                          | 89,8                                                                          | 89,8                                                                          | 89,8                                                                          | 89,8                                                                          | 89,8                                                                          | 89,8                                                                          | 89,8                                                                          | 89,8                                                                          | 89,8                                                                          | 89,8                                                                          | 89,8                                                                          | 89,8                                                                          | 89,8                                                                          | 89,8                                                                          |                                                                               |                                                                               |                                                                               |                                                                               |                                                                               |                                                                               |      |  |
| 2015  | 90,8                                                                          | 90,8                                                                          | 90,8                                                                          | 90,8                                                                          | 90,8                                                                          | 90,8                                                                          | 90,8                                                                          | 90,8                                                                          | 90,8                                                                          | 90,8                                                                          | 90,8                                                                          | 90,8                                                                          | 90,8                                                                          | 90,8                                                                          | 90,8                                                                          | 90,8                                                                          | 90,8                                                                          | 90,8                                                                          | 90,8                                                                          | 90,8                                                                          | 90,8                                                                          | 90,8                                                                          | 90,8                                                                          | 90,8                                                                          | 90,8                                                                          | 90,8                                                                          | 90,8                                                                          | 90,8                                                                          | 90,8                                                                          | 90,8                                                                          | 90,8                                                                          | 90,8                                                                          | 90,8                                                                          | 90,8                                                                          | 90,8                                                                          | 90,8                                                                          | 90,8                                                                          | 90,8                                                                          | 90,8                                                                          | 90,8                                                                          | 90,8                                                                          | 90,8                                                                          | 90,8                                                                          | 90,8                                                                          | 90,8                                                                          | 90,8                                                                          | 90,8                                                                          | 90,8                                                                          | 90,8                                                                          | 90,8                                                                          | 90,8                                                                          | 90,8                                                                          | 90,8                                                                          | 90,8                                                                          | 90,8                                                                          | 90,8                                                                          |                                                                               |                                                                               |                                                                               |                                                                               |                                                                               |      |  |
| 2016  | 95,0                                                                          | 95,0                                                                          | 95,0                                                                          | 95,0                                                                          | 95,0                                                                          | 95,0                                                                          | 95,0                                                                          | 95,0                                                                          | 95,0                                                                          | 95,0                                                                          | 95,0                                                                          | 95,0                                                                          | 95,0                                                                          | 95,0                                                                          | 95,0                                                                          | 95,0                                                                          | 95,0                                                                          | 95,0                                                                          | 95,0                                                                          | 95,0                                                                          | 95,0                                                                          | 95,0                                                                          | 95,0                                                                          | 95,0                                                                          | 95,0                                                                          | 95,0                                                                          | 95,0                                                                          | 95,0                                                                          | 95,0                                                                          | 95,0                                                                          | 95,0                                                                          | 95,0                                                                          | 95,0                                                                          | 95,0                                                                          | 95,0                                                                          | 95,0                                                                          | 95,0                                                                          | 95,0                                                                          | 95,0                                                                          | 95,0                                                                          | 95,0                                                                          | 95,0                                                                          | 95,0                                                                          | 95,0                                                                          | 95,0                                                                          | 95,0                                                                          | 95,0                                                                          | 95,0                                                                          | 95,0                                                                          | 95,0                                                                          | 95,0                                                                          | 95,0                                                                          | 95,0                                                                          | 95,0                                                                          | 95,0                                                                          | 95,0                                                                          | 95,0                                                                          | 95,0                                                                          | 95,0                                                                          | 95,0                                                                          |                                                                               |      |  |
| 2017  | 97,3                                                                          | 97,3                                                                          | 97,3                                                                          | 97,3                                                                          | 97,3                                                                          | 97,3                                                                          | 97,3                                                                          | 97,3                                                                          | 97,3                                                                          | 97,3                                                                          | 97,3                                                                          | 97,3                                                                          | 97,3                                                                          | 97,3                                                                          | 97,3                                                                          | 97,3                                                                          | 97,3                                                                          | 97,3                                                                          | 97,3                                                                          | 97,3                                                                          | 97,3                                                                          | 97,3                                                                          | 97,3                                                                          | 97,3                                                                          | 97,3                                                                          | 97,3                                                                          | 97,3                                                                          | 97,3                                                                          | 97,3                                                                          | 97,3                                                                          | 97,3                                                                          | 97,3                                                                          | 97,3                                                                          | 97,3                                                                          | 97,3                                                                          | 97,3                                                                          | 97,3                                                                          | 97,3                                                                          | 97,3                                                                          | 97,3                                                                          | 97,3                                                                          | 97,3                                                                          | 97,3                                                                          | 97,3                                                                          | 97,3                                                                          | 97,3                                                                          | 97,3                                                                          | 97,3                                                                          | 97,3                                                                          | 97,3                                                                          | 97,3                                                                          | 97,3                                                                          | 97,3                                                                          | 97,3                                                                          | 97,3                                                                          | 97,3                                                                          | 97,3                                                                          | 97,3                                                                          | 97,3                                                                          | 97,3                                                                          | 97,3                                                                          | 97,3 |  |
| 2018  | 95,6                                                                          | 95,6                                                                          | 95,6                                                                          | 95,6                                                                          | 95,6                                                                          | 95,6                                                                          | 95,6                                                                          | 95,6                                                                          | 95,6                                                                          | 95,6                                                                          | 95,6                                                                          | 95,6                                                                          | 95,6                                                                          | 95,6                                                                          | 95,6                                                                          | 95,6                                                                          | 95,6                                                                          | 95,6                                                                          | 95,6                                                                          | 95,6                                                                          | 95,6                                                                          | 95,6                                                                          | 95,6                                                                          | 95,6                                                                          | 95,6                                                                          | 95,6                                                                          | 95,6                                                                          | 95,6                                                                          | 95,6                                                                          | 95,6                                                                          | 95,6                                                                          | 95,6                                                                          | 95,6                                                                          | 95,6                                                                          | 95,6                                                                          | 95,6                                                                          | 95,6                                                                          | 95,6                                                                          | 95,6                                                                          | 95,6                                                                          | 95,6                                                                          | 95,6                                                                          | 95,6                                                                          | 95,6                                                                          | 95,6                                                                          | 95,6                                                                          | 95,6                                                                          | 95,6                                                                          | 95,6                                                                          | 95,6                                                                          | 95,6                                                                          | 95,6                                                                          | 95,6                                                                          | 95,6                                                                          | 95,6                                                                          | 95,6                                                                          | 95,6                                                                          | 95,6                                                                          | 95,6                                                                          | 95,6                                                                          | 95,6                                                                          |      |  |
| 2019  | 91,8                                                                          | 91,8                                                                          | 91,8                                                                          | 91,8                                                                          | 91,8                                                                          | 91,8                                                                          | 91,8                                                                          | 91,8                                                                          | 91,8                                                                          | 91,8                                                                          | 91,8                                                                          | 91,8                                                                          | 91,8                                                                          | 91,8                                                                          | 91,8                                                                          | 91,8                                                                          | 91,8                                                                          | 91,8                                                                          | 91,8                                                                          | 91,8                                                                          | 91,8                                                                          | 91,8                                                                          | 91,8                                                                          | 91,8                                                                          | 91,8                                                                          | 91,8                                                                          | 91,8                                                                          | 91,8                                                                          | 91,8                                                                          | 91,8                                                                          | 91,8                                                                          | 91,8                                                                          | 91,8                                                                          | 91,8                                                                          | 91,8                                                                          | 91,8                                                                          | 91,8                                                                          | 91,8                                                                          | 91,8                                                                          | 91,8                                                                          | 91,8                                                                          | 91,8                                                                          | 91,8                                                                          | 91,8                                                                          | 91,8                                                                          | 91,8                                                                          | 91,8                                                                          | 91,8                                                                          | 91,8                                                                          | 91,8                                                                          | 91,8                                                                          | 91,8                                                                          | 91,8                                                                          | 91,8                                                                          | 91,8                                                                          | 91,8                                                                          | 91,8                                                                          |                                                                               |                                                                               |                                                                               |                                                                               |      |  |
| 2020  | 77,6                                                                          | 77,6                                                                          | 77,6                                                                          | 77,6                                                                          | 77,6                                                                          | 77,6                                                                          | 77,6                                                                          | 77,6                                                                          | 77,6                                                                          | 77,6                                                                          | 77,6                                                                          | 77,6                                                                          | 77,6                                                                          | 77,6                                                                          | 77,6                                                                          | 77,6                                                                          | 77,6                                                                          | 77,6                                                                          | 77,6                                                                          | 77,6                                                                          | 77,6                                                                          | 77,6                                                                          | 77,6                                                                          | 77,6                                                                          | 77,6                                                                          | 77,6                                                                          | 77,6                                                                          | 77,6                                                                          | 77,6                                                                          | 77,6                                                                          | 77,6                                                                          | 77,6                                                                          | 77,6                                                                          | 77,6                                                                          | 77,6                                                                          | 77,6                                                                          | 77,6                                                                          | 77,6                                                                          | 77,6                                                                          | 77,6                                                                          | 77,6                                                                          | 77,6                                                                          | 77,6                                                                          |                                                                               |                                                                               |                                                                               |                                                                               |                                                                               |                                                                               |                                                                               |                                                                               |                                                                               |                                                                               |                                                                               |                                                                               |                                                                               |                                                                               |                                                                               |                                                                               |                                                                               |                                                                               |      |  |
| 2021  | 80,1                                                                          | 80,1                                                                          | 80,1                                                                          | 80,1                                                                          | 80,1                                                                          | 80,1                                                                          | 80,1                                                                          | 80,1                                                                          | 80,1                                                                          | 80,1                                                                          | 80,1                                                                          | 80,1                                                                          | 80,1                                                                          | 80,1                                                                          | 80,1                                                                          | 80,1                                                                          | 80,1                                                                          | 80,1                                                                          | 80,1                                                                          | 80,1                                                                          | 80,1                                                                          | 80,1                                                                          | 80,1                                                                          | 80,1                                                                          | 80,1                                                                          | 80,1                                                                          | 80,1                                                                          | 80,1                                                                          | 80,1                                                                          | 80,1                                                                          | 80,1                                                                          | 80,1                                                                          | 80,1                                                                          | 80,1                                                                          | 80,1                                                                          | 80,1                                                                          | 80,1                                                                          | 80,1                                                                          | 80,1                                                                          | 80,1                                                                          | 80,1                                                                          | 80,1                                                                          | 80,1                                                                          | 80,1                                                                          | 80,1                                                                          |                                                                               |                                                                               |                                                                               |                                                                               |                                                                               |                                                                               |                                                                               |                                                                               |                                                                               |                                                                               |                                                                               |                                                                               |                                                                               |                                                                               |                                                                               |                                                                               |      |  |
| 2022  | 85,0                                                                          | 85,0                                                                          | 85,0                                                                          | 85,0                                                                          | 85,0                                                                          | 85,0                                                                          | 85,0                                                                          | 85,0                                                                          | 85,0                                                                          | 85,0                                                                          | 85,0                                                                          | 85,0                                                                          | 85,0                                                                          | 85,0                                                                          | 85,0                                                                          | 85,0                                                                          | 85,0                                                                          | 85,0                                                                          | 85,0                                                                          | 85,0                                                                          | 85,0                                                                          | 85,0                                                                          | 85,0                                                                          | 85,0                                                                          | 85,0                                                                          | 85,0                                                                          | 85,0                                                                          | 85,0                                                                          | 85,0                                                                          | 85,0                                                                          | 85,0                                                                          | 85,0                                                                          | 85,0                                                                          | 85,0                                                                          | 85,0                                                                          | 85,0                                                                          | 85,0                                                                          | 85,0                                                                          | 85,0                                                                          | 85,0                                                                          | 85,0                                                                          | 85,0                                                                          | 85,0                                                                          | 85,0                                                                          | 85,0                                                                          | 85,0                                                                          | 85,0                                                                          | 85,0                                                                          | 85,0                                                                          | 85,0                                                                          |                                                                               |                                                                               |                                                                               |                                                                               |                                                                               |                                                                               |                                                                               |                                                                               |                                                                               |                                                                               |                                                                               |      |  |

## Palmarès des constructeurs auXXIesiècle
Le tableau ci-dessous présente le palmarès des plus grands constructeurs mondiaux en volume produit, toutes catégories confondues, depuis 2000 d'après les données de l'OICA, sauf exception signalée.
|       |                                                                                           |                  |                  |                  |                  |        |        |        |       |       |                  |                  |                  |                  |                  |        |        |        |       |       |                  |                  |                  |                  |                  |        |        |        |       |       |                  |                  |                  |                  |                  |        |        |        |       |       |                  |                  |                  |                  |                  |        |        |        |       |       |
|       | Classement des constructeurs par volume produit (toutes catégories, en milliers d'unités) |                  |                  |                  |                  |        |        |        |       |       |                  |                  |                  |                  |                  |        |        |        |       |       |                  |                  |                  |                  |                  |        |        |        |       |       |                  |                  |                  |                  |                  |        |        |        |       |       |                  |                  |                  |                  |                  |        |        |        |       |       |
|       |                                                                                           |                  |                  |                  |                  |        |        |        |       |       |                  |                  |                  |                  |                  |        |        |        |       |       |                  |                  |                  |                  |                  |        |        |        |       |       |                  |                  |                  |                  |                  |        |        |        |       |       |                  |                  |                  |                  |                  |        |        |        |       |       |
| Année | 2 000                                                                                     | 2 000            | 2 000            | 2 000            | 2 000            | 2 000  | 2 000  | 2 000  | 2 000 | 2 000 | 2 005            | 2 005            | 2 005            | 2 005            | 2 005            | 2 005  | 2 005  | 2 005  | 2 005 | 2 005 | 2 010            | 2 010            | 2 010            | 2 010            | 2 010            | 2 010  | 2 010  | 2 010  | 2 010 | 2 010 | 2 015            | 2 015            | 2 015            | 2 015            | 2 015            | 2 015  | 2 015  | 2 015  | 2 015 | 2 015 | 2 022            | 2 022            | 2 022            | 2 022            | 2 022            | 2 022  | 2 022  | 2 022  | 2 022 | 2 022 |
| Rang  | Constructeur                                                                              | Constructeur     | Constructeur     | Constructeur     | Constructeur     | Volume | Volume | Volume | %     | %     | Constructeur     | Constructeur     | Constructeur     | Constructeur     | Constructeur     | Volume | Volume | Volume | %     | %     | Constructeur     | Constructeur     | Constructeur     | Constructeur     | Constructeur     | Volume | Volume | Volume | %     | %     | Constructeur     | Constructeur     | Constructeur     | Constructeur     | Constructeur     | Volume | Volume | Volume | %     | %     | Constructeur     | Constructeur     | Constructeur     | Constructeur     | Constructeur     | Volume | Volume | Volume | %     | %     |
| 1     | GM                                                                                        | GM               | GM               | GM               | GM               | 8133   | 8133   | 8133   | 13,9  | 13,9  | GM               | GM               | GM               | GM               | GM               | 9098   | 9098   | 9098   | 13,7  | 13,7  | Toyota           | Toyota           | Toyota           | Toyota           | Toyota           | 8557   | 8557   | 8557   | 11,0  | 11,0  | Toyota           | Toyota           | Toyota           | Toyota           | Toyota           | 10084  | 10084  | 10084  | 11,2  | 11,2  | Toyota           | Toyota           | Toyota           | Toyota           | Toyota           | 9567   | 9567   | 9567   | 11,3  | 11,3  |
| 2     | Ford                                                                                      | Ford             | Ford             | Ford             | Ford             | 7323   | 7323   | 7323   | 12,5  | 12,5  | Toyota           | Toyota           | Toyota           | Toyota           | Toyota           | 7338   | 7338   | 7338   | 11,0  | 11,0  | GM               | GM               | GM               | GM               | GM               | 8476   | 8476   | 8476   | 10,9  | 10,9  | VW               | VW               | VW               | VW               | VW               | 9872   | 9872   | 9872   | 11,0  | 11,0  | VW               | VW               | VW               | VW               | VW               | 8263   | 8263   | 8263   | 9,7   | 9,7   |
| 3     | Toyota                                                                                    | Toyota           | Toyota           | Toyota           | Toyota           | 5955   | 5955   | 5955   | 10,2  | 10,2  | Ford             | Ford             | Ford             | Ford             | Ford             | 6498   | 6498   | 6498   | 9,8   | 9,8   | VW               | VW               | VW               | VW               | VW               | 7341   | 7341   | 7341   | 9,4   | 9,4   | Hyundai          | Hyundai          | Hyundai          | Hyundai          | Hyundai          | 7988   | 7988   | 7988   | 8,9   | 8,9   | Hyundai          | Hyundai          | Hyundai          | Hyundai          | Hyundai          | 6848   | 6848   | 6848   | 8,1   | 8,1   |
| 4     | VW                                                                                        | VW               | VW               | VW               | VW               | 5107   | 5107   | 5107   | 8,7   | 8,7   | VW               | VW               | VW               | VW               | VW               | 5211   | 5211   | 5211   | 7,8   | 7,8   | Hyundai          | Hyundai          | Hyundai          | Hyundai          | Hyundai          | 5765   | 5765   | 5765   | 7,4   | 7,4   | GM               | GM               | GM               | GM               | GM               | 7486   | 7486   | 7486   | 8,3   | 8,3   | Stellantis       | Stellantis       | Stellantis       | Stellantis       | Stellantis       | 6003   | 6003   | 6003   | 7,1   | 7,1   |
| 5     | DaimlerChrysler                                                                           | DaimlerChrysler  | DaimlerChrysler  | DaimlerChrysler  | DaimlerChrysler  | 4667   | 4667   | 4667   | 8,0   | 8,0   | DaimlerChrysler  | DaimlerChrysler  | DaimlerChrysler  | DaimlerChrysler  | DaimlerChrysler  | 4816   | 4816   | 4816   | 7,2   | 7,2   | Ford             | Ford             | Ford             | Ford             | Ford             | 4988   | 4988   | 4988   | 6,4   | 6,4   | Ford             | Ford             | Ford             | Ford             | Ford             | 6396   | 6396   | 6396   | 7,1   | 7,1   | GM               | GM               | GM               | GM               | GM               | 5942   | 5942   | 5942   | 7,0   | 7,0   |
|       | Sous-total top 5                                                                          | Sous-total top 5 | Sous-total top 5 | Sous-total top 5 | Sous-total top 5 | 31185  | 31185  | 31185  | 53,4  | 53,4  | Sous-total top 5 | Sous-total top 5 | Sous-total top 5 | Sous-total top 5 | Sous-total top 5 | 32961  | 32961  | 32961  | 49,6  | 49,6  | Sous-total top 5 | Sous-total top 5 | Sous-total top 5 | Sous-total top 5 | Sous-total top 5 | 35127  | 35127  | 35127  | 45,2  | 45,2  | Sous-total top 5 | Sous-total top 5 | Sous-total top 5 | Sous-total top 5 | Sous-total top 5 | 41826  | 41826  | 41826  | 46,4  | 46,4  | Sous-total top 5 | Sous-total top 5 | Sous-total top 5 | Sous-total top 5 | Sous-total top 5 | 36623  | 36623  | 36623  | 43,2  | 43,2  |

## Palmarès des pays producteurs auXXIesiècle
Le tableau ci-dessous présente le palmarès de la production automobile dans les principaux pays producteurs, toutes catégories confondues, depuis 2000 d'après les données de l'OICA.  Au début des années 2020 près d'un véhicule sur trois est produit en Chine, et plus d'un véhicule sur deux est produit en Asie.
|       |                                                               |                  |                  |                  |                  |        |        |        |       |       |                  |                  |                  |                  |                  |        |        |        |       |       |                  |                  |                  |                  |                  |        |        |        |       |       |                  |                  |                  |                  |                  |        |        |        |       |       |                  |                  |                  |                  |                  |        |        |        |       |       |
|       | Production par pays (toutes catégories, en millions d'unités) |                  |                  |                  |                  |        |        |        |       |       |                  |                  |                  |                  |                  |        |        |        |       |       |                  |                  |                  |                  |                  |        |        |        |       |       |                  |                  |                  |                  |                  |        |        |        |       |       |                  |                  |                  |                  |                  |        |        |        |       |       |
|       |                                                               |                  |                  |                  |                  |        |        |        |       |       |                  |                  |                  |                  |                  |        |        |        |       |       |                  |                  |                  |                  |                  |        |        |        |       |       |                  |                  |                  |                  |                  |        |        |        |       |       |                  |                  |                  |                  |                  |        |        |        |       |       |
| Année | 2 000                                                         | 2 000            | 2 000            | 2 000            | 2 000            | 2 000  | 2 000  | 2 000  | 2 000 | 2 000 | 2 005            | 2 005            | 2 005            | 2 005            | 2 005            | 2 005  | 2 005  | 2 005  | 2 005 | 2 005 | 2 010            | 2 010            | 2 010            | 2 010            | 2 010            | 2 010  | 2 010  | 2 010  | 2 010 | 2 010 | 2 015            | 2 015            | 2 015            | 2 015            | 2 015            | 2 015  | 2 015  | 2 015  | 2 015 | 2 015 | 2 022            | 2 022            | 2 022            | 2 022            | 2 022            | 2 022  | 2 022  | 2 022  | 2 022 | 2 022 |
| Rang  | Pays                                                          | Pays             | Pays             | Pays             | Pays             | Volume | Volume | Volume | %     | %     | Pays             | Pays             | Pays             | Pays             | Pays             | Volume | Volume | Volume | %     | %     | Pays             | Pays             | Pays             | Pays             | Pays             | Volume | Volume | Volume | %     | %     | Pays             | Pays             | Pays             | Pays             | Pays             | Volume | Volume | Volume | %     | %     | Pays             | Pays             | Pays             | Pays             | Pays             | Volume | Volume | Volume | %     | %     |
| 1     | États-Unis                                                    | États-Unis       | États-Unis       | États-Unis       | États-Unis       | 12,8   | 12,8   | 12,8   | 21,9  | 21,9  | États-Unis       | États-Unis       | États-Unis       | États-Unis       | États-Unis       | 11,9   | 11,9   | 11,9   | 17,9  | 17,9  | Chine            | Chine            | Chine            | Chine            | Chine            | 18,3   | 18,3   | 18,3   | 23,6  | 23,6  | Chine            | Chine            | Chine            | Chine            | Chine            | 24,5   | 24,5   | 24,5   | 27,0  | 27,0  | Chine            | Chine            | Chine            | Chine            | Chine            | 27,0   | 27,0   | 27,0   | 31,7  | 31,7  |
| 2     | Japon                                                         | Japon            | Japon            | Japon            | Japon            | 10,1   | 10,1   | 10,1   | 17,3  | 17,3  | Japon            | Japon            | Japon            | Japon            | Japon            | 10,8   | 10,8   | 10,8   | 16,2  | 16,2  | Japon            | Japon            | Japon            | Japon            | Japon            | 9,6    | 9,6    | 9,6    | 12,4  | 12,4  | États-Unis       | États-Unis       | États-Unis       | États-Unis       | États-Unis       | 12,1   | 12,1   | 12,1   | 13,3  | 13,3  | États-Unis       | États-Unis       | États-Unis       | États-Unis       | États-Unis       | 10,1   | 10,1   | 10,1   | 11,9  | 11,9  |
| 3     | Allemagne                                                     | Allemagne        | Allemagne        | Allemagne        | Allemagne        | 5,5    | 5,5    | 5,5    | 9,4   | 9,4   | Allemagne        | Allemagne        | Allemagne        | Allemagne        | Allemagne        | 5,8    | 5,8    | 5,8    | 8,7   | 8,7   | États-Unis       | États-Unis       | États-Unis       | États-Unis       | États-Unis       | 7,7    | 7,7    | 7,7    | 9,9   | 9,9   | Japon            | Japon            | Japon            | Japon            | Japon            | 9,3    | 9,3    | 9,3    | 10,2  | 10,2  | Japon            | Japon            | Japon            | Japon            | Japon            | 7,8    | 7,8    | 7,8    | 9,2   | 9,2   |
| 4     | France                                                        | France           | France           | France           | France           | 3,3    | 3,3    | 3,3    | 5,7   | 5,7   | Chine            | Chine            | Chine            | Chine            | Chine            | 5,7    | 5,7    | 5,7    | 8,6   | 8,6   | Allemagne        | Allemagne        | Allemagne        | Allemagne        | Allemagne        | 5,9    | 5,9    | 5,9    | 7,6   | 7,6   | Allemagne        | Allemagne        | Allemagne        | Allemagne        | Allemagne        | 6,0    | 6,0    | 6,0    | 6,6   | 6,6   | Inde             | Inde             | Inde             | Inde             | Inde             | 5,5    | 5,5    | 5,5    | 6,5   | 6,5   |
| 5     | Corée du Sud                                                  | Corée du Sud     | Corée du Sud     | Corée du Sud     | Corée du Sud     | 3,1    | 3,1    | 3,1    | 5,3   | 5,3   | Corée du Sud     | Corée du Sud     | Corée du Sud     | Corée du Sud     | Corée du Sud     | 3,7    | 3,7    | 3,7    | 5,6   | 5,6   | Corée du Sud     | Corée du Sud     | Corée du Sud     | Corée du Sud     | Corée du Sud     | 4,3    | 4,3    | 4,3    | 5,5   | 5,5   | Corée du Sud     | Corée du Sud     | Corée du Sud     | Corée du Sud     | Corée du Sud     | 4,6    | 4,6    | 4,6    | 5,1   | 5,1   | Corée du Sud     | Corée du Sud     | Corée du Sud     | Corée du Sud     | Corée du Sud     | 3,8    | 3,8    | 3,8    | 4,5   | 4,5   |
|       | Sous-total top 5                                              | Sous-total top 5 | Sous-total top 5 | Sous-total top 5 | Sous-total top 5 | 34,8   | 34,8   | 34,8   | 59,6  | 59,6  | Sous-total top 5 | Sous-total top 5 | Sous-total top 5 | Sous-total top 5 | Sous-total top 5 | 37,9   | 37,9   | 37,9   | 57,0  | 57,0  | Sous-total top 5 | Sous-total top 5 | Sous-total top 5 | Sous-total top 5 | Sous-total top 5 | 45,8   | 45,8   | 45,8   | 58,9  | 58,9  | Sous-total top 5 | Sous-total top 5 | Sous-total top 5 | Sous-total top 5 | Sous-total top 5 | 56,5   | 56,5   | 56,5   | 62,2  | 62,2  | Sous-total top 5 | Sous-total top 5 | Sous-total top 5 | Sous-total top 5 | Sous-total top 5 | 54,2   | 54,2   | 54,2   | 63,8  | 63,8  |